# Bogotá
Bogotá, oficialmente Bogotá, Distrito Capital (antiguamente conocida como Santafé de Bogotá), es la capital de la República de Colombia y del departamento de Cundinamarca. Está administrada como distrito capital, y goza de autonomía para la gestión de sus intereses dentro de los límites de la Constitución y la ley. A diferencia de los demás distritos de Colombia, Bogotá es una entidad territorial de primer orden, con las atribuciones administrativas que la ley confiere a los departamentos. Está constituida por 20 localidades, donde cada uno de estos tiene su propio alcalde, al cual se le denomina Alcalde Local, y una Junta Administradora Local (JAL), y es el epicentro político, económico, administrativo, industrial, artístico, cultural, deportivo y turístico del país.
Bogotá fue fundada como capital del Nuevo Reino de Granada el 6 de agosto de 1538 por el conquistador español Gonzalo Jiménez de Quesada después de una dura expedición a los Andes.
Es la tercera capital más alta del mundo (después de La Paz y Quito), se encuentra a un promedio de 2625 metros sobre el nivel del mar. Está ubicada en el centro de Colombia, en la región natural conocida como la sabana de Bogotá, que forma parte del altiplano cundiboyacense, formación ubicada en la cordillera Oriental de los Andes.
Tiene una longitud de 33 km de sur a norte, y 16 km de oriente a occidente. Como capital, alberga los organismos de mayor jerarquía de la rama ejecutiva (Presidencia de la República), legislativa (Congreso de Colombia) y judicial (Corte Suprema de Justicia, Corte Constitucional, Consejo de Estado y el Consejo Superior de la Judicatura).
Según The Economist, en el plano económico, Bogotá se destaca por su fortaleza económica asociada al tamaño de su producción, las facilidades para crear empresas y hacer negocios, la madurez financiera, la atracción de empresas globales y la calidad de su capital humano. Es el principal mercado de Colombia y de la Región Andina, y el primer destino de la inversión extranjera directa que llega a Colombia (70 %). Tiene el mayor PIB nominal y per cápita del país, aportando la mayor parte al total nacional (24,5 %), y es la sexta ciudad por tamaño del PIB en Latinoamérica (de unos 106 678 millones de dólares) con un PIB per cápita nominal de 11 594 dólares y un PIB PPA per cápita de 20 120 dólares, igualmente es la plataforma empresarial más grande de Colombia en donde ocurren la mayoría de los emprendimientos de alto impacto.
El aeropuerto de la ciudad, Aeropuerto Internacional El Dorado, llamado así por el mítico El Dorado, tiene el mayor volumen de carga transportada en Iberoamerica, y es el primero en Sudamérica en cantidad de personas. Es la ciudad de Colombia con el mayor número de universidades (114) y centros de investigación. Cuenta con una amplia oferta cultural representada en una gran cantidad de museos, teatros y bibliotecas públicas (BibloRed), que le ha otorgado el reconocimiento de la «Atenas de Suramérica». La ciudad de Bogotá ocupa el lugar 55 en el Global Cities Index 2018, y es considerada una ciudad global tipo "Beta +" por el GaWC.
El Foro Económico Mundial (WEF) Organización Internacional con sede en Ginebra (Suiza) destacó a Bogotá dentro de las cinco ciudades del mundo, por promover, en medio de la pandemia de COVID-19, el uso de la bicicleta. Aunque ya disponía de 550 km de infraestructura ciclista, a mediados de marzo de 2020 se le han añadido de manera temporal 117 km más.

## Toponimia

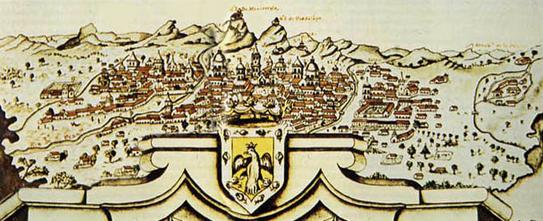
Detalle del mapa de la ciudad colonial de Santafé de Bogotá, elaborado por José Aparicio Morato en 1772. La ciudad de Bogotá, capital de Colombia, fue construida cerca del territorio muisca del Zybyn de Bacatá, cuya capital, Funza (o Muyquytá), era también la capital del Zipazgo.

### Origen lingüístico[40]
- Familia lingüística: Chibcha
- Lengua: Muysccubun

### Significado
El nombre de Bogotá deriva de la palabra del idioma muisca «Bacatá», nombre de la capital de la confederación del Zipa (no confundir con la ciudad actual) en la antigua civilización muisca, que tiene varias acepciones destacándose la que dice que significa «la dama de los andes» y Andes en lengua Aimara significa «la montaña que se ilumina» o «la montaña que resplandece». Así, Bogotá vendría a ser «la dama de la montaña que resplandece».
Otra acepción conocida sería «cercado fuera de la labranza». El cronista español Juan de Castellanos afirmó que la voz original de bacatá traduce «el final de los campos, campo de labranza, campo para sembrar».

### Origen / Motivación
El área al occidente de donde actualmente está la ciudad recibía el nombre de Muequetá («campo o sabana de la labranza») y la población del zipa (el más importante príncipe muisca) fue Funza («varón poderoso»). Precisamente en territorio del actual municipio de Funza, y probablemente en su vereda El Cacique, se encontraba la cabecera de la población de Bacatá, la ciudad más importante del pueblo muisca, pero el Príncipe Muisca recibía educación en el actual Municipio de Chía.

### Nombres históricos
A través de la historia, Bogotá y sus alrededores han sido conocidos con diferentes nombres. El nombre original, en idioma muisca, del lugar en el que los españoles fundarían la ciudad era Thybzacá o Teusacá, del cual se derivó Teusaquillo.
En 1538, cuando el conquistador Gonzalo Jiménez de Quesada fundó la ciudad, en el actual centro histórico, le dio el nombre de Nuestra Señora de la Esperanza. Sin embargo, dos años más tarde, el 27 de julio de 1540, durante la fundación jurídica y por medio de la petición del título de ciudad, el nombre escogido fue Santafé o Santa Fe.
El nombre «Santafé de Bogotá» (o «Santa Fe de Bogotá») no fue oficial durante la época virreinal, pero su uso se volvió común por la necesidad de distinguir esta Santafé de otras ciudades con el mismo nombre, siendo Bogotá el nombre indígena de la región. Durante esta época se llamaba Bogotá a la actual población de Funza.
La Constitución de 1991 cambió el nombre de la capital por el de Santa Fe de Bogotá. La polémica desatada por este cambio obligó a que el 18 de agosto de 2000 se aprobara una reforma constitucional para suprimir las palabras «Santa Fe de», quedando la ciudad de nuevo con el nombre de Bogotá, mediante el acto legislativo 1 del Congreso de la República.

## Historia

### Época prehispánica

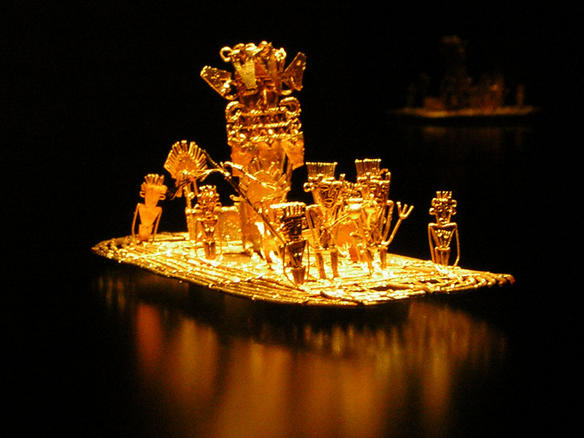
La «balsa muisca» haciendo alusión a la leyenda de El Dorado, pieza prehispánica, en el Museo del Oro de Bogotá.

En zonas aledañas a Bogotá como en Pubenza, Tocaima, se han encontrado restos de herramientas cuya datación por radiocarbono las ubica hace por lo menos 16 000 años de antigüedad, justo durante la era de hielo. Durante el tardiglacial (hace aproximadamente 12 500 años), cuando comenzó el retiro de los hielos, el clima mejoró y el bosque andino invadió la Sabana de Bogotá. Los alrededores de la actual ciudad empezaron a cubrirse de vegetación de subpáramo. Existe evidencia de la presencia y abundancia de animales de caza en el área, como conejos, venados y quizás mastodontes y caballos en dicha época. Lo anterior incentivó la incursión de grupos de cacería en la zona. Se estima que en esta época comenzó la habitación semipermanente del altiplano, por parte de habitantes del valle de Magdalena. En el yacimiento arqueológico de El Abra se ha podido comprobar la presencia humana hace por lo menos 11 000 años.
Las primeras evidencias de actividades hortícolas han sido halladas en Aguazuque: restos calcinados de ibia y calabaza datados en 3860 años, época en que comenzó un período largo de clima seco y se registraron condiciones que generaron paulatinamente las prácticas hortícolas. Se comenzó a favorecer el consumo del curí por encima de los venados de cornamenta que empiezan a escasear. Posteriormente, el curí fue domesticado por los habitantes del lugar. Hacia el 1000 a. C. se produjo un cambio en las prácticas sociales, evidenciado por la presencia de cerámica, actividades agrícolas y construcción de campos elevados para el cultivo.
Por las características de la cerámica se ha caracterizado la Cultura Herrera, evidenciada por varios yacimientos arqueológicos que datan desde el 400 a. C. y al menos hasta el 800 o 1000 de la era actual, período en que ya estaba muy difundido el cultivo del maíz, fríjoles y la papa. Hacia el año 800, los muiscas (pueblo indígena más importante de la familia chibcha) habitaban la zona, como resultado de una migración de origen chibcha, procedente de otro territorio (probablemente venidos desde Centroamérica), y que se mezclaron con la población anterior.
La cultura muisca careció de escritura, por ello, los cronistas reconstruyeron la historia aborigen recogiendo los hechos a través de relatos orales que se remontan al año 1.470, cuando gobernaba Muequetá (actualmente Funza) el Zipa Saguanmachica. En la cumbre de la escala de la organización social muisca estaba el Zipa, cuyo dominio se ejercía desde Chocontá y Ubaté hasta Tibacuy y había integrado los cacicazgos de Guatavita y Sumapaz (sutagaos). Subordinados en la jerarquía al Zipa y a los psihipqua o caciques ("príncipes"), estaban los zibyntyba, llamados por los españoles "capitanes" de las zibyn o sibyn y a estos los utatyba ("capitanías menores"), líderes de las comunidades uta. Los zibyn eran matrilinajes y la descendencia de los jefes correspondía al hijo de su hermana, de modo que el sucesor del Zipa era su sobrino, el cacique de Chía. Diversos estratos cumplían funciones religiosas de chyquy ("jeques") y supquaguyn ("mohanes").
Se cree que, previa la construcción de templos, los muiscas pudieron practicar sacrificios humanos de jóvenes vírgenes o de capturados en la guerra o comprados a otras tribus. Sin embargo no existen evidencias sólidas o comprobables de ello. También crearon un calendario de gran precisión y una compleja estructura jurídica, conocida con el nombre de «Código de Nemequene». Por otra parte, las edificaciones muiscas fueron levantadas con materiales perecederos que les impidió mantenerse en pie después de la llegada de los conquistadores europeos.

### Periodo virreinal

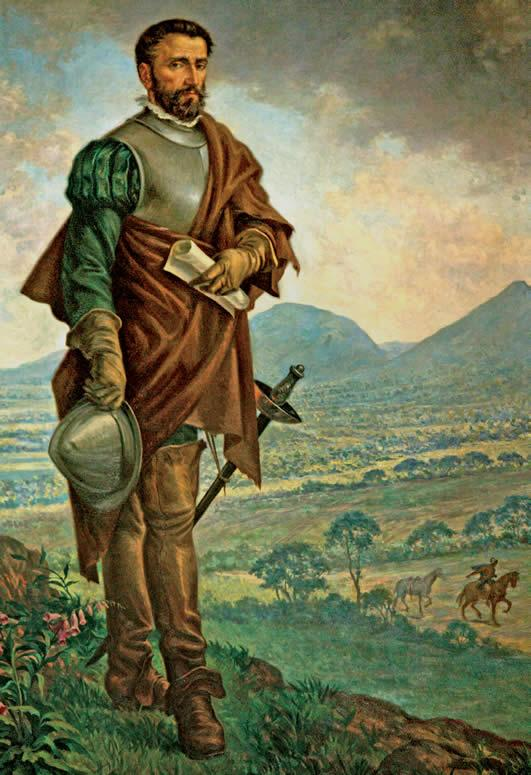
El conquistador español Gonzalo Jiménez de Quesada fue el fundador de Bogotá

Después de arribar con menos de 200 hombres en su expedición desde Santa Marta y terminar con tan solo 70 tras haber derrotado a los muiscas y conquistado la Sabana de Bogotá, el español Gonzalo Jiménez de Quesada ofició la "fundación de facto" de la ciudad. La ceremonia tuvo lugar el 6 de agosto de 1538, con la construcción de doce bohíos y una capilla en el sitio llamado Thybzaca (hoy Teusaquillo). Se presume que el acontecimiento ocurrió en la actual Plazoleta del Chorro de Quevedo, aunque no existen documentos para confirmarlo. El 22 de abril de 1539, Jiménez de Quesada también realizó la "fundación jurídica" de Santafé en compañía de Nicolás Federmann y Sebastián de Belalcázar. Inicialmente llamada Nuestra Señora de la Esperanza, en la fundación jurídica cambió su nombre a Santafé.
La real cédula del emperador Carlos I elevó a Santafé a la categoría de ciudad, el 27 de julio de 1540. El Cabildo de Santafé ya había sido establecido en 1539, y en 1548 el emperador le otorgó el título de muy noble, muy leal y ciudad más antigua del Nuevo Reino, y por blasón de armas un escudo en que está un águila negra en campo de oro, con una granada abierta en cada garra, orlado de algunos ramos de oro en campo azul.

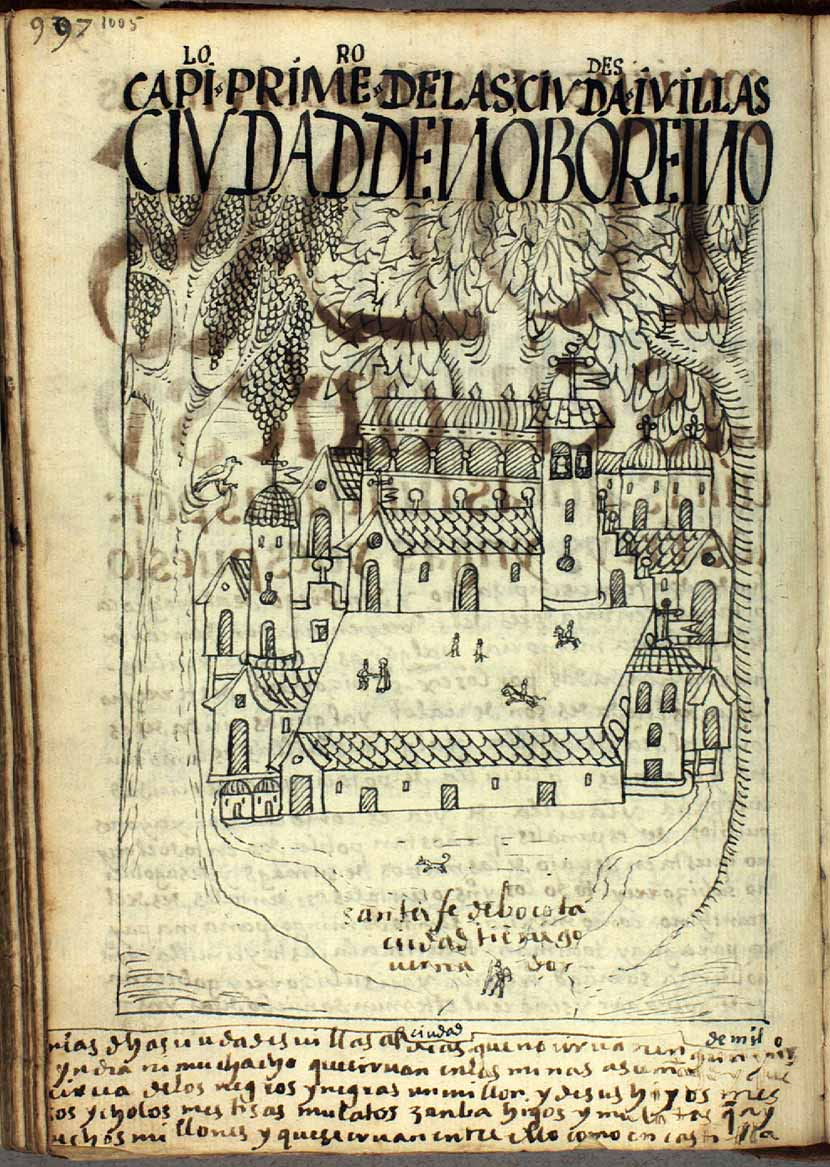
"Santa Fe de Bocotá, ciudad, tiene gouernador". Bogotá, según Guamán Poma (Nueva Coronica, 1615).

Desde que Jiménez de Quesada denominó, en 1538, a todos los territorios que rodeaban Santafé como el Nuevo Reino de Granada, Santafé fue durante todo el período virreinal la sede del gobierno de la Audiencia del Nuevo Reino de Granada (creada en 1550) y capital de este, dependiente del Virreinato del Perú.
A partir de 1717, la ciudad fue capital del Virreinato de Nueva Granada, acogiendo a los virreyes, tras haber disputado la cabecera virreinal a Cartagena de Indias. En 1783, el virrey Antonio Caballero y Góngora creó una comisión científica, dirigida por José Celestino Mutis, que inició sus investigaciones en los cerros de Santafé, primeros pasos de lo que después se conocería como la Expedición Botánica. Alexander von Humboldt visitó Bogotá a principios del siglo XIX, atraído por sus instituciones culturales y científicas, entre las que se contaba el primer observatorio astronómico de América, y que había sido promovido por Mutis.
En la ciudad habitaban algunos de los criollos más influyentes del Virreinato (próceres de la talla de Policarpa Salavarrieta y Antonio Nariño), por lo que en gran medida fue allí donde se gestó el movimiento independentista en el que se destacan los hechos que se conocen como el evento de «El Florero de Llorente», cuando los hermanos Francisco y Antonio Morales entraron a pedir prestado, para adornar una cena con un funcionario real llegado de España, un florero al comerciante español José González Llorente, que tenía un almacén en la esquina nororiental de la hoy llamada plaza de Bolívar, siendo rechazados de mala forma por este, lo que fue tomado como una excusa para provocar una reyerta que terminó en disturbios entre la población. Este hecho marca el inicio de las luchas y el Grito de Independencia. Si bien el territorio fue reconquistado por los españoles en 1816, finalmente en 1819 se obtuvo la independencia definitiva tras la victoria patriota en la batalla de Boyacá.[cita requerida]

### Periodo republicano

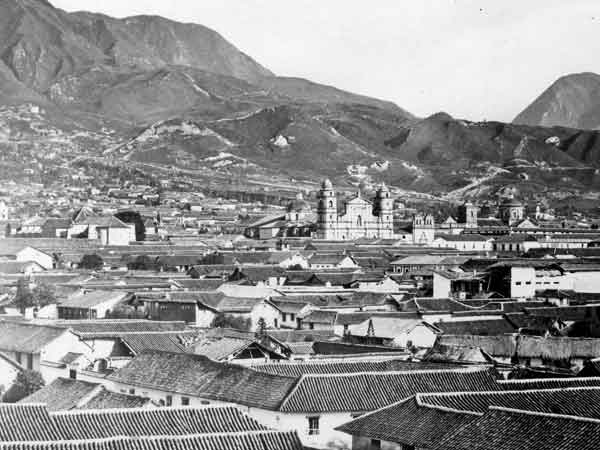
Bogotá en 1868

Colombia en 1864. En rojo el Distrito Federal de aquella época.

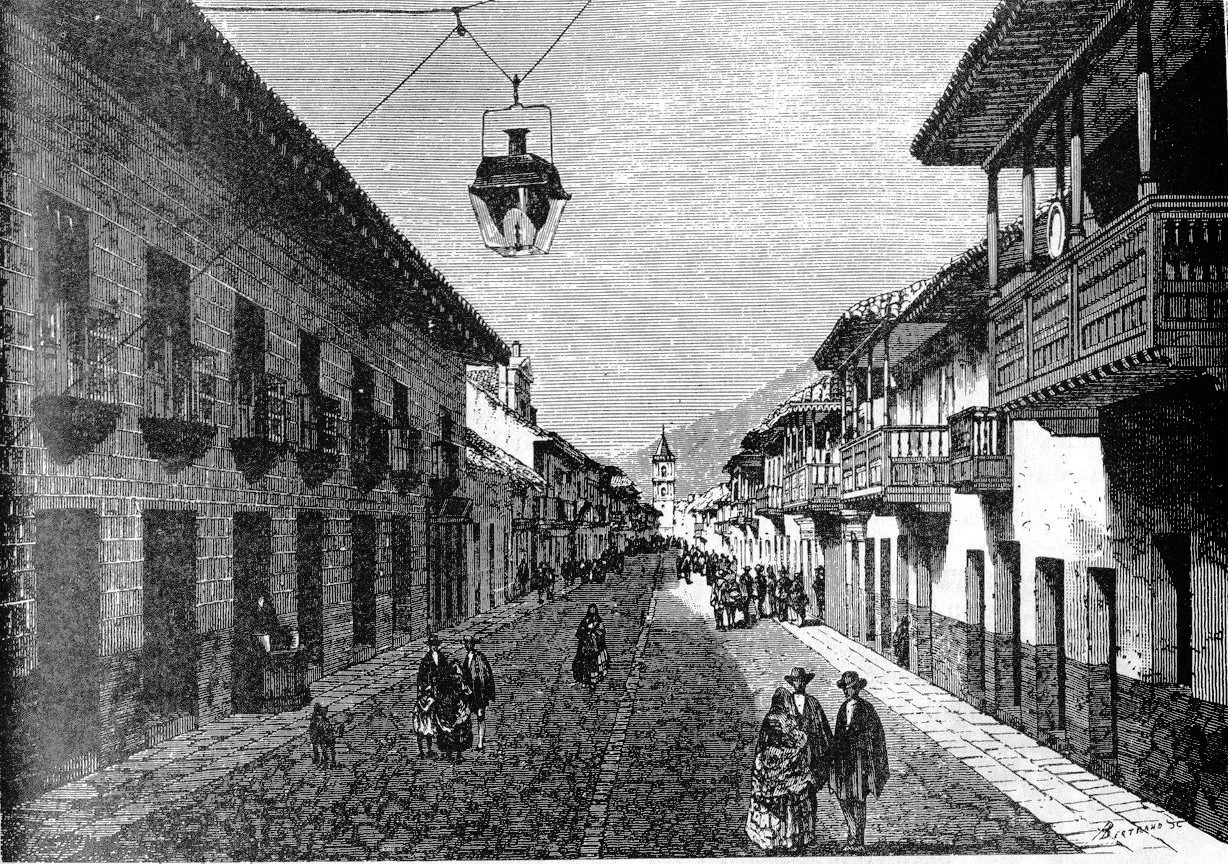
Calle Real, hoy carrera 7.ª, en 1869

Colombia en 1908. En rojo el Distrito Capital de aquella época.

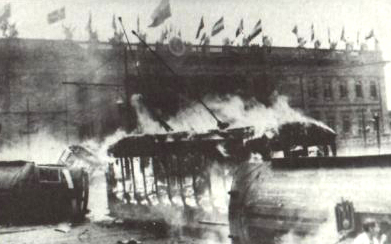
Con el magnicidio del popular dirigente liberal Jorge Eliécer Gaitán, se originó El Bogotazo.

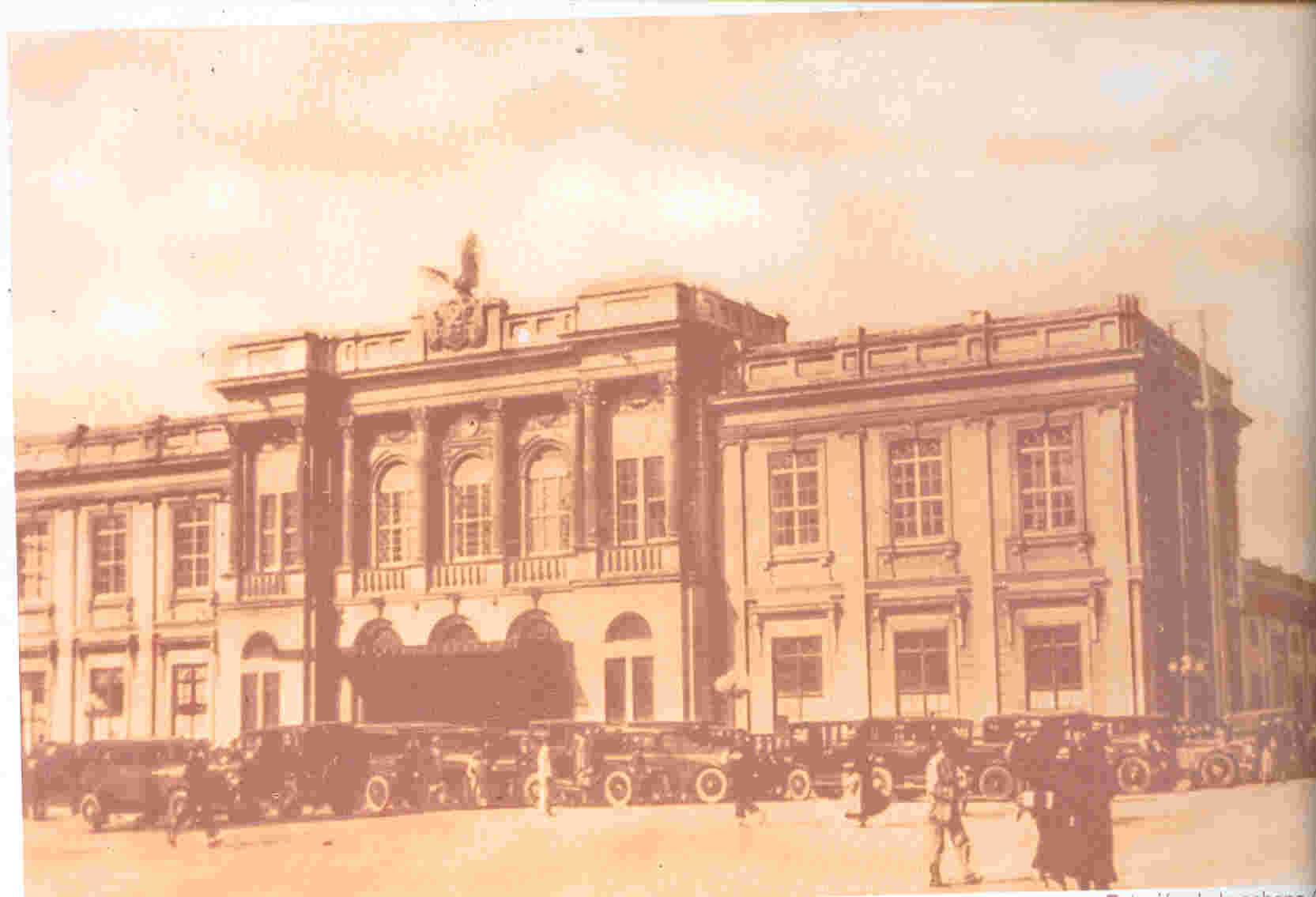
Estación Central del Ferrocarril de la Sabana en 1930

La ciudad se convirtió en capital de la Gran Colombia hasta 1830, cuando este estado se disolvió dando inicio a los hoy estados de Ecuador, Venezuela y Colombia (Panamá se separaría en 1903). La historia de Colombia en el resto de ese siglo fue una seguidilla de guerras civiles. La más trascendental fue la guerra de los Mil Días, en la que las facciones Conservadora y Liberal desangraron al país entre finales del siglo XIX y comienzos del xx.
El Distrito Federal de Bogotá, fue creado el 23 de junio de 1861 a fin de que la ciudad fuera residencia del gobierno federal de los entonces Estados Unidos de Colombia. En aquel entonces los límites del distrito eran los ríos Arzobispo y San Francisco (por el norte), Fucha (por el sur), Bogotá (por el oeste) y los cerros orientales (por el este). Sin embargo fue suprimido en 1864 y su territorio devuelto al entonces Estado Soberano de Cundinamarca.
En 1876 el Concejo de la ciudad estableció la nomenclatura y numeración de calles y carreras cambiando los tradicionales nombres de las calles por números consecutivos tal y como se manejan en la actualidad. Durante la existencia de los Estados Unidos de Colombia (1863-1886), Bogotá recibió el título de Capital Federal y sus pocos barrios fueron elevados a la categoría de cantones. En 1889 se estrenó la primera línea del Ferrocarril de Bogotá desde San Victorino hasta Facatativá, la que, finalizando el siglo XIX, ya contaba con más de 100 km de vías férreas permitiendo, con los empalmes, llegar a distintas zonas del país e incluso hasta el mar Caribe. En 1884 comenzó a operar el servicio de tranvía de mulas (de la plaza de Bolívar a Chapinero), y en 1910 hizo lo propio el sistema de tranvía eléctrico, que hasta los años 1940 se extendió en múltiples líneas alrededor de la ciudad y sus cercanías. Junto con el tren, estos medios de transporte fueron los pilares del desarrollo de esta ciudad que en 1912 tenía una población que apenas superaba los 120 000 habitantes.

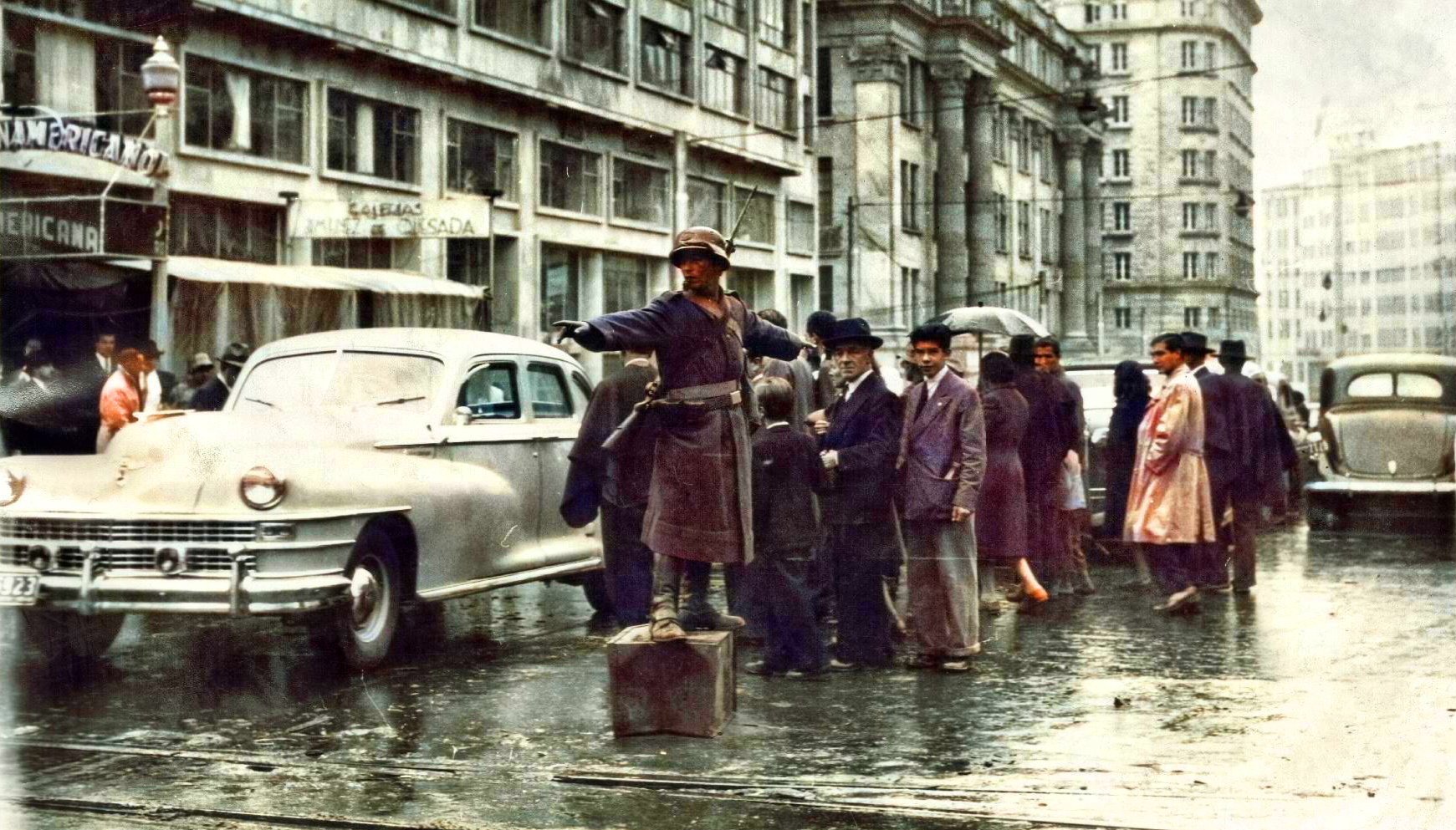
Inundación en Bogotá en los años 30 ocasionada por un aguacero

En 1905 se reorganizó completamente la división territorial de Colombia y por medio de la ley número 17 del 11 de abril se creó nuevamente el distrito con el nombre de Distrito Capital de Bogotá. Tal división fue derogada en 1910 y el distrito dejó de existir ese mismo año, convirtiéndose de nuevo Bogotá en municipio de Cundinamarca.
En los años 1920 se inauguró en Bogotá el primer aeropuerto de Latinoamérica y se inició el suministro de energía eléctrica ininterrumpido a la ciudad, con la construcción de una central eléctrica en el Salto del Tequendama que aún se encuentra en funcionamiento. A partir de la década siguiente se llevaron a cabo los primeros proyectos urbanísticos con motivo del cuarto centenario de la fundación de la ciudad: complejo urbanístico en el barrio de Teusaquillo, la Ciudad Universitaria, el parque nacional y el estadio Nemesio Camacho El Campín. Sin embargo, este florecimiento se vio detenido tras la muerte de Jorge Eliécer Gaitán el 9 de abril de 1948, que fue seguida por la destrucción y el saqueo de parte de la ciudad, en el suceso conocido como el Bogotazo. Una de las consecuencias fue que las familias pudientes, que hasta ese momento habían habitado mayoritariamente el centro de la ciudad, se fueron desplazando paulatinamente a otros sectores de la ciudad como Chapinero y El Chicó, e incluso a poblaciones cercanas como Usaquén y Suba.
Durante la IX Conferencia Panamericana realizada en la ciudad en 1948, se firmó el Pacto de Bogotá que generó la creación de la Organización de Estados Americanos (OEA). La dictadura militar de mediados de los años 1950, dirigida por el general Gustavo Rojas Pinilla, contribuyó al desarrollo de la ciudad, gracias a la construcción de la Autopista Norte, del nuevo Aeropuerto Internacional El Dorado y la reconstrucción de la avenida que lo unía al centro de la ciudad (calle 26) y el Centro Internacional, cerca de donde años antes se había inaugurado el Hotel Tequendama. En 1961, se desarrolló la construcción del barrio Ciudad Kennedy como parte de la Alianza para el Progreso, liderada por el gobierno estadounidense.
En 1954, mediante el Decreto Legislativo 3640, se creó el Distrito Especial de Bogotá firmado por el presidente Gustavo Rojas Pinilla, que entró a regir el 1 de enero de 1955. Por medio de la Ordenanza Número 7 del Consejo Administrativo de Cundinamarca se le anexaron los municipios cundinamarqueses aledaños de Bosa, Engativá, Fontibón, Suba, Usme y Usaquén, así como parte de la Colonia Agrícola de Sumapaz. Dichas localidades conservaron parte de su otrora autonomía, hasta que los años siguientes nacieron las alcaldías locales, siendo Chapinero la que se constituyó como la primera alcaldía menor de la ciudad, seguida en 1964 por Puente Aranda y 1967 por Ciudad Kennedy. Cinco años más tarde se dividió el distrito en 16 alcaldías menores, incluyendo los municipios anexos. Las nuevas alcaldías fueron Santa Fe, Teusaquillo y Los Mártires, Barrios Unidos del Norte, Antonio Nariño, San Cristóbal y Tunjuelito, segregada de Usme. En 1977 se creó la alcaldía menor de La Candelaria, y en 1983, debido al caos generado por las invasiones al sur, el gobierno dispuso el plan Ciudad Bolívar y esta pasó a ser otra localidad más de la ciudad.
La ciudad en el marco del Conflicto armado interno en Colombia desde 1960, ha vivido hechos como: la toma de la embajada de la República Dominicana, el asalto al Cantón Norte, la masacre del Suroriente, la toma del Palacio de Justicia, los atentados al edificio del DAS y en la ciudad perpetrados por el narcotráfico, el ataque terrorista contra el Club El Nogal, el atentado contra la Escuela de Policía, secuestros, asesinatos además de hechos de paz y memoria.
Con la Constitución de 1991, el Distrito Especial se convirtió en Distrito Capital, las zonas se elevaron a localidades, dividiéndose el Distrito en 20 localidades, incluyéndose ahora la de Rafael Uribe Uribe segregada de Antonio Nariño. Finalmente, y con extensa densidad rural, se anexó la localidad de Sumapaz, hasta entonces la más grande de Bogotá, que alberga inmensas capas boscosas desde su límite con Usme hasta los páramos del Río Guapé.
A partir del primer mandato de Antanas Mockus como alcalde mayor, en 1994, la capital experimentó importantes cambios. Se desarrolló el sistema de transporte TransMilenio, se recuperó el espacio peatonal, se llevó a cabo la construcción de una red de bibliotecas públicas, BibloRed, y diversos tramos de ciclorrutas. Además de eso, se implementaron medidas como el pico y placa, la hora zanahoria y programas sociales, como los comedores comunitarios y la ampliación de la cobertura educativa para la población de bajos recursos.

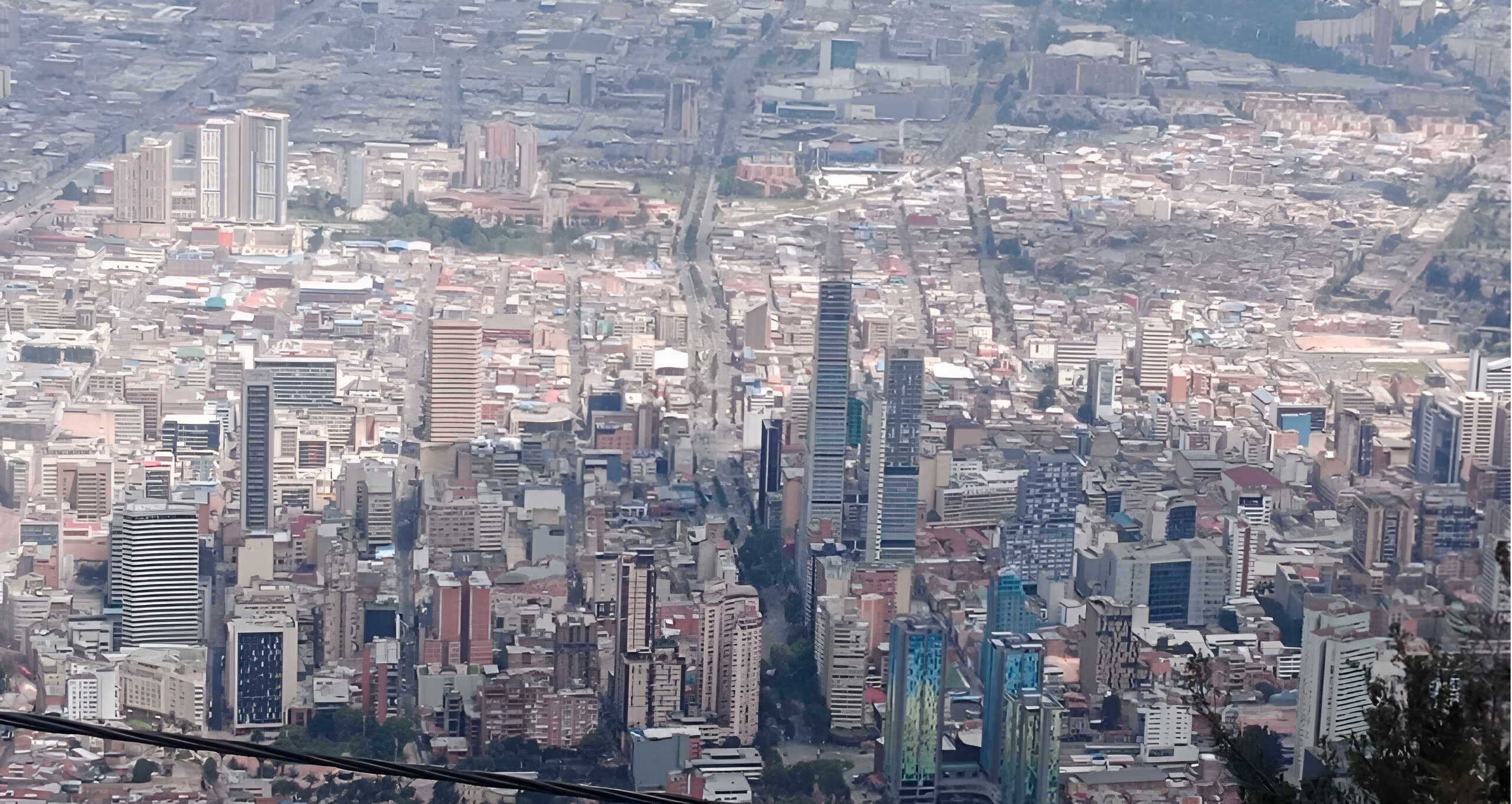
Vista de Bogotá desde el cerro de Guadalupe, se puede apreciar el BD Bacatá y la Avenida Calle 19

## Organización político-administrativa

Conformación territorial de Bogotá desde 1861, cuando fue Distrito Federal, hasta 1954, cuando se conformó el Distrito Especial.

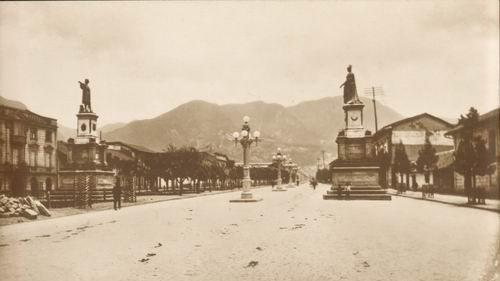
Monumento a Colón en la avenida del mismo nombre, hoy avenida Centenario en una imagen de los años 1920. Actualmente está ubicado en la calle 26 o Avenida El Dorado

### Relación entre Bogotá y Cundinamarca
Con la elevación de Bogotá a entidad de primer orden, se dio su separación política y administrativa absoluta del departamento de Cundinamarca [cita requerida], aunque existe un régimen fiscal especial en donde el departamento recibe $965.752 millones de pesos colombianos de ingresos tributarios causados en el Distrito Capital de acuerdo a una ponencia en el senado en el 2022. Por ello desde la creación del Distrito Especial de Bogotá en 1954 (es decir, cuando se anexan los siete municipios vecinos), el ahora Distrito Capital pasó a ser un ente por fuera de la jurisdicción territorial del departamento de Cundinamarca, pero manteniéndose como la sede y por ende capital del órgano territorial.
La relación entre Bogotá y Cundinamarca es compleja pues aunque el primero es capital del segundo, solo comparten los Tribunales de justicia de Bogotá y Cundinamarca. Por el contrario, ni el gobernador ni la asamblea departamental tienen jurisdicción sobre Bogotá ni son elegidos por los bogotanos, por ende, los bogotanos no participan en la elección de estos funcionarios. La capitalidad de Bogotá sobre Cundinamarca es la única que se encuentra designada en la constitución (por ende si alguna vez se trasladara la capital, se necesitaría una reforma constitucional para hacerlo). Pese a que ha habido algunas propuestas para cambiar la capital hacia otra ciudad por fuera del distrito capital, estas han fracasado. Esta situación es similar a la que se presenta en entidades administrativas y ciudades capitales como Akershus - Oslo, Chuy - Biskek y la Provincia Central - Puerto Moresby.

### Región Metropolitana
El acto legislativo 02 del 22 de julio de 2020, del Congreso de la República de Colombia, creó la Región Metropolitana Bogotá-Cundinamarca entidad administrativa de asociatividad regional de régimen especial, que tendrá un Consejo regional (formado por el alcalde mayor de Bogotá, D.C., los alcaldes municipales y el gobernador de Cundinamarca) quien tomará decisiones sobre los problemas de Bogotá y los municipios de Cundinamarca que se asocien a la Región Metropolitana en temas como el transporte, sin embargo las entidades que la conforman mantendrán su autonomía.
Se están llevando a cabo audiencias municipales de modo virtual, en los territorios que pretenden incorporarse a la Región Metropolitana, el 27 de agosto se llevó a cabo la primera audiencia en Funza, el 1.º de septiembre en Madrid, el 3 de septiembre en Mosquera, el 8 de septiembre en Chía, el 10 de septiembre en Cajicá, el 15 de septiembre en Sopó, el 17 de septiembre en Cota, el 22 de septiembre en La Calera, el 24 de septiembre en Facatativá, el 1.° de octubre en Zipaquirá, el 8 de octubre en Soacha y el 15 de octubre en Fusagasugá.
Bogotá es parte de la jurisdicción de la Corporación Autónoma Regional (CAR) de Cundinamarca. Si bien en la parte ambiental, el Distrito tiene la Secretaría de Ambiente para asuntos urbanos, la CAR tiene jurisdicción en la parte rural (sobre todo en la cuenca media del Río Bogotá).
Finalmente, el 28 de mayo de 2024, Soacha se unió a la Región Metropolitana bajo el Acuerdo Regional 002 de 2024, convirtiéndose en el primer municipio en vincularse a la Región Metropolitana junto con Bogotá, D.C.

### Estructura organizacional del Distrito Capital
Bogotá está contemplada en la Constitución de Colombia como Distrito Capital que junto con los 32 departamentos, conforman un total de 33 unidades administrativas nacionales diferentes e independientes entre sí. Además, también es un municipio según información del DANE.
| Bogotá           | Bogotá      | Bogotá              |
| Entidad nacional | Código DANE | Categoría municipal |
| ---------------- | ----------- | ------------------- |
| Distrito Capital | 11001       | Especial            |

- Personería: Es un centro del Ministerio Público de Colombia que ejerce, vigila y hace control sobre la gestión de las alcaldías y entes descentralizados; velan por la promoción y protección de los derechos humanos; vigilan el debido proceso, la conservación del medio ambiente, el patrimonio público y la prestación eficiente de los servicios públicos, garantizando a la ciudadanía la defensa de sus derechos e intereses. El actual Personero distrital es Andrés Castro Franco (2024-2027).

- Contraloría Distrital: Es un organismo de carácter técnico, al cual le corresponde la vigilancia de la gestión fiscal del Distrito Capital y de los particulares que manejen fondos o bienes del mismo, en los términos y condiciones previstos en la Constitución Política, las leyes y los acuerdos. Entre sus objetivos es establecer las responsabilidades fiscales e imponer las sanciones administrativas pecuniarias que corresponda y las demás acciones derivadas del ejercicio de la vigilancia y control fiscal.[94] El actual Contralor distrital es Julián Ruiz Rodríguez (2022-2025).

- Concejo de Bogotá: Es la suprema autoridad política del Distrito Capital. En materia administrativa sus atribuciones son de carácter normativo. También le corresponde vigilar y hacer control político a la administración distrital.[95] Constituido por 45 concejales por un periodo de 4 años. Actualmente se encuentra distribuido con los siguientes partidos para el periodo 2024 - 2027 de la siguiente forma: 8 (Alianza Verde), 8 (Nuevo Liberalismo), 7 (Pacto Histórico), 7 (CD), 6 (Liberal), 4 (Cambio Radical y MIRA), 2 (LARA), 1 (Conservador y CJL), 1 (Salvación Nacional y NFD) y 1 (Estatuto de Oposición).Palacio Liévano

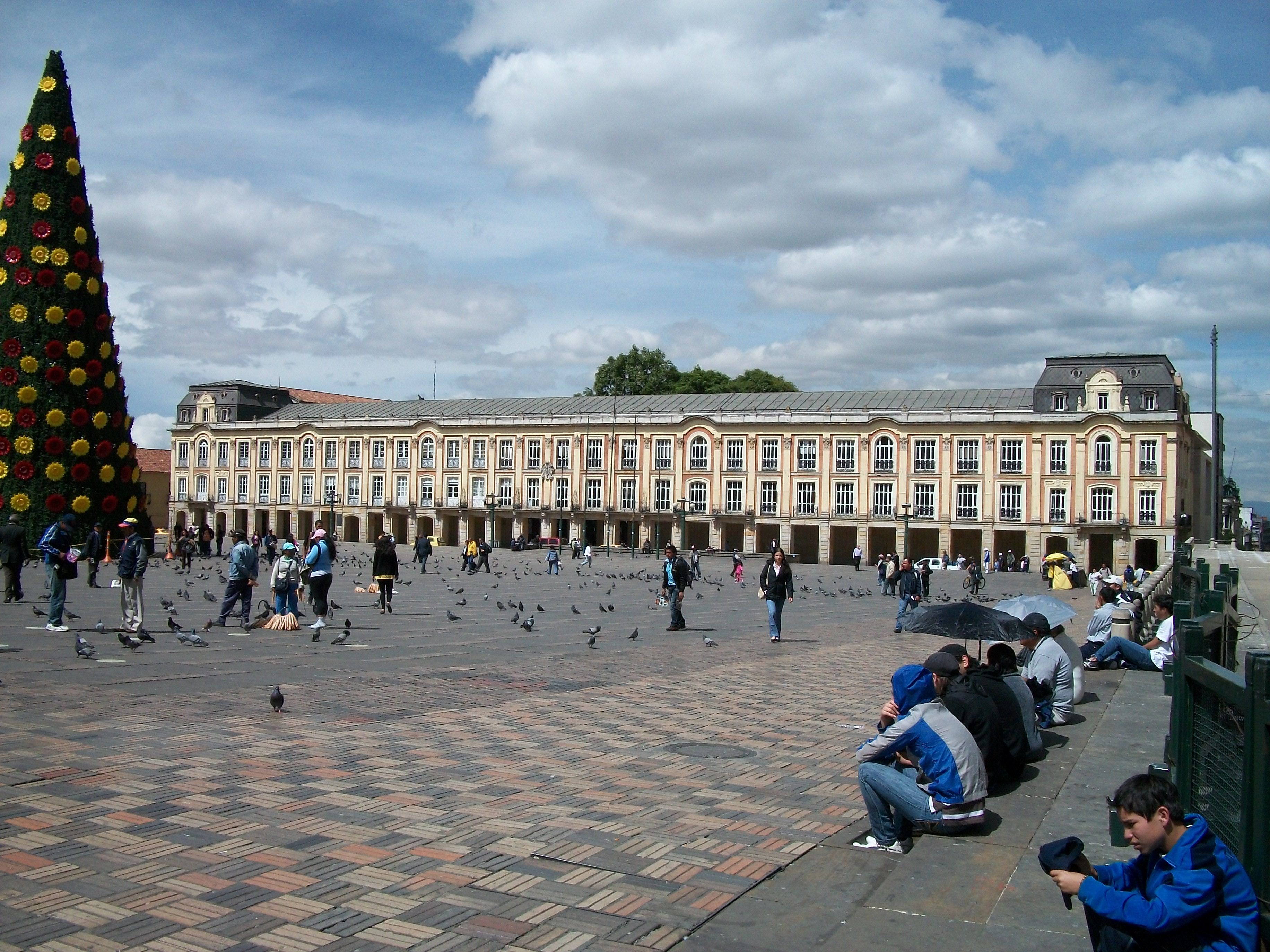
Palacio Liévano

- Alcaldía Mayor: En esta se encuentra la administración municipal y las entidades descentralizadas del distrito. El alcalde de Bogotá es el jefe de Gobierno y de la administración local, representando legal, judicial y extrajudicialmente al Distrito Capital. Debido al número de electores que tiene su circunscripción es considerado el segundo cargo de elección popular más importante del país,[96][97] después del Presidente de la República. El cargo es elegido democráticamente por un periodo de cuatro años. El Alcalde se pronuncia mediante decretos y se desempeña como representante legal, judicial y extrajudicial del municipio y Distrito Capital. El actual Alcalde Mayor es Carlos Fernando Galán Pachón (2024-2027), elegido por voto popular.[98]

El decreto 367 de 2022 estableció la estructura organizacional de la administración del Distrito Capital así:
- Junta Administradora Local.  Cada una de las subdivisiones que tiene Bogotá, llamadas Localidades, tiene un alcalde local nombrado por el alcalde mayor, por terna enviada por la Junta Administradora Local, y bajo la supervisión de este, quienes se encargan de coordinar la acción administrativa del gobierno distrital en cada localidad.

### Rama judicial
Bogotá junto con el municipio de La Calera están organizadas como distrito judicial. El poder judicial en la ciudad se encuentra conformado por diferentes jueces y magistrados. A nivel distrital el Tribunal Superior de Bogotá con sus distintas Salas de Decisión, el cual está compuesto por 9 miembros y dividido en 4 salas, las cuales sesionan cada una con tres Magistrados de la siguiente manera: Sala de decisión Civil, Agraria y de Familia, Sala de decisión Laboral, Sala de decisión Penal y Sala de decisión Administrativa. Finalmente en el nivel básico se encuentran los Juzgados de Circuito y los Municipales en sus distintas especialidades (Civil, Penal, Laboral, etc). Además el Tribunal Superior de Bogotá oficia como tribunal de control de garantías para aquellos procesos que se sigue a los altos funcionarios del estado (por ejemplo los generales) ante la Corte Suprema de Justicia en única instancia.
Por ser la capital del país se pueden encontrar todas las jerarquías jurisdiccionales, como son a nivel nacional: la Corte Suprema de Justicia, el Consejo de Estado, la Corte Constitucional y el Consejo Superior de la Judicatura.

## División administrativa

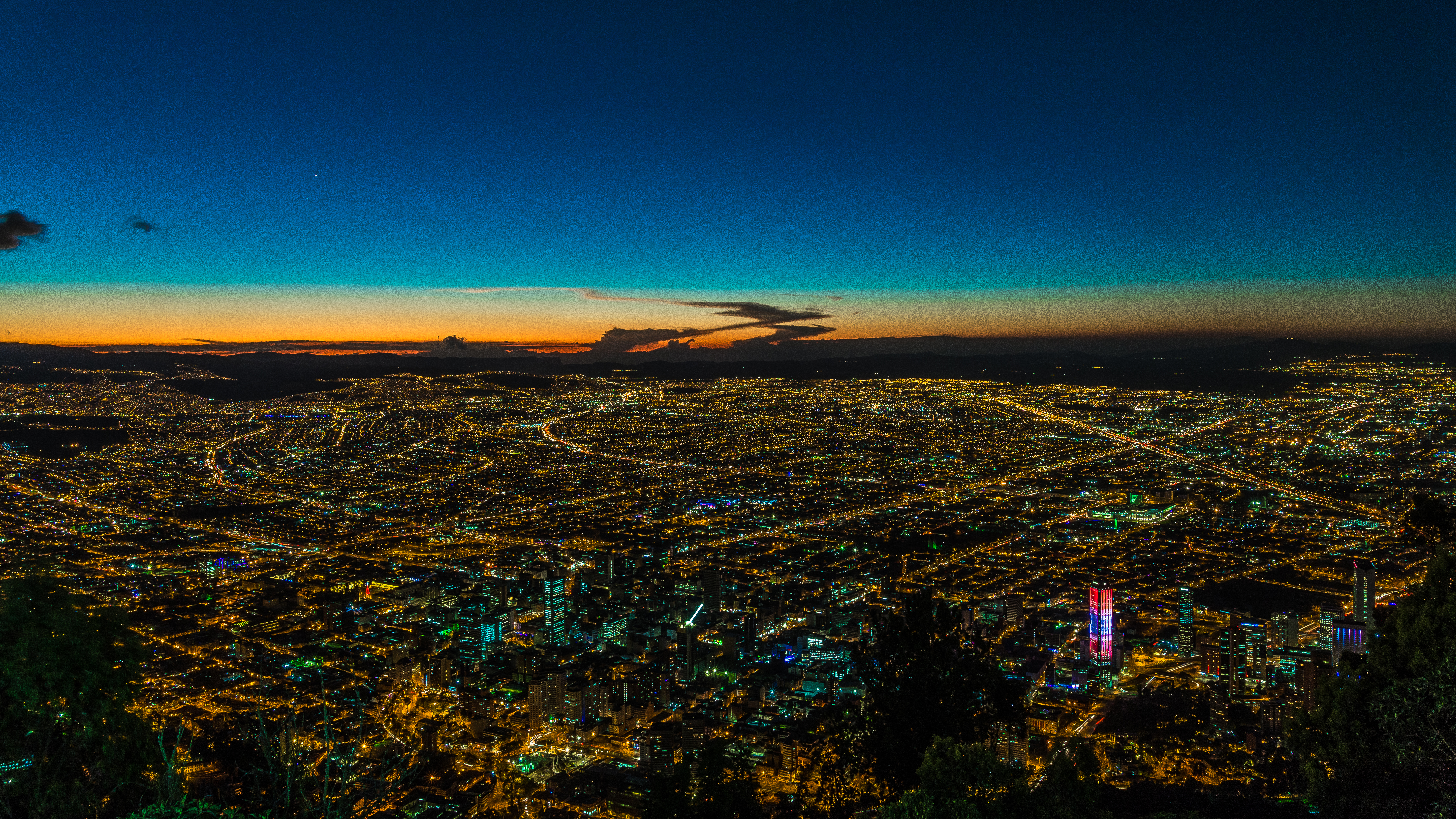
Vista nocturna de Bogotá desde el cerro de Monserrate

Bogotá se divide en 20 localidades y en estas se agrupan más de 1900 barrios que hay en el casco urbano, salvo la localidad de Sumapaz, que es área rural.
Cada localidad cuenta con una Junta Administradora Local (JAL), integrada por no menos de siete ni más de once miembros, elegidos por votación popular para un período de cuatro años que deberán coincidir con el período del Concejo de Bogotá.
Una JAL cumple funciones concernientes con los planes y programas distritales de desarrollo económico y social de obras públicas, vigilancia y control a la prestación de los servicios públicos en su localidad y las inversiones que se realicen con los recursos del Distrito Capital, además de lo concerniente a la distribución de las partidas globales que les asigne el presupuesto distrital y, en general, velar por el cumplimiento de sus decisiones, recomendar la adopción de determinadas medidas por las autoridades del Distrito Capital, y promover la participación ciudadana.
Las localidades son:
| N.º | Localidad          | Códigos Postales | Superficie km² | Población | Densidad hab./km² |
| --- | ------------------ | ---------------- | -------------- | --------- | ----------------- |
| 01  | Usaquén            | 110111-110151    | 65.54          | 501 999   | 7686.4            |
| 02  | Chapinero          | 110211-110231    | 35.78          | 139 701   | 3661.88           |
| 03  | Santa Fe           | 110311-110321    | 44.82          | 110 048   | 2436.3            |
| 04  | San Cristóbal      | 110411-110441    | 48.83          | 404 697   | 8243.98           |
| 05  | Usme               | 110511-110571    | 122.63         | 457 302   | 2126.39           |
| 06  | Tunjuelito         | 110611-110621    | 10.79          | 199 430   | 20 124.11         |
| 07  | Bosa               | 110711-110741    | 24.22          | 673 077   | 28 126.91         |
| 08  | Kennedy            | 110811-110881    | 38.72          | 1 088 443 | 28 205.31         |
| 09  | Fontibón           | 110911-110931    | 33.32          | 394 648   | 11 858.41         |
| 10  | Engativá           | 111011-111071    | 36.06          | 887 080   | 24 723.52         |
| 11  | Suba               | 1111-111176      | 101.07         | 1 218 513 | 12 117.27         |
| 12  | Barrios Unidos     | 111211-111221    | 11.92          | 243 465   | 20 459.24         |
| 13  | Teusaquillo        | 111311-111321    | 14.2           | 153 025   | 10 784            |
| 14  | Los Mártires       | 111411           | 6.53           | 99 119    | 15 225.65         |
| 15  | Antonio Nariño     | 111511           | 4.99           | 109 176   | 22 372.12         |
| 16  | Puente Aranda      | 111611-111631    | 17.24          | 258 287   | 14 921.25         |
| 17  | La Candelaria      | 111711           | 1.83           | 24 088    | 11 693.2          |
| 18  | Rafael Uribe Uribe | 111811-111841    | 13.44          | 374 246   | 27 060.44         |
| 19  | Ciudad Bolívar     | 111911-111981    | 130            | 707 569   | 5442.83           |
| 20  | Sumapaz            | 112011-112041    | 780.96         | 6531      | 8.36              |

Las localidades se subdividen a su vez en Unidades de Planeamiento Local (UPL), y estas agrupan varios barrios y en la parte rural, veredas.

## Trazado urbano y nomenclatura
La disposición de las calles de Bogotá utiliza el sistema de coordenadas cartesianas, con el norte a la izquierda de los mapas. El trazado urbano se fundamenta en un punto focal en una plaza central, típico de los asentamientos españoles; pero el diseño se vuelve gradualmente más moderno en los barrios periféricos.

### Tipos de vías
| Calles | Carreras | Transversales | Diagonales |
| --- | --- | --- | --- |
| Vía perpendicular al eje de los cerros orientales; la numeración se incrementa desde la calle 1 (primera) hacia el norte o hacia el sur, en cuyo caso se agrega “Sur”. Se les pueden agregar sufijos para diferenciar vías con el mismo número principal. La abreviatura es "CL". | Vía paralela al eje de los cerros orientales; la numeración se incrementa desde la carrera 1 (primera) hacia el occidente o hacia el oriente, en cuyo caso se agrega “Este”. Se les pueden agregar sufijos para diferenciar vías con el mismo número principal. La abreviatura es "CR" o "KR". | Vía oblicua respecto a las carreras, cercana a su eje y tiene la misma nomenclatura de estas. La abreviatura es "TV". Es común en zonas urbanizadas después de 1930. | Vía oblicua respecto a las calles, cercana a su eje y tiene la misma nomenclatura de estas. La abreviatura es "DG". Es común en zonas urbanizadas después de 1930. |

### Placas de dirección
Se identifican con una placa de color verde oscuro con letras blancas y el escudo de la ciudad impreso en ella. Se ubican en la parte superior de la puerta principal del inmueble.
La vía generadora es la que da la ubicación al predio en la vía principal: Para los predios ubicados en calles y diagonales, aquellos ubicados en el sector occidente tendrán como número el de la vía que se ubica en la esquina oriental de la cuadra, aquellos ubicados en el sector oriental tendrán el número de la vía que se ubica en la esquina occidental de la cuadra. Para los predios ubicados en carreras y transversales, aquellos ubicados en el sector norte tendrán como número el de la vía que se ubica en la esquina sur de la cuadra, aquellos ubicados en el sector sur tendrán el número de la vía que se ubica en la esquina norte de la cuadra.
El número de predio corresponde a la distancia aproximada en metros desde la puerta hasta la esquina de la vía generadora, en las calles y diagonales, los números impares están en el lado sur y los pares en el norte, y en las carreras y transversales, los impares están en el lado oeste y los pares en el este.

Aquellas ubicadas en las esquinas indican en letras grandes la vía principal donde se ubica la placa, y en letras más pequeñas, en la parte inferior de la placa, la vía generadora. En el caso de las avenidas y autopistas, aparece el nombre común en la parte superior de la placa. Aquí hay algunos ejemplos:

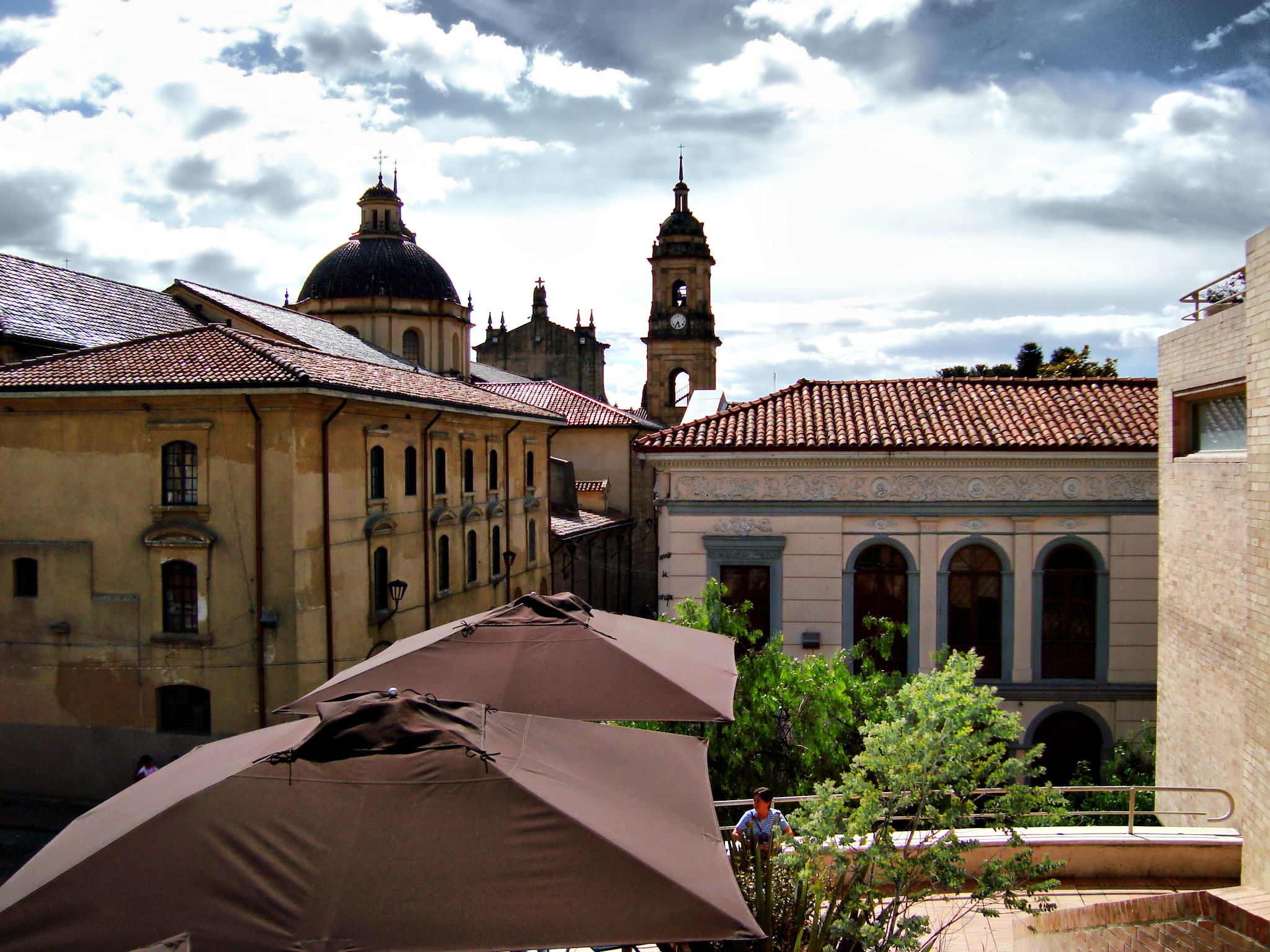
Casco Histórico

- Palacio Liévano, sede de la Alcaldía Mayor, tiene la dirección Kr. 8 # 10-65, lo que quiere decir que la puerta principal está en la carrera 8, del lado occidental, a unos 65 m de la esquina de la calle 10.
- Alcaldía local de Kennedy (Bogotá), tiene la dirección Tv 78K # 41A-04 Sur, lo que quiere decir que la puerta principal está en la transversal 78K, del lado oriental, a unos 4 m de la esquina de la calle 41 A Sur.

### Irregularidades
Algunas vías principales tienen un nombre propio e, incluso, varios nombres en diferentes sectores. Por ejemplo, la avenida Jiménez, del centro histórico, lleva ese nombre al oriente de la avenida Caracas, pero hacia el occidente se llama avenida Centenario.
En la primera cuadra al sur de la calle 1 y al este de la carrera 1, las placas tienen la numeración 0 seguida del número de la distancia aproximada desde la esquina de la calle o carrera 1. A pesar de esto, la calle "0" es inexistente.

## Estratificación
Cada zona de la ciudad está clasificada dependiendo de las características de las viviendas, el entorno urbano de la zona y el contexto urbanístico. Es así como la ciudad se subdivide en 6 estratos socioeconómicos, siendo el 1 el más bajo y el 6 el más alto. Esto con el fin de identificar zonas de acción y distribuir el costo de los servicios públicos; en donde los estratos más altos subvencionan a los más bajos y estos a la vez pueden acceder a beneficios educativos o de salud dada la estratificación. Esto le ha permitido a la ciudad identificar rápidamente sectores vulnerables y es así como, entre otras cosas, ha logrado garantizarle gratuitamente a los estratos 1 y 2 el consumo mínimo vital de agua (primera y única ciudad de Colombia). Es necesario añadir que con base a la importante cifra de patrimonio arquitectónico, cultural, e histórico que hay en la ciudad de Bogotá, se creó el estrato 1 patrimonial, que brinda de los beneficios mencionados anteriormente a los poseedores de esos predios.

## Geografía

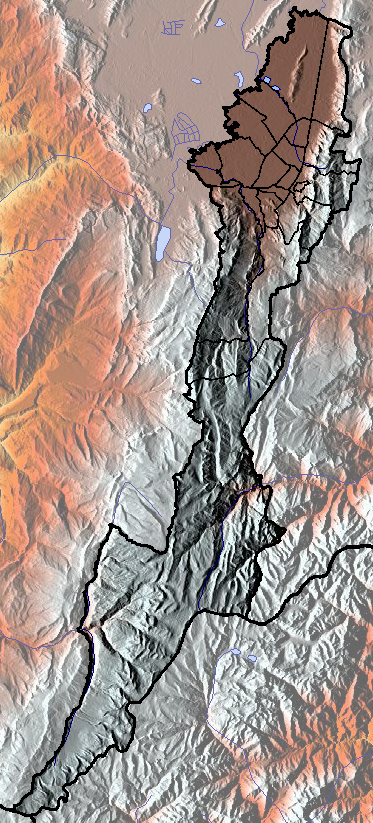
Topografía del distrito capital de Bogotá.

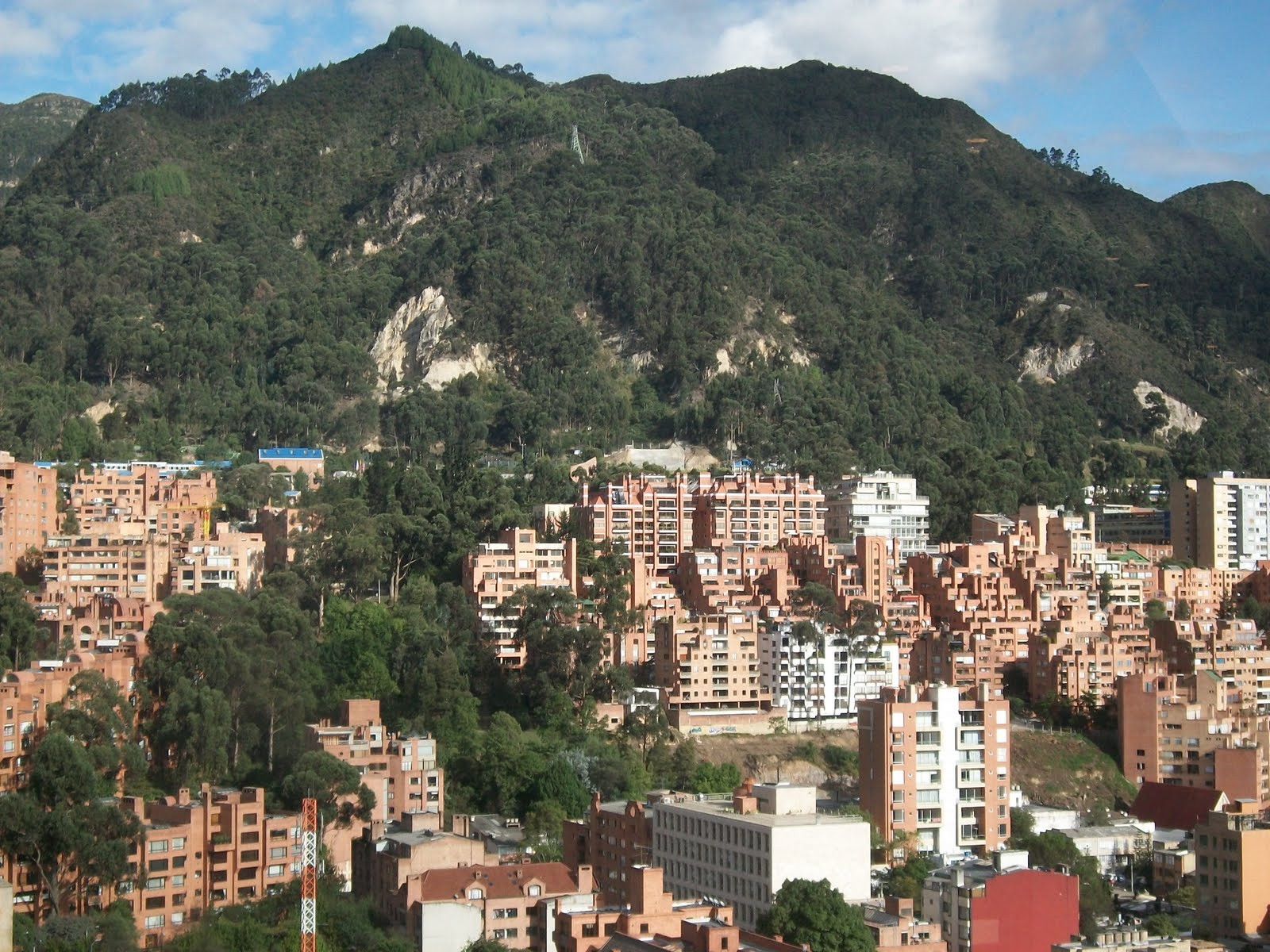
Cerros Orientales.

Bogotá está situada en la sabana homónima, sobre el altiplano cundiboyacense, una llanura situada, en promedio, a 2630 m s. n. m. y cuyas zonas montañosas alcanzan de 2400 a 3250 m s. n. m., lo que hace de ella la megalópolis más alta del mundo y la tercera capital más alta del mundo después de Quito y La Paz. Tiene un área total de 1636 km² y un área urbana de 378 km². El territorio donde se asienta la ciudad fue antiguamente un lago. De esto dan evidencia los humedales que cubren algunos sectores no urbanizados de la Sabana y en la localidad de Suba. A la llegada de los primeros conquistadores este territorio estaba cubierto de pantanos.
Tiene en su territorio el páramo de Sumapaz, el más grande del mundo, localizado en la localidad de Sumapaz, a la que dio su nombre; ese páramo es parte de la región natural y antigua región administrativa del Sumapaz, del departamento de Cundinamarca. Está delimitada por un sistema montañoso que son los cerros orientales en el que se destacan los cerros de Monserrate (3152 m s. n. m. de altitud) y Guadalupe (3250 m s. n. m. de altitud) al oriente de la ciudad. Se encuentra comunicada con el cerro de Monserrate a través de los servicios de transporte de teleférico y funicular.
Su río más extenso es el río Bogotá, que desde hace varias décadas presenta altos niveles de contaminación, y por ende el gobierno de la ciudad ha liderado varios proyectos de descontaminación. Otros ríos importantes en la ciudad son el río Tunjuelo, que discurre por el sur de la ciudad, el San Francisco, el Fucha, el Juan Amarillo o Salitre, los cuales desembocan a su vez en el río Bogotá que desemboca sus restos hasta Girardot en el río Magdalena.
La zona en donde está ubicada la ciudad, la cual corresponde a la placa tectónica sudamericana, presenta una importante actividad sísmica, con los terremotos que ha sufrido durante su historia, registrados en 1785, 1827, 1917, 1948, y 2023. Los terremotos de 1917 y 1948, sumados a varios incendios, destruyeron gran parte de la zona virreinal de la antigua Santafé.
Además aunque aún continúan siendo municipios pertenecientes al departamento de Cundinamarca, las poblaciones de Soacha, Zipaquirá, Facatativá, Cota, Chía, Mosquera, Madrid, Funza, Cajicá, Sibaté, Tocancipá, La Calera, Sopó, Tabio, Tenjo, Gachancipá y Bojacá fueron consideradas como parte del área metropolitana de Bogotá en el último censo nacional realizado por el DANE en 2005.
Están integrados además, conurbados a su territorio (es decir sin peajes), Soacha y Sibaté hasta la llegada a las cataratas del Salto de Tequendama y el zoológico de Santa Cruz en el peaje Chusacá caso de la parte sur. En la parte norte hasta el Puente del Común en el límite con Chía. En el occidente hasta el peaje Siberia absorbiendo el parque metropolitano La Florida y parte de Cota. En el oriente está La Calera.
La mayoría de los humedales de la región de Bogotá han desaparecido. Cubrían casi 50 000 hectáreas en la década de 1960, en comparación con solo 727 en 2019, es decir una tasa de desaparición del 98 %.

### Límites
El Distrito Capital de Bogotá está rodeada en gran parte por municipios de Cundinamarca (y las provincias de Sumapaz, Soacha, Sabana Occidente, Sabana Centro, Guavio y Oriente) y por otros departamentos como Huila (al sur) y Meta (al sureste):
| Noroeste: Cota y Funza                  | Norte: Chía           | Nordeste: Sopó y La Calera                    |
| Oeste: Mosquera Soacha Pasca y Arbeláez |                       | Este: Chipaque Choachí Ubaque Une y Gutiérrez |
| Suroeste: San Bernardo y Cabrera        | Sur: Colombia (Huila) | Sureste: La Uribe, Cubarral y Guamal (Meta)   |

## Clima

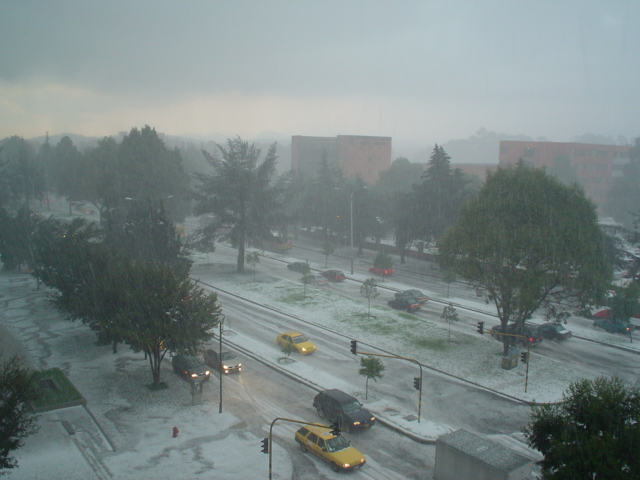
Durante la temporada de lluvias, las tormentas pueden generar granizadas.

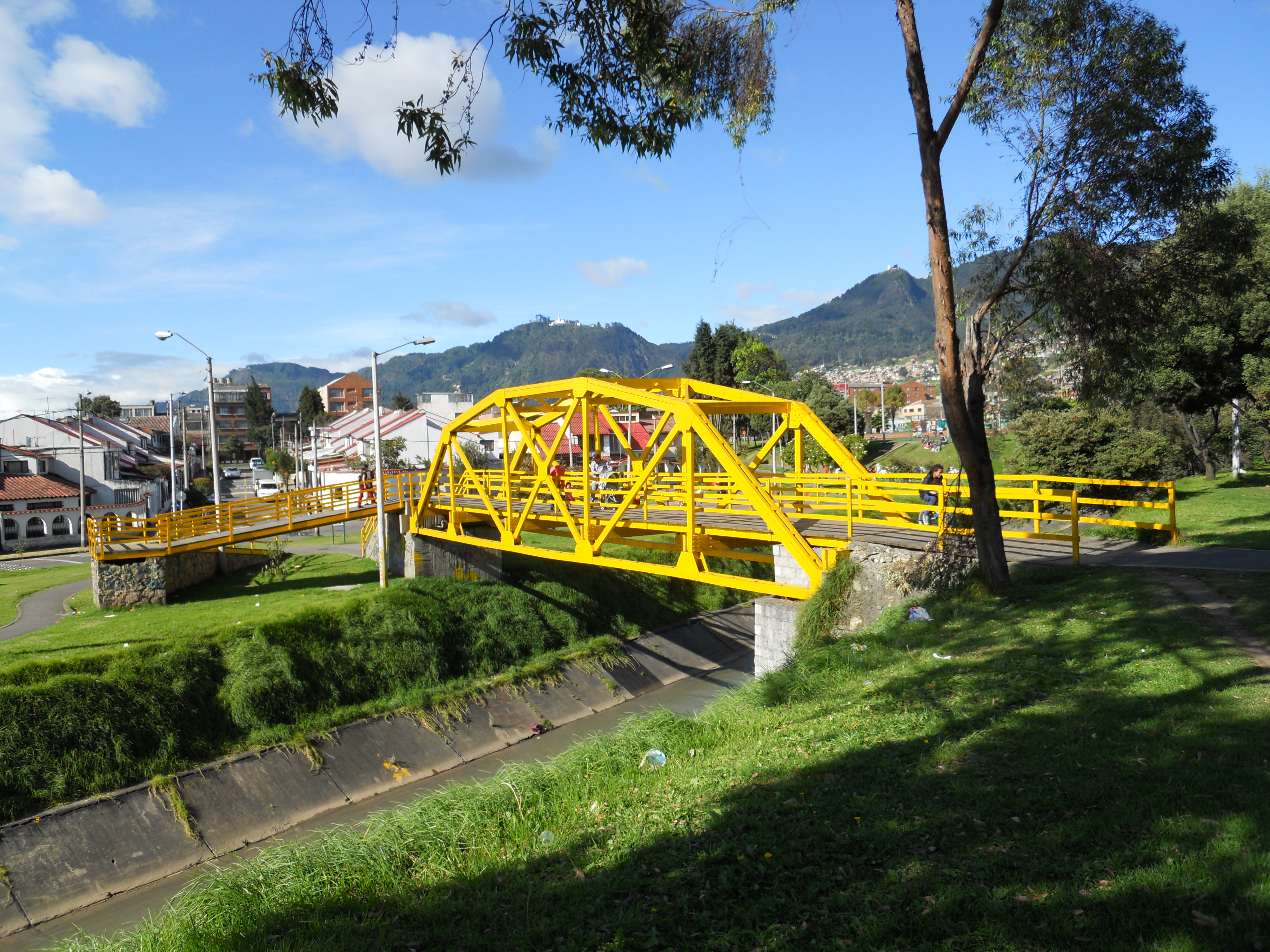
Puente sobre el río Fucha, con aguas residuales y de lluvias.

Según la clasificación climática de Köppen la ciudad posee el clima templado isotérmico Cfb (a veces considerado Csb). A causa de su gran altitud, Bogotá tiene un clima de montaña; por su baja latitud presenta una escasa oscilación térmica a lo largo del año. Las temperaturas regularmente oscilan entre los 5 y 19 °C, con una media anual de 13.7 °C.
Debido a su ubicación cerca del ecuador, cuenta solo con cuatro temporadas principales: dos de lluvia y dos estaciones secas, la precipitación es abundante de marzo a mayo y de octubre a noviembre, coincidiendo casi con los equinoccios de primavera y otoño del hemisferio norte, respectivamente, debido a que el sol cruza por la línea ecuatorial y la radiación solar es mayor, aumentando el calor en la selva y favoreciendo la formación de tormentas en la zona cordillerana.
En contraste, las temporadas más secas del año son de entre enero a febrero y de junio a agosto. La niebla es el hidrometeoro más común: se tienen 220 días neblinosos en promedio por año.
La caída de granizo es un fenómeno extremo de ocurrencia esporádica, ocurre en promedio tres veces por año —entre 1939 y 2008 se han registrado 231 eventos—. Las tormentas de granizo se producen en horas de la tarde durante las temporadas de lluvias, cuando ocurre el rápido desarrollo de celdas de nubes cumulonimbus que están relacionadas con la formación de tornados; también causan un notable descenso en la temperatura en las zonas afectadas, algunas veces drásticos, llegando a bajar hasta casi 20 grados en menos de una hora.
El mes más cálido es mayo con una temperatura media de alrededor de 14 °C. Con promedios de 13 °C y una mínima media de 6 °C, enero es el mes más frío. El mes más lluvioso es octubre, con 111 mm de precipitación, mientras que enero, con 28 mm, es el mes más seco.
Dentro de los límites de Bogotá, la temperatura más alta registrada ha sido de 30 °C, y la más baja de −7,1 °C, ambos registros obtenidos en la estación meteorológica del Aeropuerto Guaymaral.

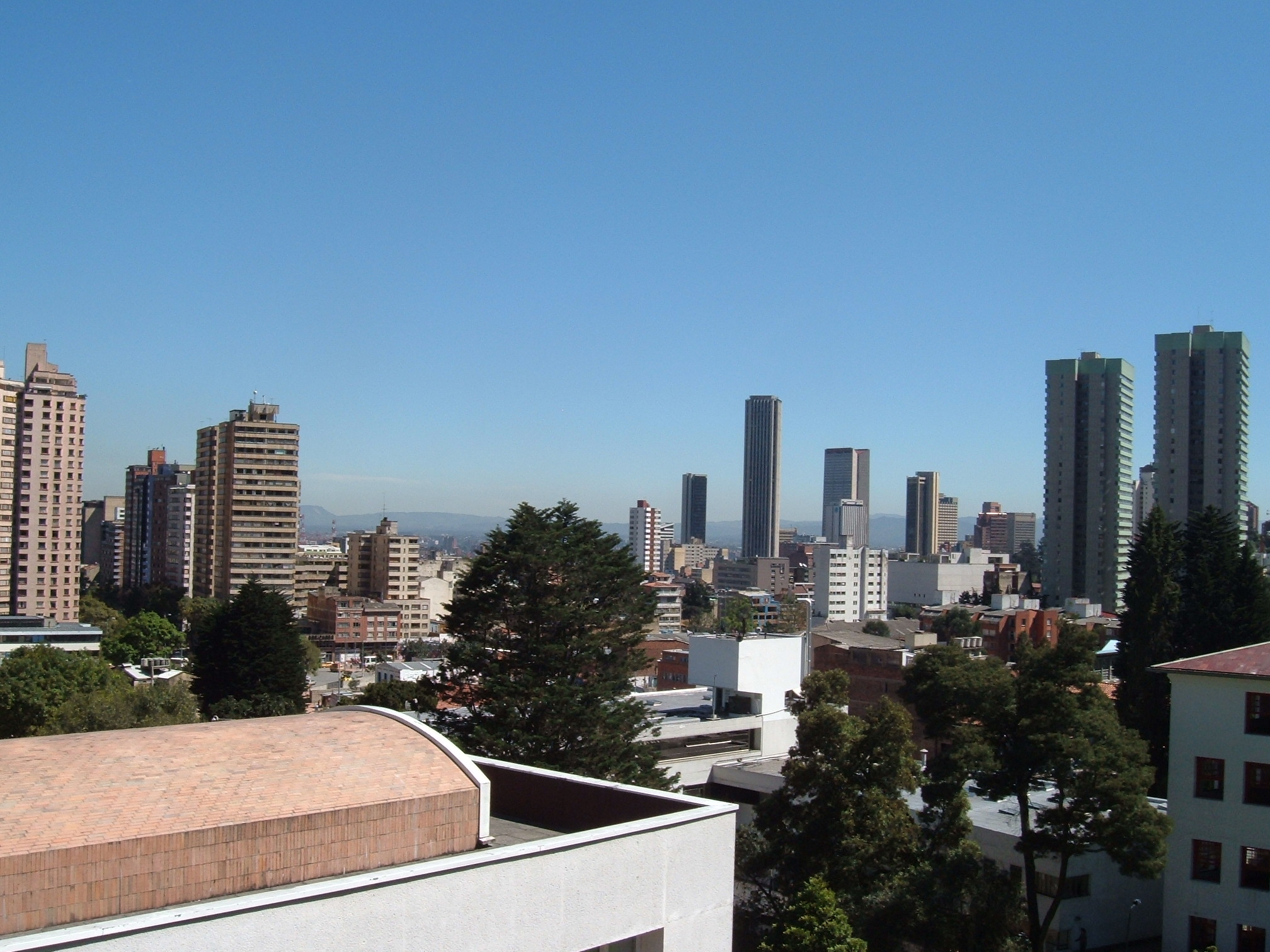
La ciudad de Bogotá en un inusual día de cielo despejado

El 8 de febrero de 2017 Bogotá registró una temperatura de 25,1 °C, la más alta en la ciudad en los últimos 60 años de acuerdo con el Instituto de Hidrología, Meteorología y Estudios Ambientales (IDEAM). En febrero de 2020, Bogotá registró una temperatura de −6,3 °C, una de las más bajas en la ciudad en los últimos años de acuerdo con el Instituto de Hidrología, Meteorología y Estudios Ambientales (IDEAM).
El día 30 de octubre de 2012 se presentó la primera nevada registrada en el área administrativa de Bogotá en más de 150 años, específicamente en el Sumapaz, a la que le siguieron posteriores nevadas importantes en 2016, 2017, 2020 y 2022.
| Parámetros climáticos promedio de Aeropuerto Internacional El Dorado, Bogotá (normales 1981-2010) | Parámetros climáticos promedio de Aeropuerto Internacional El Dorado, Bogotá (normales 1981-2010) | Parámetros climáticos promedio de Aeropuerto Internacional El Dorado, Bogotá (normales 1981-2010) | Parámetros climáticos promedio de Aeropuerto Internacional El Dorado, Bogotá (normales 1981-2010) | Parámetros climáticos promedio de Aeropuerto Internacional El Dorado, Bogotá (normales 1981-2010) | Parámetros climáticos promedio de Aeropuerto Internacional El Dorado, Bogotá (normales 1981-2010) | Parámetros climáticos promedio de Aeropuerto Internacional El Dorado, Bogotá (normales 1981-2010) | Parámetros climáticos promedio de Aeropuerto Internacional El Dorado, Bogotá (normales 1981-2010) | Parámetros climáticos promedio de Aeropuerto Internacional El Dorado, Bogotá (normales 1981-2010) | Parámetros climáticos promedio de Aeropuerto Internacional El Dorado, Bogotá (normales 1981-2010) | Parámetros climáticos promedio de Aeropuerto Internacional El Dorado, Bogotá (normales 1981-2010) | Parámetros climáticos promedio de Aeropuerto Internacional El Dorado, Bogotá (normales 1981-2010) | Parámetros climáticos promedio de Aeropuerto Internacional El Dorado, Bogotá (normales 1981-2010) | Parámetros climáticos promedio de Aeropuerto Internacional El Dorado, Bogotá (normales 1981-2010) |
| Mes                                                                                               | Ene.                                                                                              | Feb.                                                                                              | Mar.                                                                                              | Abr.                                                                                              | May.                                                                                              | Jun.                                                                                              | Jul.                                                                                              | Ago.                                                                                              | Sep.                                                                                              | Oct.                                                                                              | Nov.                                                                                              | Dic.                                                                                              | Anual                                                                                             |
| ------------------------------------------------------------------------------------------------- | ------------------------------------------------------------------------------------------------- | ------------------------------------------------------------------------------------------------- | ------------------------------------------------------------------------------------------------- | ------------------------------------------------------------------------------------------------- | ------------------------------------------------------------------------------------------------- | ------------------------------------------------------------------------------------------------- | ------------------------------------------------------------------------------------------------- | ------------------------------------------------------------------------------------------------- | ------------------------------------------------------------------------------------------------- | ------------------------------------------------------------------------------------------------- | ------------------------------------------------------------------------------------------------- | ------------------------------------------------------------------------------------------------- | ------------------------------------------------------------------------------------------------- |
| Temp. máx. abs. (°C)                                                                              | 24.9                                                                                              | 24.8                                                                                              | 24.9                                                                                              | 23.2                                                                                              | 23.5                                                                                              | 23.1                                                                                              | 22.4                                                                                              | 23.6                                                                                              | 23.3                                                                                              | 23.6                                                                                              | 24.0                                                                                              | 23.2                                                                                              | 24.9                                                                                              |
| Temp. máx. media (°C)                                                                             | 19.9                                                                                              | 20.0                                                                                              | 19.8                                                                                              | 19.5                                                                                              | 19.3                                                                                              | 18.8                                                                                              | 18.4                                                                                              | 18.7                                                                                              | 19.1                                                                                              | 19.2                                                                                              | 19.3                                                                                              | 19.7                                                                                              | 19.3                                                                                              |
| Temp. media (°C)                                                                                  | 13.3                                                                                              | 13.7                                                                                              | 13.9                                                                                              | 14.1                                                                                              | 14.1                                                                                              | 13.9                                                                                              | 13.5                                                                                              | 13.6                                                                                              | 13.5                                                                                              | 13.5                                                                                              | 13.6                                                                                              | 13.4                                                                                              | 13.7                                                                                              |
| Temp. mín. media (°C)                                                                             | 6.0                                                                                               | 7.1                                                                                               | 7.9                                                                                               | 9.1                                                                                               | 9.1                                                                                               | 8.6                                                                                               | 8.1                                                                                               | 7.9                                                                                               | 7.4                                                                                               | 8.1                                                                                               | 8.2                                                                                               | 6.9                                                                                               | 7.9                                                                                               |
| Temp. mín. abs. (°C)                                                                              | −3.0                                                                                              | −6.4                                                                                              | −3.2                                                                                              | 0.0                                                                                               | 0.7                                                                                               | 1.0                                                                                               | 0.4                                                                                               | -1.5                                                                                              | -0.2                                                                                              | 0.5                                                                                               | -3.0                                                                                              | −6.0                                                                                              | -6.4                                                                                              |
| Precipitación total (mm)                                                                          | 28.4                                                                                              | 45.0                                                                                              | 72.8                                                                                              | 110.7                                                                                             | 107.7                                                                                             | 58.7                                                                                              | 46.2                                                                                              | 44.7                                                                                              | 64.4                                                                                              | 111.2                                                                                             | 93.3                                                                                              | 58.2                                                                                              | 841.3                                                                                             |
| Días de precipitaciones (≥ 1 mm)                                                                  | 8                                                                                                 | 11                                                                                                | 15                                                                                                | 19                                                                                                | 21                                                                                                | 18                                                                                                | 18                                                                                                | 16                                                                                                | 16                                                                                                | 19                                                                                                | 17                                                                                                | 12                                                                                                | 190                                                                                               |
| Horas de sol                                                                                      | 187                                                                                               | 150                                                                                               | 144                                                                                               | 110                                                                                               | 112                                                                                               | 112                                                                                               | 137                                                                                               | 138                                                                                               | 121                                                                                               | 121                                                                                               | 132                                                                                               | 166                                                                                               | 1629                                                                                              |
| Humedad relativa (%)                                                                              | 79                                                                                                | 79                                                                                                | 81                                                                                                | 82                                                                                                | 82                                                                                                | 79                                                                                                | 78                                                                                                | 77                                                                                                | 79                                                                                                | 83                                                                                                | 83                                                                                                | 81                                                                                                | 80                                                                                                |
| Fuente: Instituto de Hidrología, Meteorología y Estudios Ambientales (horas de sol 1971-2000)     |                                                                                                   |                                                                                                   |                                                                                                   |                                                                                                   |                                                                                                   |                                                                                                   |                                                                                                   |                                                                                                   |                                                                                                   |                                                                                                   |                                                                                                   |                                                                                                   |                                                                                                   |

## Demografía
| Gráfica de evolución demográfica de Bogotá entre 1500 y 2020 |
|                                                              |

Según cifras del DANE, en el año 2010 Bogotá contaba con una población de 7 363 782 habitantes, con proyección en el 2017 de 8 080 734 habitantes, que alcanzan en su área metropolitana los 9 285 331 habitantes, sin embargo, el censo realizado en 2018 arrojó una población para Bogotá de 7 412 566 habitantes. Tiene una densidad poblacional aproximada de 16 470 hab/km². El 47,8 % de la población son hombres y el 52,2 % mujeres. La ciudad cuenta con la tasa de analfabetismo más baja del país con 3,4 % en la población mayor de 5 años de edad.
Es la mayor aglomeración de personas del país, superando por más del 21 % a la segunda a nivel nacional: todo el departamento de Antioquia incluida su capital (6 065 846 hab).

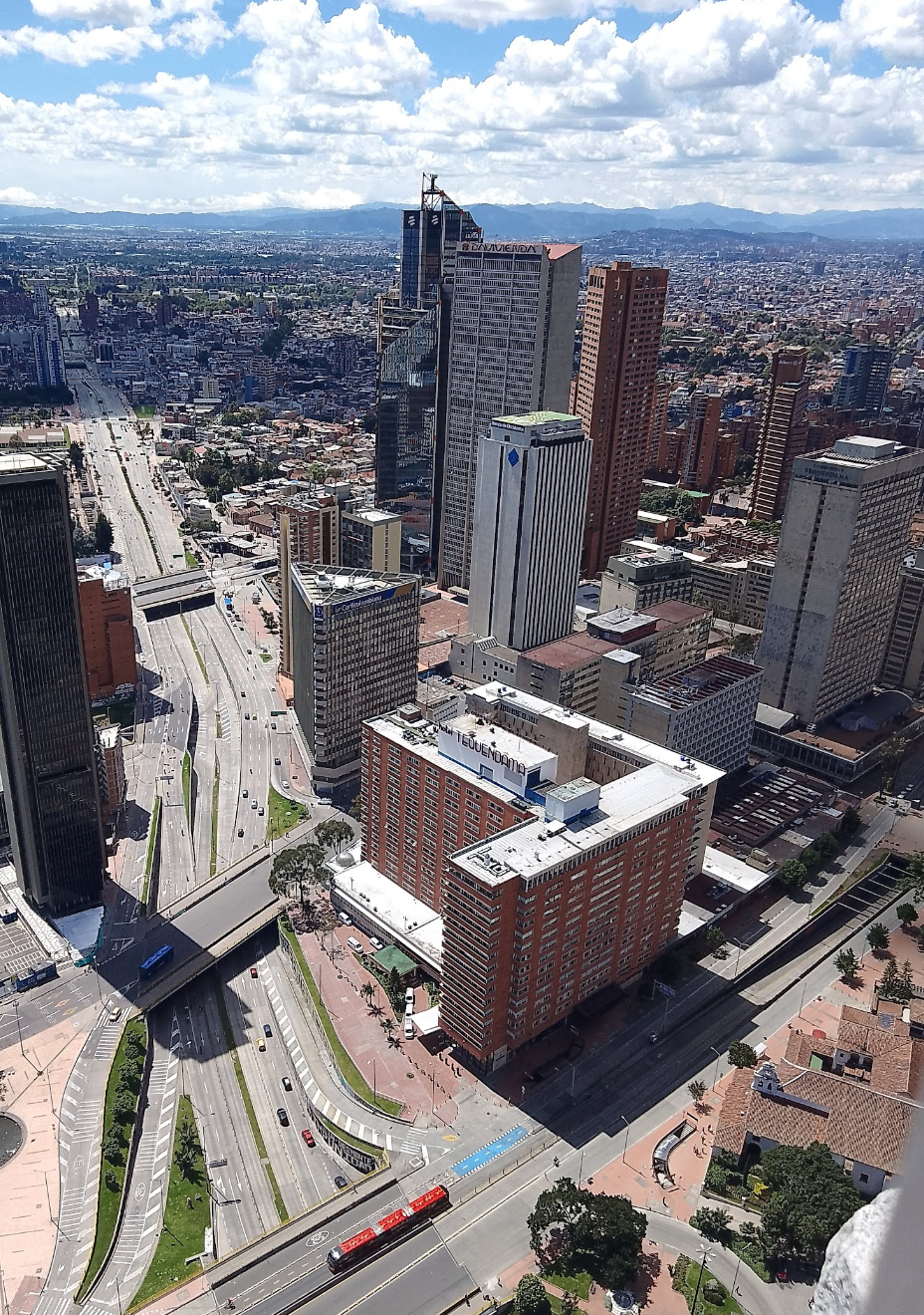
Bogotá es la ciudad más poblada de Colombia y una de las más pobladas en toda América Latina

Los servicios públicos tienen una alta cobertura, 99,4 % de las viviendas cuenta con servicio de energía eléctrica, mientras que un 98,6 % tiene servicio de acueducto y un 87,8 % de comunicación telefónica. En el año 2013 el 10,3 % de la población se encontraba situación de pobreza, siendo el menor índice en todas las divisiones administrativas del país, frente a una media nacional de 30,6 %.
En Bogotá, al igual que en todo el resto del país, el proceso de urbanización acelerado no se debe exclusivamente a la industrialización, ya que existen complejas razones políticas y sociales como la pobreza y la violencia, las cuales han motivado la migración del campo a la ciudad a lo largo del siglo XX, determinando un crecimiento exponencial de la población en las zonas urbanas y el establecimiento de cinturones de miseria en sus alrededores.
Un ejemplo de lo anterior, es el número de desplazados que han llegado a Bogotá. Según la Consultoría para los Derechos Humanos, Codhes, en el periodo 1999-2005 llegaron a Bogotá más de 260 000 desplazados, aproximadamente el 3,8 % del total de la población de Bogotá. Las localidades donde se concentran la mayoría de la población desplazada son: Ciudad Bolívar, Kennedy, Bosa y Usme.

### Etnografía
| Etnografía de Bogotá                         | Etnografía de Bogotá | Etnografía de Bogotá | Etnografía de Bogotá | Etnografía de Bogotá |
| -------------------------------------------- | -------------------- | -------------------- | -------------------- | -------------------- |
| Etnia                                        | Etnia                |                      | Porcentaje           | Porcentaje           |
| Mestizos                                     | Mestizos             |                      | 42,7 %               | 42,7 %               |
| Blancos                                      | Blancos              |                      | 36,5 %               | 36,5 %               |
| Indígenas                                    | Indígenas            |                      | 0,5 %                | 0,5 %                |
| Afrodescendientes                            | Afrodescendientes    |                      | 1,5 %                | 1,5 %                |
| Rom                                          | Rom                  |                      | 0,01 %               | 0,01 %               |
| Otro                                         | Otro                 |                      | 18,9 %               | 18,9 %               |
| Fuente: Sistema Integrado de Digital (2018). |                      |                      |                      |                      |

El más reciente censo general de la nación, realizado por el Departamento Administrativo Nacional de Estadística de Colombia (DANE), presenta los siguientes resultados acerca de la distribución étnica de la población censada en la ciudad de Bogotá:
De esta forma, se reveló que el 42,7 % de la población capitalina es mestiza, el 36,5 % son blancos, 1,5 % afrodescendientes, 0,5 % indígenas, 0,01 % gitanos y el 18,9 % de otro grupo étnico.

### Inmigración
El más reciente censo general de la nación, realizado por el Departamento Administrativo Nacional de Estadística de Colombia (DANE), presenta los siguientes resultados acerca del país de nacimiento de los habitantes de la ciudad de Bogotá:
| N.º        | País           | Población |
| ---------- | -------------- | --------- |
| 1          | Venezuela      | 343 168   |
| 2          | Estados Unidos | 6 575     |
| 3          | Ecuador        | 3 771     |
| 4          | España         | 3 597     |
| 5          | Argentina      | 2 204     |
| 6          | Perú           | 2 120     |
| 7          | México         | 2 117     |
| 8          | Brasil         | 1 775     |
| 9          | Francia        | 1 502     |
| 10         | Chile          | 1 323     |
| 11         | Italia         | 1 135     |
| No informa | No informa     | 2 019     |
| Otros      | Otros          | 12 527    |
| Total      | Total          | 383 833   |

## Seguridad

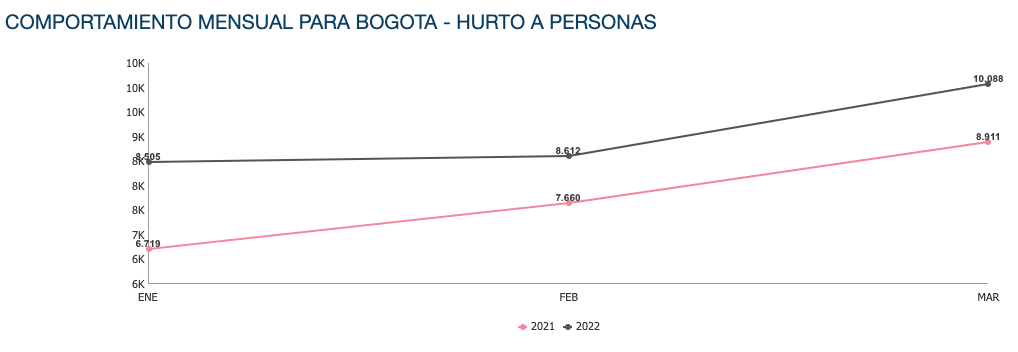
Tasa de Hurtos en 2022 (eje superior) y 2021 (eje inferior) en Bogotá. Muestra un clara incrementación de hechos en la ciudad con respecto al año anterior. (Enero, febrero y marzo).

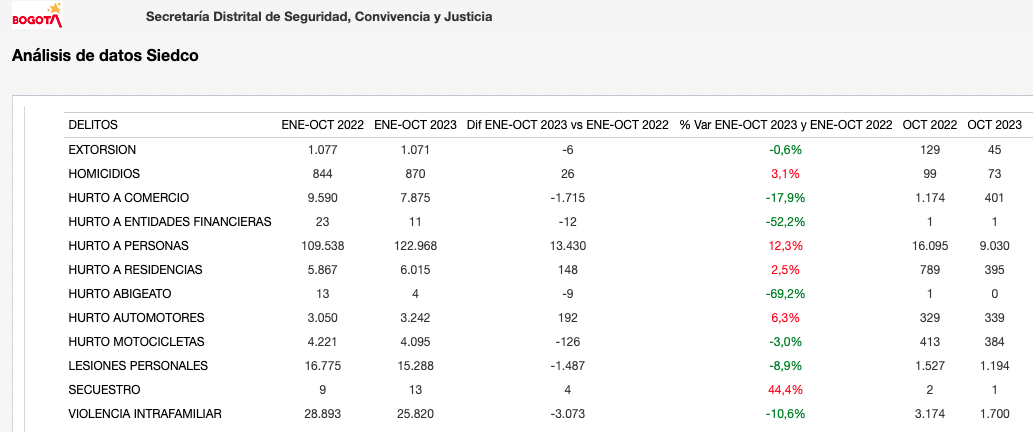
El incremento de Hurtos (a personas) desde enero a octubre de 2022 - enero a octubre de 2023 en Bogotá.

Los últimos gobernantes de la ciudad han realizado campañas dirigidas a la ciudadanía tendientes a la reducción de sus índices de delincuencia. De acuerdo con un informe oficial de la Veeduría Distrital, en los últimos diez años se ha pasado de 89,4 muertes violentas por cada 100 000 habitantes en 1996, a 37,9 en 2005, lo cual representa una reducción del 57,6 %, teniendo en cuenta que en el mismo período la población aumentó en más de un 25 %. De estas muertes violentas, se registró que un 62,8 % se produjeron por homicidios, mientras que el 20,5 % fueron causadas por accidentes de tránsito; además se revela que un 85,1 % de las víctimas fueron hombres y un 14,9 % mujeres. En 2014, la tasa de homicidio en Bogotá descendió aún más, cayendo a 16,4 homicidios por cada 100 000 habitantes por año. Esta es una de las más bajas tasa de homicidios de Colombia y la menor tasa de homicidios de Bogotá en los últimos 30 años.
No obstante, un efecto inverso se ha detectado en cuanto a hurtos. La reducción substancial de este flagelo en el período 1998-2004, cuando el hurto común en Bogotá disminuyó de 29 591 casos en 1998 a 14 028 en 2004 para una reducción del 53 %, ha sido reemplazada por un aumento significativo en 2005-2014, registrándose un aumento del 180 % en el número de hurtos según cifras de la Policía de Bogotá, lo cual ubica la tasa de hurtos en un récord de 356,9 por cada 100 000 habitantes por año. El aumento de hurtos en Bogotá en el periodo 2011-2015 ha afectado negativamente a la ciudadanía, destacándose el robo de celulares, los fleteos y los atracos con motociclistas con parrilleros, siendo especialmente dañinos cuando además las víctimas reciben ataques violentos con armas blancas o golpes contra su integridad física.
La Policía ha respondido incrementando su pie de fuerza, adoptando estrategias de vigilancia como el uso de drones
o aplicaciones para celulares que facilitan las denuncias de ciudadanos. En 2015, se ha reducido el robo de celulares en 22 %, gracias a operativos de la Policía e iniciativas del Gobierno Nacional y los operadores de celular.
Según las Estadísticas de la Secretaría Distrital de Seguridad, Convivencia y Justicia, los hurtos a personas ha incrementado por cada 10 meses de un (1) año. (pasa de 2022 tener: 109 538, a 2023 tener: 122 968)
Inseguridad
Bogotá presenta un nivel de inseguridad bajo en comparación con las demás capitales de la América Latina. Localidades como Kennedy, Bosa, Ciudad Bolívar y Mártires son los sectores donde se presenta altas cifras de violencia. Los ciudadanos que se sienten más inseguros son los habitantes de los barrios del sureste, centro y en los estratos 1 y 2. La población indica que los homicidios se relacionan con atracos callejeros, presencia de pandillas y tráfico de drogas. A 2020, en Bogotá se reportaron en promedio 214 robos al día, una baja del 37 % en comparación al mismo periodo de 2019, en gran medida a la cuarentena decretada por el gobierno nacional como medida frente al COVID-19, sin embargo, estos tuvieron un repunte al terminar dicha medida.
En un informe de la policía metropolitana de Bogotá realizado en 2013 indica que los hurtos superaron los pronósticos al rondar los 24 000 casos sin contar las estadísticas donde la gente no denunció por temor o por falta de infraestructuras al momento de interponer una denuncia. El hurto callejero ha descendido
levemente (del 51 % al 49 %) Lo mismo ocurre en el transporte público (del 19 % a 17 %), no obstante, el robo en establecimientos comerciales se duplicó (del 8 % al 16 %) del 2013 al 2014. En el sector de la industria automotor se reportan en promedio 4 robos de autos al día, incluso de entidades como la policía, siendo las más vulnerables las localidades de Kennedy y Usaquén, las autoridades sostienen que la mayoría de los casos es por descuido de sus dueños.
El conflicto armado en Colombia ha hecho de su capital un escenario de varios atentados terroristas. Desde la década de los ochenta, Bogotá ha sido blanco de narcotraficantes y grupos armados al margen de la ley.
El de 7 de febrero de 2003, la explosión de un carrobomba en un parqueadero del Club El Nogal de la zona norte dejó 36 muertos y más de 200 heridos. El atentado fue reconocido por la guerrilla de las Farc. Ese mismo año un carro bomba estalla frente a un centro comercial dejando como saldo a 6 personas muertas y 12 heridas.
El 12 de agosto de 2010, un carrobomba fue detonado frente a un complejo de edificios en los que funcionan, entre otras empresas, Caracol Radio. La acción dejó nueve personas heridas.
El 15 de mayo de 2012, una bomba lapa estalló en la calle 74 con avenida Caracas, cerca del centro financiero.
El atentado dirigido al exministro del Interior, Fernando Londoño, quien resultó herido. Dos personas murieron.
El 19 de febrero de 2017, una explosión en el barrio La Macarena dejó un policía muerto y 26 heridos, entre ellos 24 uniformados del Escuadrón Móvil Antidisturbios. La guerrilla del Eln asumió la autoría del atentado.
El 17 de enero de 2019, un carro bomba estalla en la Escuela de Cadetes de Policía General Santander ubicada al sur de la ciudad, deja como saldo la muerte de al menos 21 personas y 68 heridos.

## Economía

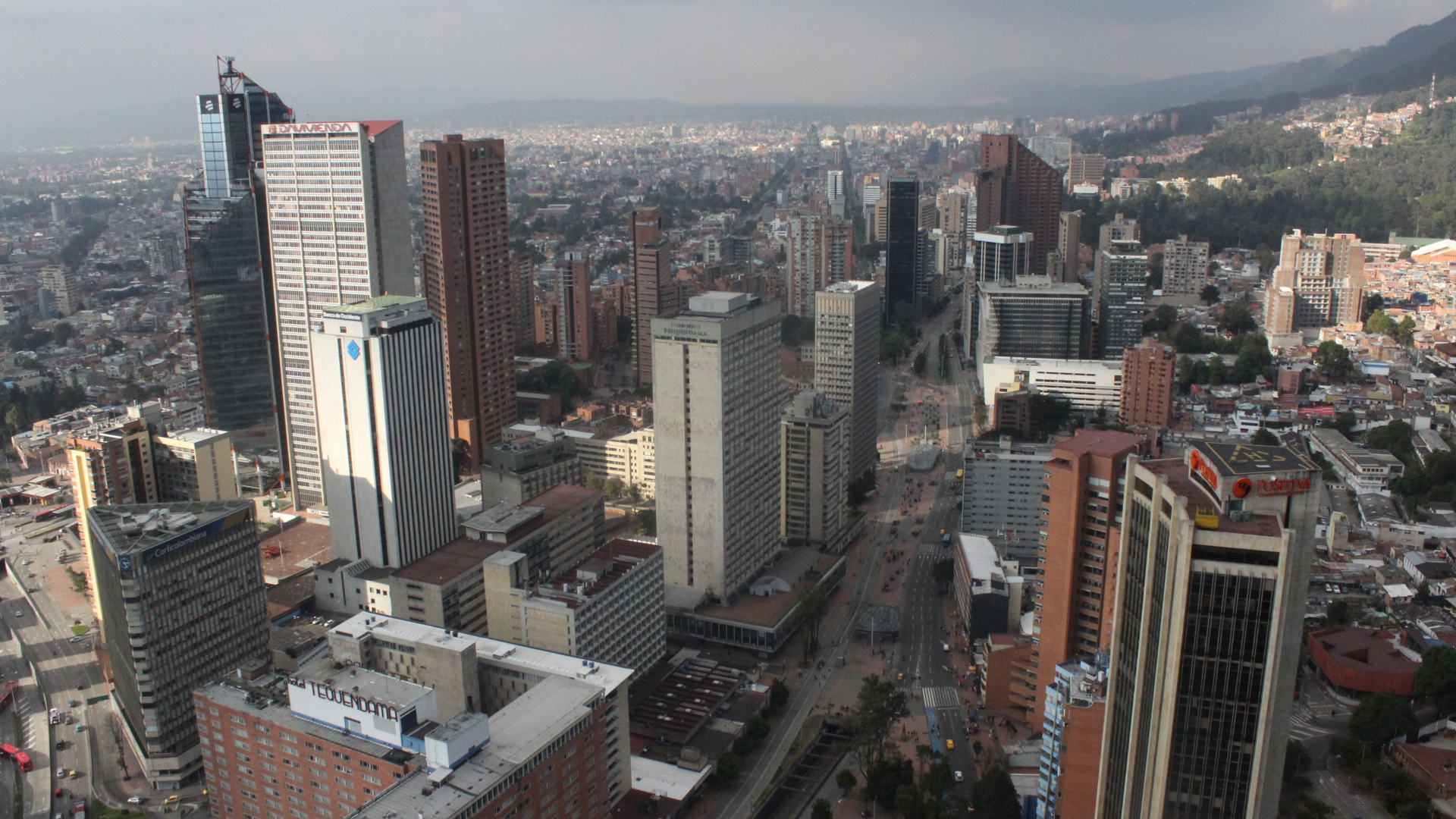
Centro financiero de Bogotá

Bogotá es el principal centro económico de Colombia; allí convergen la mayoría de capitales provenientes de las demás ciudades al ser el foco del comercio del país debido a su gran población. Es la ciudad colombiana con el mayor número de empresas extranjeras, uno de los factores que la posicionan como el mayor mercado de trabajo de su país. Bogotá es la plataforma empresarial más grande de Colombia, con el 21 % de las empresas registradas en el país, y adicionalmente, en la ciudad se encuentra el 67 % de los emprendimientos de alto impacto colombianos,

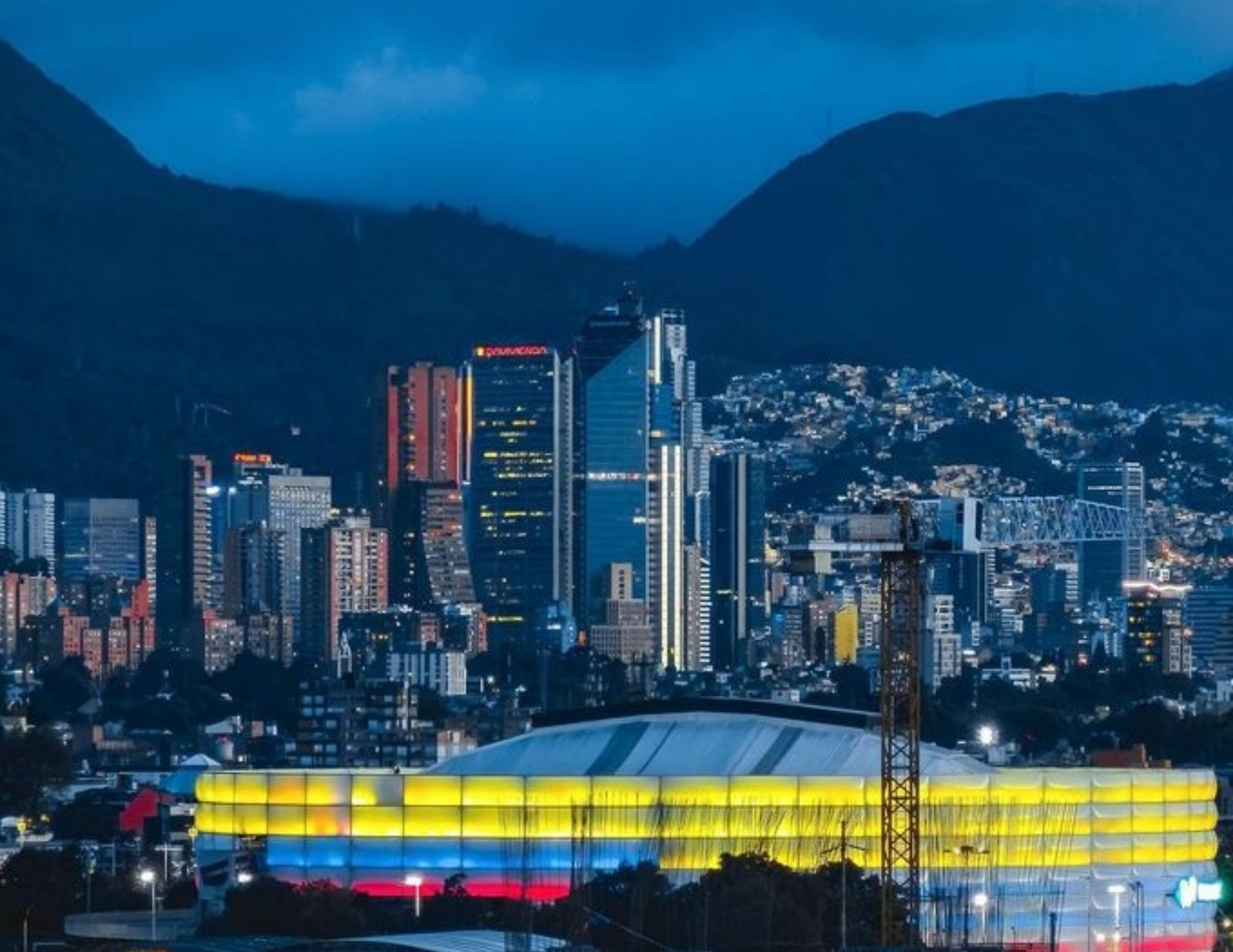
Vista nocturna de la ciudad

Bogotá una de las cinco capitales latinoamericanas más atractivas para invertir. En Latinoamérica, se ubica en la vigesimaprimera posición con relación al PIB per cápita. Según The Economist, Bogotá se destaca por su fortaleza económica asociada al tamaño de su producción y el PIB per cápita (el más alto entre las principales ciudades de la nación), las facilidades para crear empresas y hacer negocios, la madurez financiera, la atracción de empresas globales y la calidad de su capital humano. Además es la sexta ciudad de Iberoamérica para organizar eventos, teniendo el aeropuerto con el mayor volumen de carga a nivel latinoamericano y el segundo en personas.
Recibe inversionistas de toda Colombia y de otros lugares del mundo. En 2008 la ciudad se ubicó como el cuarto centro financiero más influyente de América Latina. En el periodo 2003-2006, el PIB comercial (producto interno bruto) de Bogotá creció un 10,3 % anual, representando el 25,3 % del PIB comercial nacional, en él se cuentan los activos provenientes de la inversión de las otras ciudades del país en la ciudad y el de muchas empresas multinacionales; siendo más alto que el PIB de Uruguay, Costa Rica, El Salvador, Panamá, o Bolivia; además, la tasa de desempleo es de 9,8 % y el subempleo de 29,7 %, los segundos más bajos del país. Bogotá lleva varios años entre el top 10 de las ciudades más caras de América Latina, según investigaciones del 2007 realizadas en 143 ciudades del mundo por Mercer Human Resource Consulting, sin embargo, el costo de vida es inferior al promedio de las 40 principales ciudades de América Latina. Además de esto, Bogotá se proyecta a mediano plazo como un centro de negocios con proyección internacional.

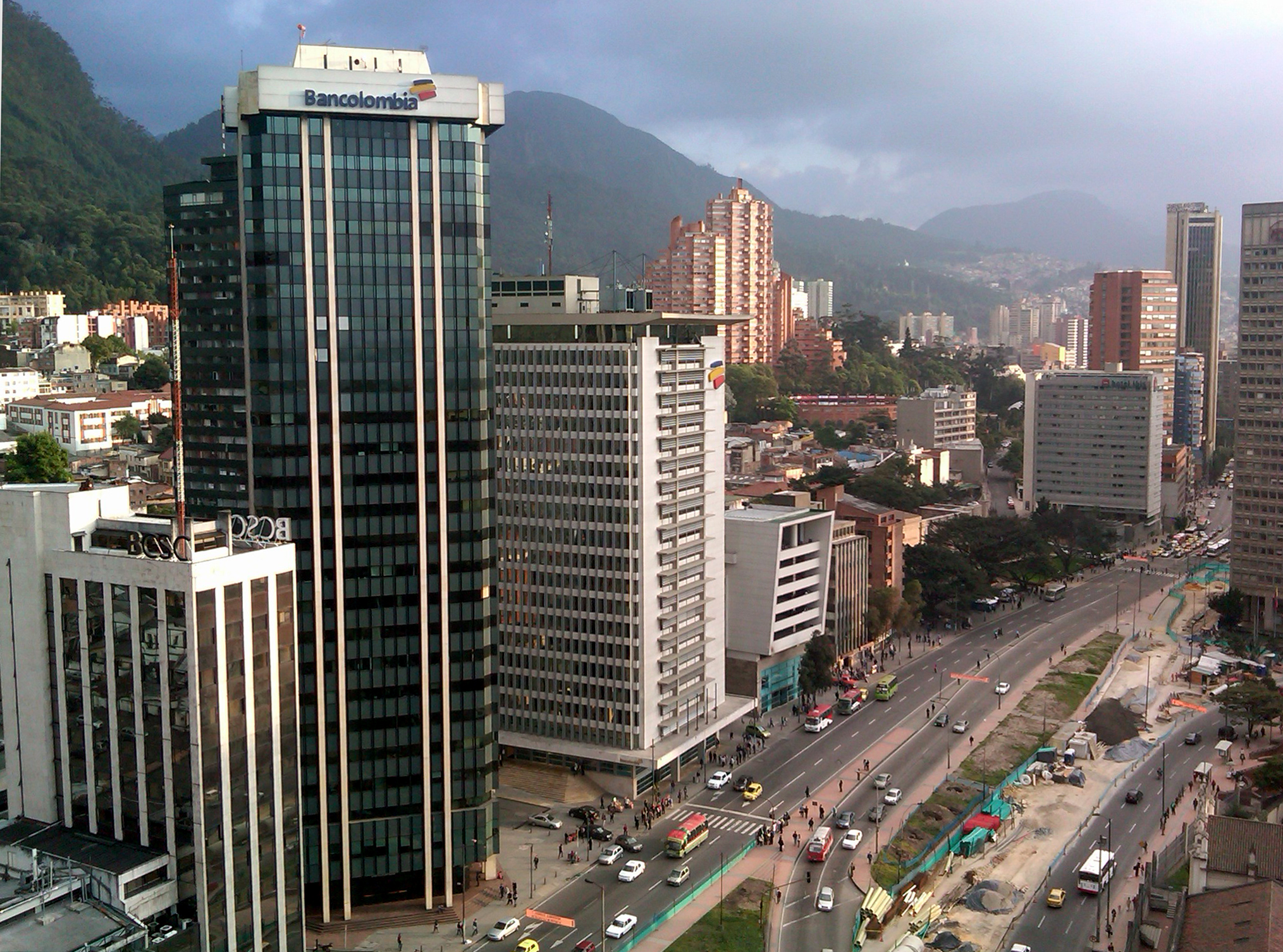
Complejo Bancolombia

Bogotá ocupó el sexto lugar entre 50 ciudades de América Latina por sus estándares en calidad de vida, alto potencial para hacer negocios, y excelentes condiciones para el desarrollo profesional, según el escalafón establecido por América Economía Intelligence. A nivel nacional, la importación de bienes de capital ha sido incentivada por el Gobierno, beneficiado de forma especial a Bogotá que participa con el 24,4 % del total de la industria nacional (2003). Ello se debe en parte a su ubicación geográfica, que hace de la ciudad un punto estratégico en términos logísticos, ya que el transporte de mercancía hacia otros lugares del país es relativamente rápido. De igual manera se facilita el abastecimiento de materias primas para el sector industrial en la ciudad, por su cercanía a regiones agrícolas como los Llanos Orientales. Por todo esto, varias compañías multinacionales han establecido su operación regional allí durante las últimas décadas. Sin embargo, la distancia respecto a los puertos disminuyen las ventajas competitivas para exportar productos industriales. Es así que los servicios (incluyendo las telecomunicaciones y el comercio), están ganando participación frente a la industria.

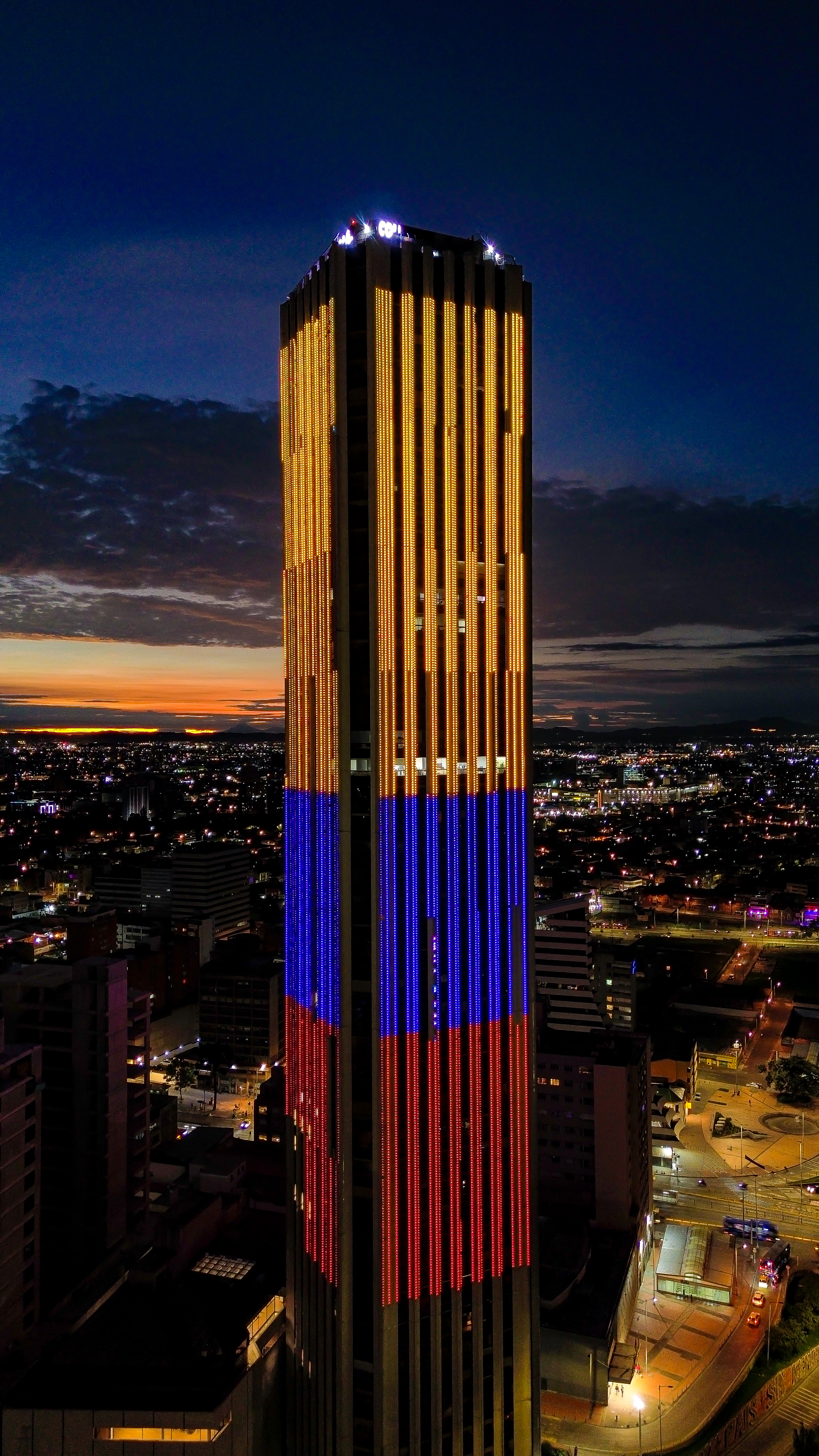
Torre Colpatria

En 2005, los bienes de consumo lideraron la producción industrial, seguidos por los bienes intermedios y de capital. De las 248 000 empresas con que cuenta Bogotá, el 78 % se encuentran vinculadas a actividades de servicios, contribuyendo con el 76 % del empleo y el 79 % del PIB. Las localidades en las cuales se concentra el mayor número de establecimientos industriales son Puente Aranda, Fontibón, Kennedy, los Mártires, Engativá y Barrios Unidos (en ese orden), donde se destacan los sectores industriales de alimentos, química, farmacéutica, textil, editorial y metalmecánica. También en 2005, la localidad con mayor productividad laboral fue Tunjuelito, seguida por Chapinero y Teusaquillo.
Bogotá es el principal destino turístico del país, lo que reviste una particular importancia tomando el cuenta el crecimiento positivo de ese sector a nivel nacional durante años recientes. Otro sector industrial que ha crecido es el de la construcción, contribuyendo directamente a reactivar la actividad económica de la capital.
El principal socio comercial internacional de Bogotá en 2003 fue Estados Unidos, seguido por la Unión Europea. La ciudad exporta principalmente productos agropecuarios (30 %), químicos (10 %), y textiles (7 %), e importa material de transporte (17 %), maquinaria excepto eléctrica (17 %), y maquinaria eléctrica (14 %). Además, Bogotá cuenta con diversas zonas comerciales y una creciente cantidad de centros comerciales repartidos en su territorio. Los de tamaño pequeño, son numerosos en las zonas comerciales como Suba y Fontibón.

### Economía popular

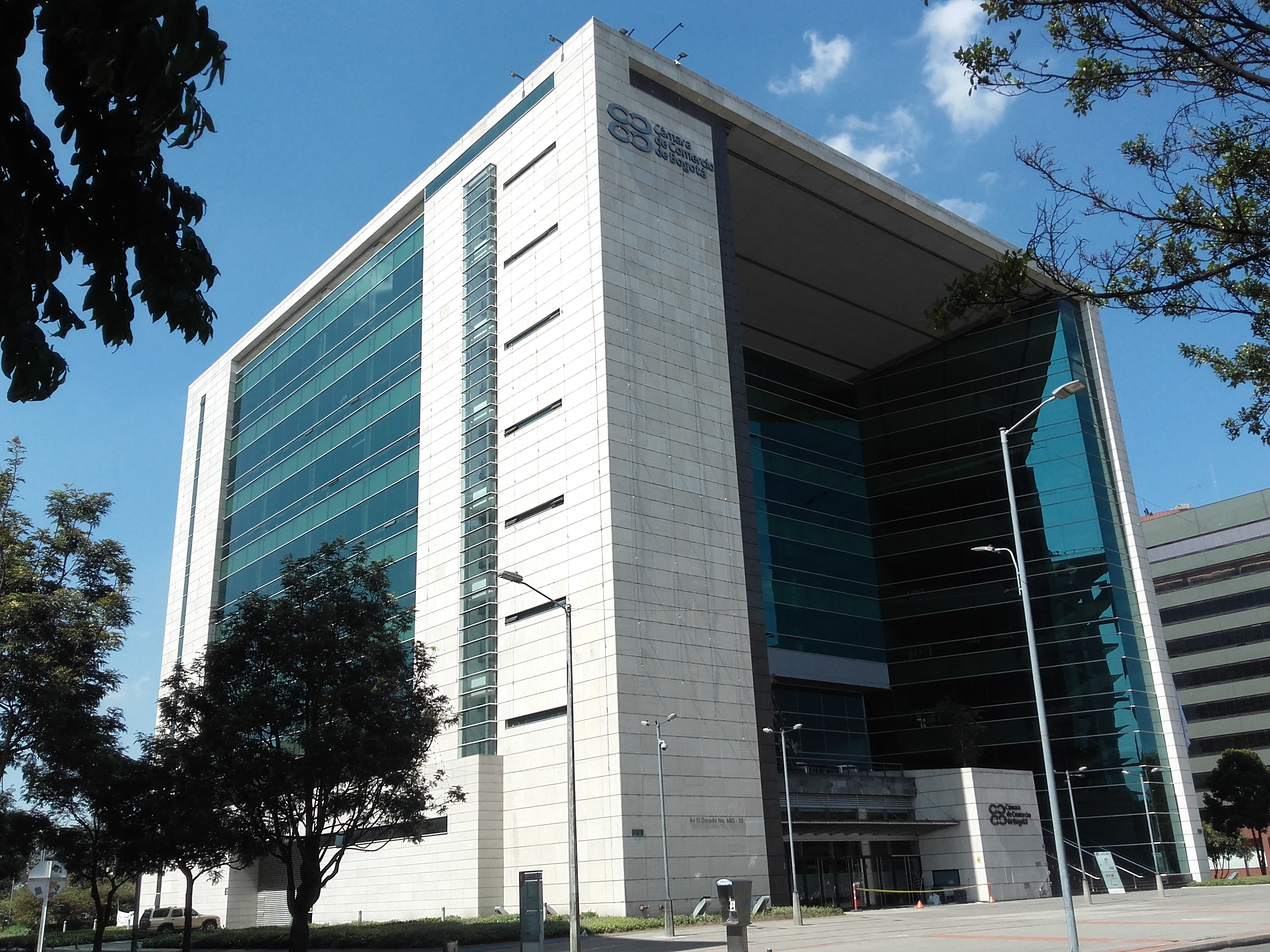
Cámara de Comercio de Bogotá

El sector de economía popular sigue siendo un rubro importante de la economía local. Según el Instituto Para la Economía Social (IPES) la ciudad aún cuenta con 19 plazas de mercado distritales que se ubican en barrios populares y ejercen contrapeso a la llegada de grandes superficies, de esta manera logran regular el esquema de precios de los alimentos, contribuyendo a la seguridad y soberanía alimentaria de una metrópoli de aproximadamente 7,5 millones de habitantes.
Los vendedores ambulantes, aunque controvertidos por la ocupación que ejercen sobre el espacio público, pertenecen al sector de la economía popular y siguen siendo uno de los principales ejes de generación de empleo y dinámica económica en la ciudad. Ante estas realidades los esfuerzos de la administración distrital se han enfocado desde 2004 en el aprovechamiento económico regulado del espacio público.

## Transporte

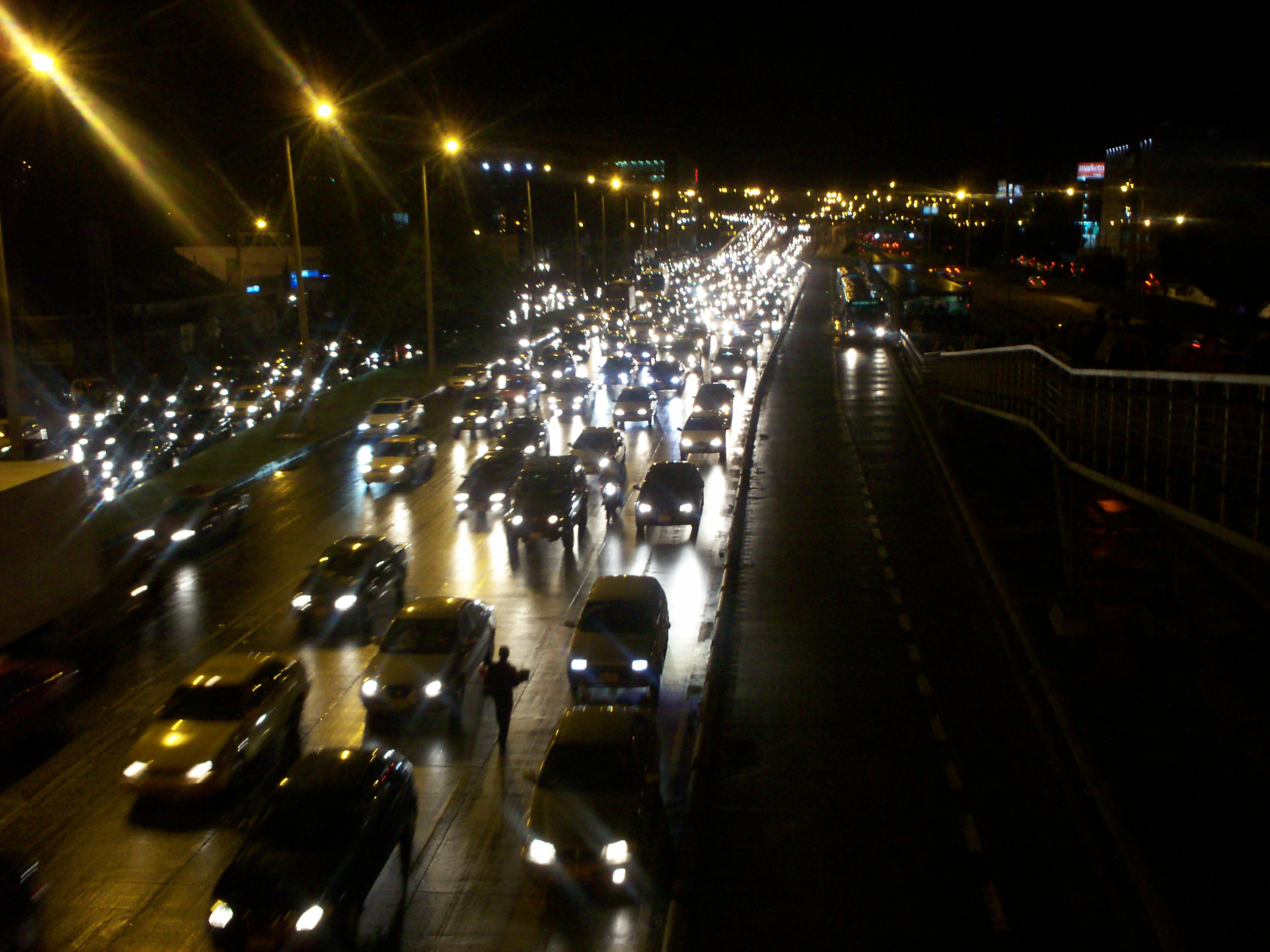
Atasco de tráfico en hora pico a la altura de la calle 100 con Autopista Norte

En Bogotá se llevan a cabo más de 13 millones de viajes al día. La mayoría de estos viajes se llevan a cabo en transporte público colectivo (tradicional). El otro sistema de transporte público es el Sistema metropolitano de transporte masivo TransMilenio. A pesar de ser una de las ciudades más pobladas de Latinoamérica, Bogotá no cuenta con un sistema de Metro. En transporte privado, el automóvil y la motocicleta juegan un papel muy importante. El sistema de ciclorutas (532 kilómetros de vías dedicadas para el uso exclusivo de bicicletas) es uno de los más extensos de América. Por su parte, los taxis realizan cerca de 1,1 millones de viajes al día (ver Transporte de Bogotá).

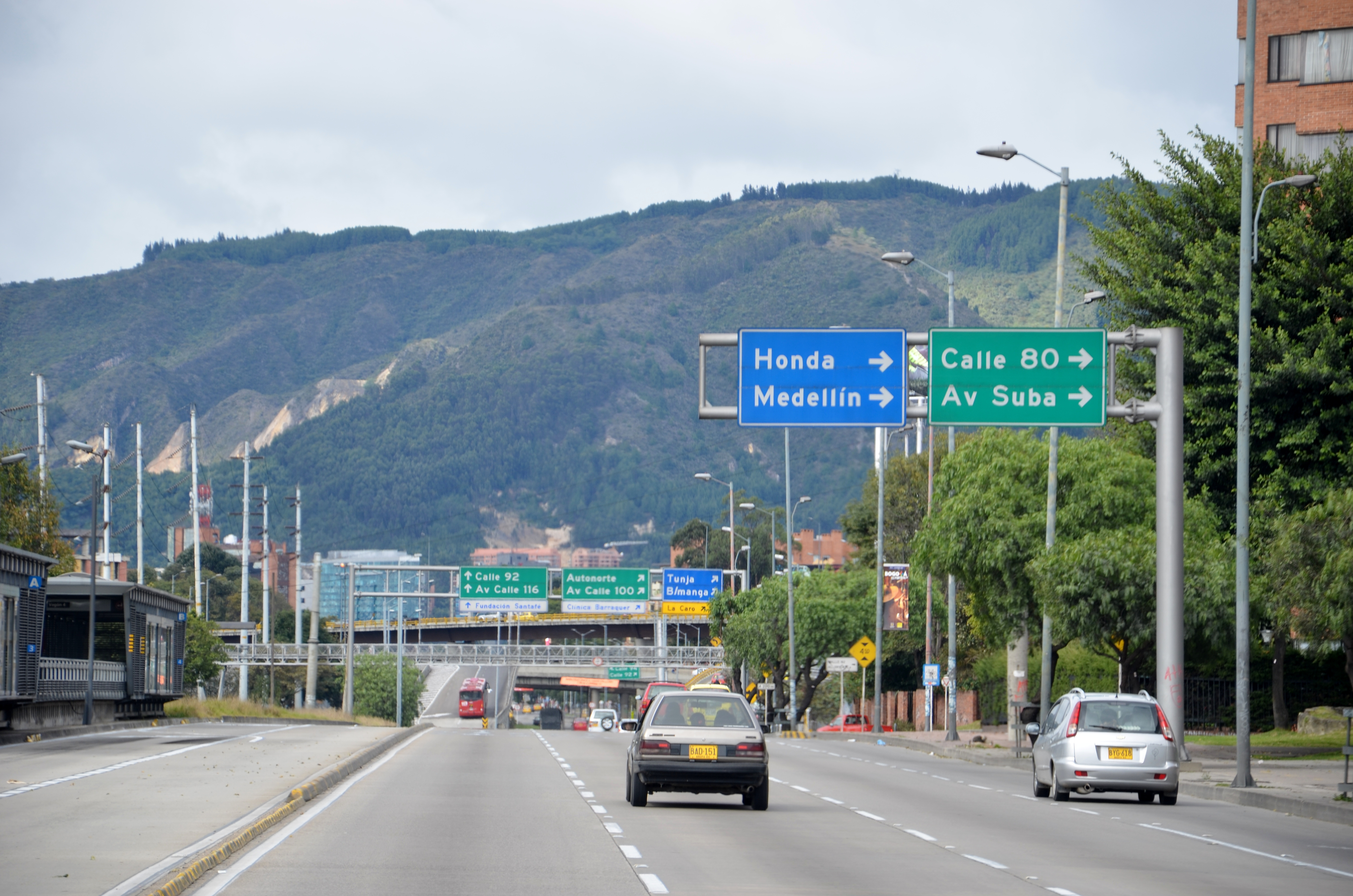
Avenida Norte-Quito-Sur

Las principales vías terrestres de acceso a la ciudad son la Autopista Norte y la Norte-Quito-Sur, que junto a la Troncal Calle 13, forman parte de la Carretera Panamericana en el tramo Simón Bolívar que la une con Caracas, Maracaibo, Quito y Guayaquil. En el Occidente, se encuentra la calle 80, que después del Puente sobre el Río Bogotá, se convierte en la Autopista Medellín-Bogotá. También en el norte, la Carrera Séptima que luego de la calle 170 se denomina Carretera Central del Norte y sirve como vía alterna para la Autopista Norte. En el suroriente, la avenida Boyacá que empalma con la avenida Caracas y la Autopista al Llano, se conectan comunicando con la ciudad con los Llanos Orientales. Por otra parte, la avenida Circunvalar en los cerros orientales, se une por el sur con la vía a Choachí y por el norte con la que conduce a La Calera.
Se espera que en próximos años se inicie la construcción de la avenida Longitudinal de Occidente, vía periférica del occidente que busca descongestionar el tráfico al interior de la ciudad. Bogotá cuenta con la peor movilidad de América y la cuarta peor del mundo según el índice de tráfico TomTom. Entre las causas de la movilidad lenta (entre 17 y 25kph promedio) se encuentra el hecho que la ciudad es la más densamente poblada de Latinoamérica, con 18 000 hab./km². De la misma manera, un 33 % de los trabajos están en un 10 % del espacio urbano.

### TransMilenio

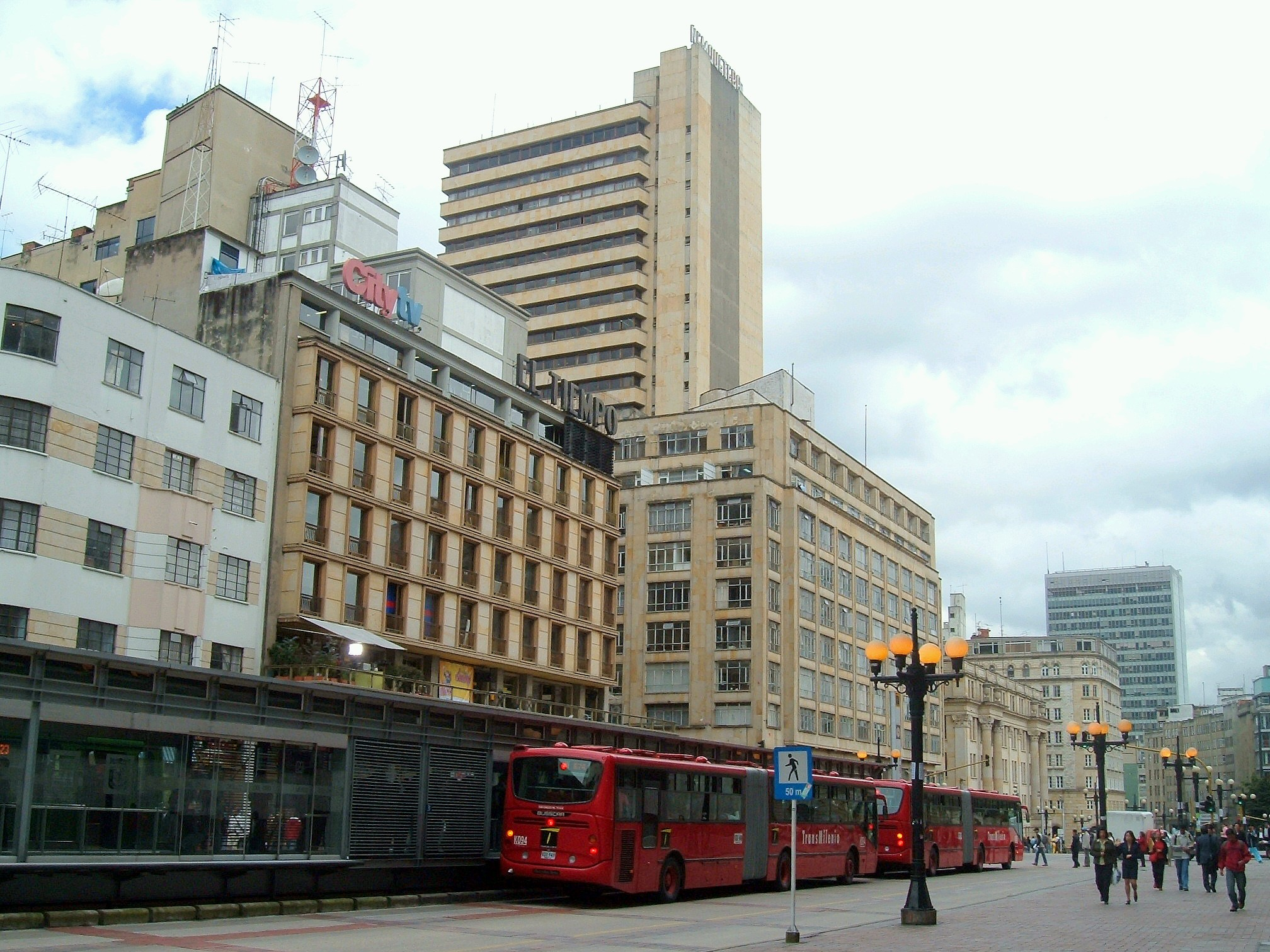
Sistema TransMilenio en el centro de Bogotá

En 1998 se inició la construcción del denominado Sistema de Transporte Masivo del Tercer Milenio "TransMilenio" y en el 2000 entró en funcionamiento. Compuesto de vehículos articulados, que además dispone de servicios “alimentadores” a los barrios periféricos y los municipios metropolitanos. El sistema cuenta con 135 estaciones a lo largo de 11 zonas, y se calcula que 1 700 000 personas lo usan a diario, convirtiéndose en uno de los sistemas de autobús de tránsito rápido más grande del mundo. Esta red cuenta con servicio de cicloparqueo, que no tiene costo adicional.
En agosto de 2023, se inició el proyecto liderado por la Alcaldía de Bogotá, que obtiene la implementación de producción de hidrógeno en bajas emisiones para el medio ambiente, con el nuevo bus con hidrógeno verde ensamblado en Colombia, lo que con el trabajo de la empresa marcopolo ubican este tipo de vehículo público como una buena alternativa de un transporte limpio en la ciudad.

### Metro

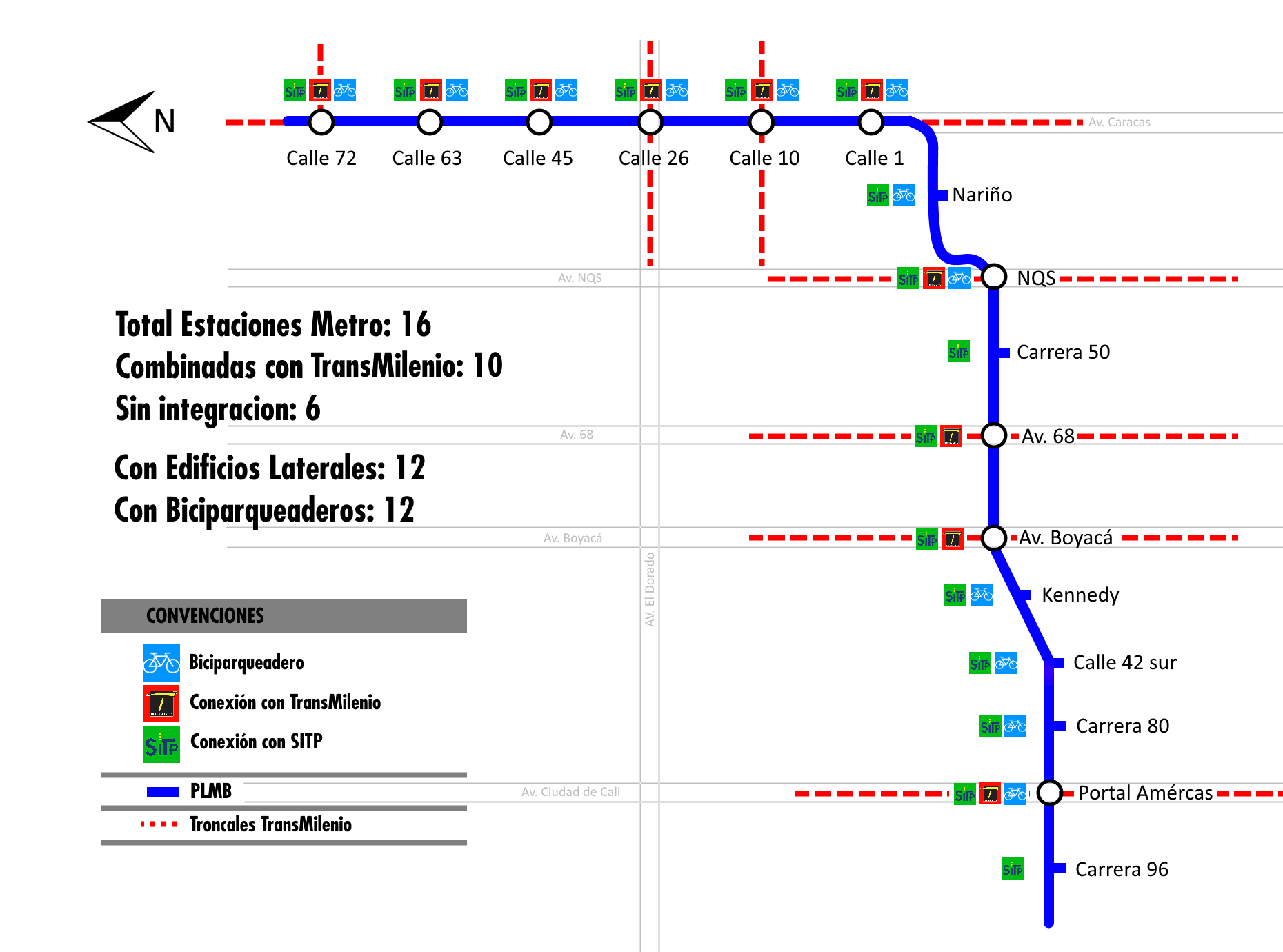
Mapa de la primera línea de metro que fue adjudicada en 2019

Durante más de 60 años ha estado en debates y aplazamientos el proyecto de construcción de la primera línea del Metro de Bogotá. En 2020 se dio oficialmente inicio a las actividades de diseño, construcción y operación de la primera línea del metro, la cual fue adjudicada a la empresa china China Harbour Engineering Company Ltd. (CHEC) a finales de 2019. Se espera que esta primera línea sea realidad en marzo de 2028.
Según el diseño actual, será una línea elevada con alto impacto en el desarrollo urbanístico de la ciudad, que servirá para aliviar el sistema de buses que actualmente se congestiona mucho y necesita un apoyo ferroviario, a su vez la adición del sistema de metro mejorará significativamente la infraestructura de la ciudad, beneficiando directamente a 8 localidades de esta.
Se espera que para mediados del 2028, según la alcaldía de la ciudad, se tenga lista la primera línea del Metro elevado; que lleva hasta la fecha más de un 50% de avance en sus obras y la cual inició su construcción por el patio taller ubicado en la Localidad de Bosa.

### RegioTram
RegioTram será de tipología Tren-Tram para dotar a Bogotá y sus alrededores de un medio de transporte rápido, ecológico, seguro e integrado en el área urbana que aporte al usuario una alternativa de transporte a los sistemas de transporte público tradicionales existentes en la forma de un metro ligero regional, que fue adjudicado en 2019 a la empresa China Civil Engineering Construction Corporation (CCECC) y empezará a operar entre 2023 y 2024.
En los tramos interurbanos actúa como un tren de cercanías con velocidades de hasta 100 kilómetros por hora y que circula también en el ámbito urbano en formato tranvía, lo que permite una integración en la trama de la ciudad y acorta la duración del viaje, al evitar intercambios modales.

### Sistema Integrado de Transporte Público

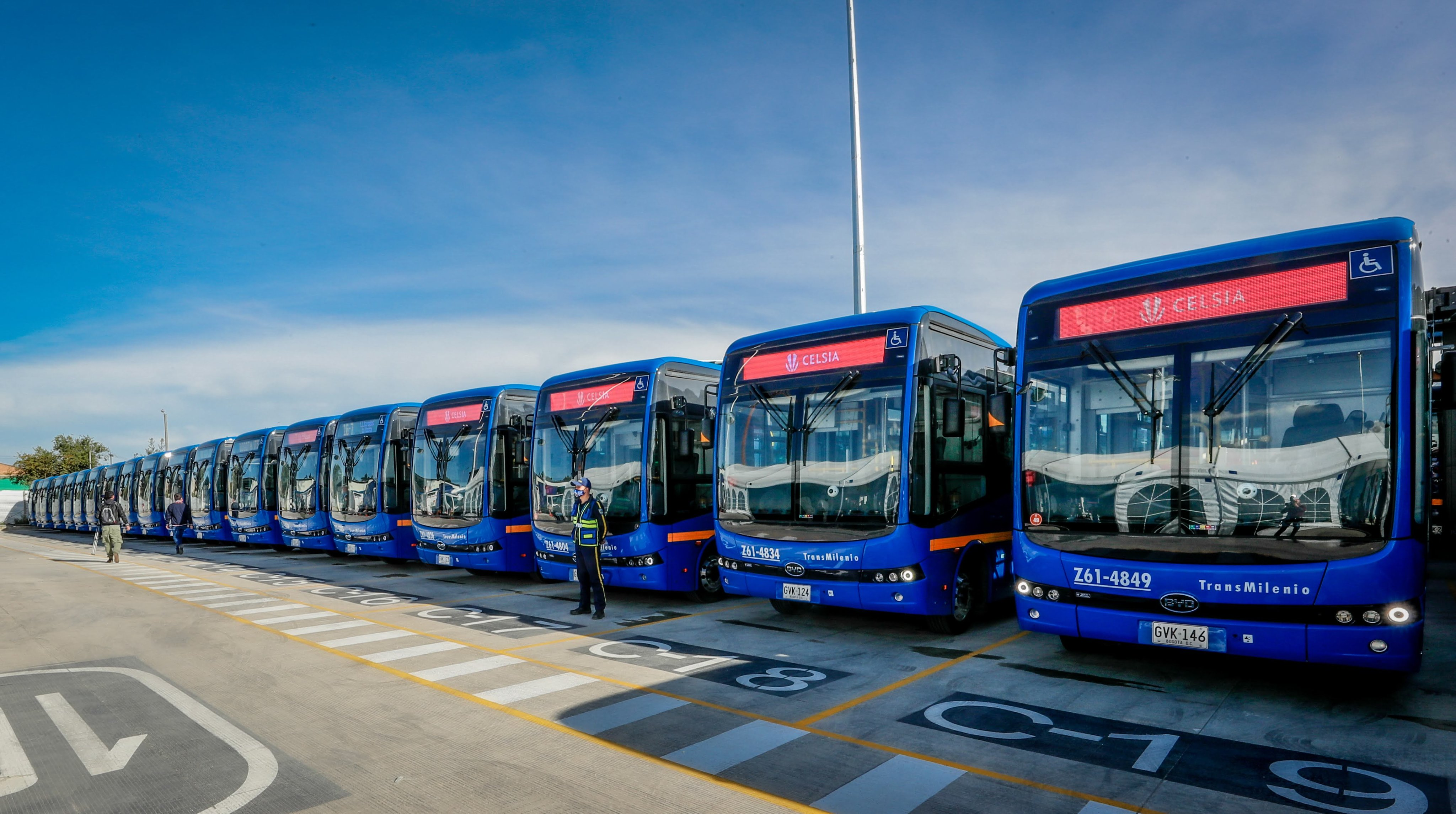
Buses 100 % eléctricos. Sistema Integrado de Transporte Público (SITP).

Bogotá cuenta con más de 498 rutas del Sistema Integrado de Transporte de Bogotá (SITP) Los buses o busetas circulan por la Red Vial de acuerdo a un conjunto de rutas establecidas a partir de 2012. Los pasajeros abordan el bus en paraderos o estaciones determinadas.

### Modos activos
Como un elemento de recreación, la ciudad implementó la ciclovía recreativa, desde finales de los años 1970 durante los domingos. A finales de los años 1990 se implementó una red de ciclorrutas (la más extensa de Latinoamérica). Bogotá es un ícono mundial por la promoción del uso de la bicicleta como modo de transporte alternativo. La red de 532 kilómetros de ciclorrutas, la jornada del Día Sin Carro, la Ciclovía dominical, la Ciclovía Nocturna que se hace en diciembre, el importante número de colectivos que promueven la bicicleta y aproximadamente 450 000 viajes que se hacen en la ciudad corroboran por qué Bogotá es un ejemplo para el mundo de movilidad sostenible. Por eso Bogotá es visitada por cientos de personas que cada año vienen a conocer la infraestructura que existe para los ciclistas, para participar de eventos o para tener una experiencia en bicicleta. Eso ha permitido que Bogotá sea catalogada como una de las ciudades más amigables para los ciclistas.

### Otros
El pico y placa ha generado controversia y reconocimiento mundial a la ciudad por sus políticas a favor del espacio público y los peatones.
Los fines de semana y festivos, la línea férrea se utiliza para el Tren Turístico de la Sabana de Bogotá.
Además, el Tren de la Sabana de lunes a viernes transporta estudiantes de universidades ubicadas en municipios aledaños a la Ciudad de Bogotá, entre las cuales se encuentran la Universidad de la Sabana, la Universidad El Bosque, con su sede de Chía, y la Universidad Militar Nueva Granada.
Los domingos y días festivos, algunas de las principales vías de la ciudad son cerradas para dar paso a las ciclovías, lugares de deporte y esparcimiento en los cuales solo peatones y bicicletas pueden circular.

### Transporte interurbano

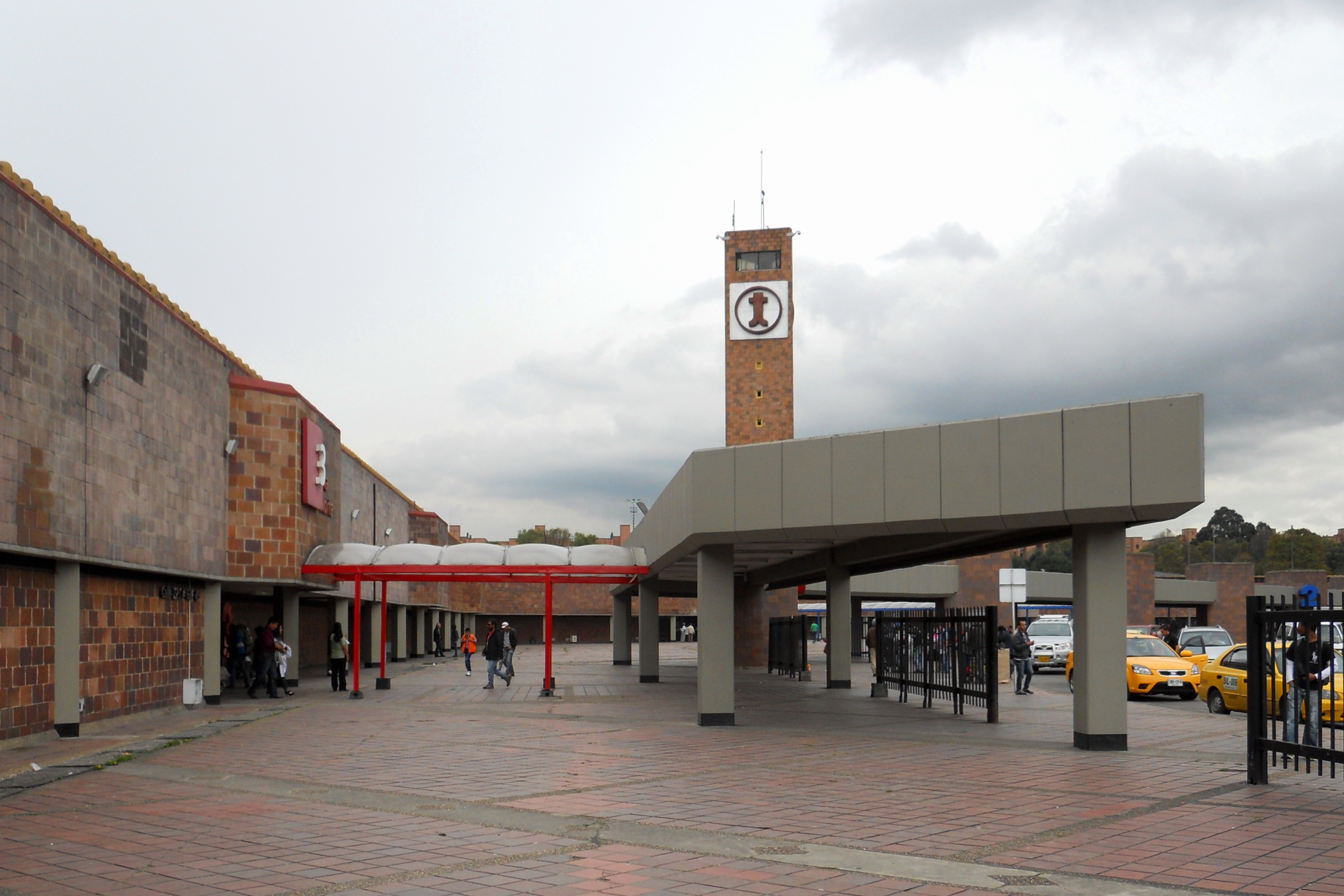
Terminal de transporte terrestre de Ciudad Salitre

#### Terminal Central
Actualmente Bogotá tiene una terminal central de pasajeros y carga ubicada en Ciudad Salitre Occidental, sin embargo estudios realizados contemplan la ubicación de cuatro terminales en las salidas de la ciudad (sur, norte, oriente y occidente), creando así un sistema de terminales de buses interurbanos.

#### Terminal del Sur
Es la primera terminal satélite que actualmente está en servicio, está ubicada en la Localidad de Bosa en un predio de 22 000 m² y funciona en una primera etapa de forma complementaria como terminal de paso. En el 2011 se hicieron adecuaciones operaciones y adquisición de predios para operar como terminal origen - destino.

#### Terminal del Norte
Es un terminal satélite, a pocos metros de la estación Terminal del Sistema TransMilenio en la avenida paseo de los Libertadores con calle 193 (sector de El Cangrejal), en la localidad de Usaquén, presta sus servicios para las poblaciones de la Sabana de Bogotá (que paran actualmente en dicho portal) y este de Cundinamarca (que se acceden por La Calera y Choachí), así como Boyacá y Santander. Esta terminal entró en operaciones en 2018.

### Transporte aéreo
El Aeropuerto Internacional El Dorado de Bogotá, es el más importante del país, es el 1.ª de carga en América Latina y 2.º en pasajeros. Con un muelle nacional y otro internacional, además de un terminal de carga compuesto por dos muelles. Este aeropuerto maneja varios destinos nacionales e internacionales. En 1981 fue inaugurado un terminal anexo denominado Puente Aéreo, administrado por la aerolínea Avianca, y en 1998 se inauguró una segunda pista. Anexo a El Dorado se encuentra la Base Militar CATAM, reservado para vuelos militares y gubernamentales. Este complejo (Aeropuerto Internacional, Puente Aéreo y CATAM) conforma el aeropuerto con mayor volumen de carga y el segundo en cuanto a pasajeros en Latinoamérica solo por detrás del Aeropuerto Internacional de San Pablo-Guarulhos.

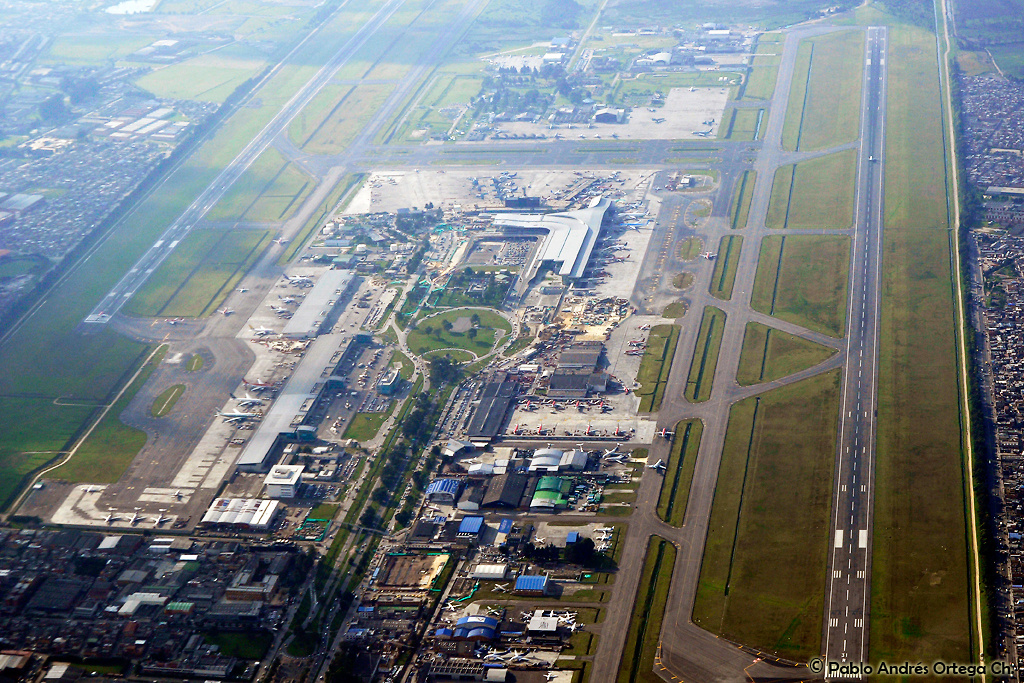
Aeropuerto Internacional El Dorado

Adicionalmente, en la zona rural de Suba, se encuentra el Aeropuerto Guaymaral, que permite el aterrizaje de pequeñas aeronaves y maneja la operación aérea de la policía metropolitana.

## Salud

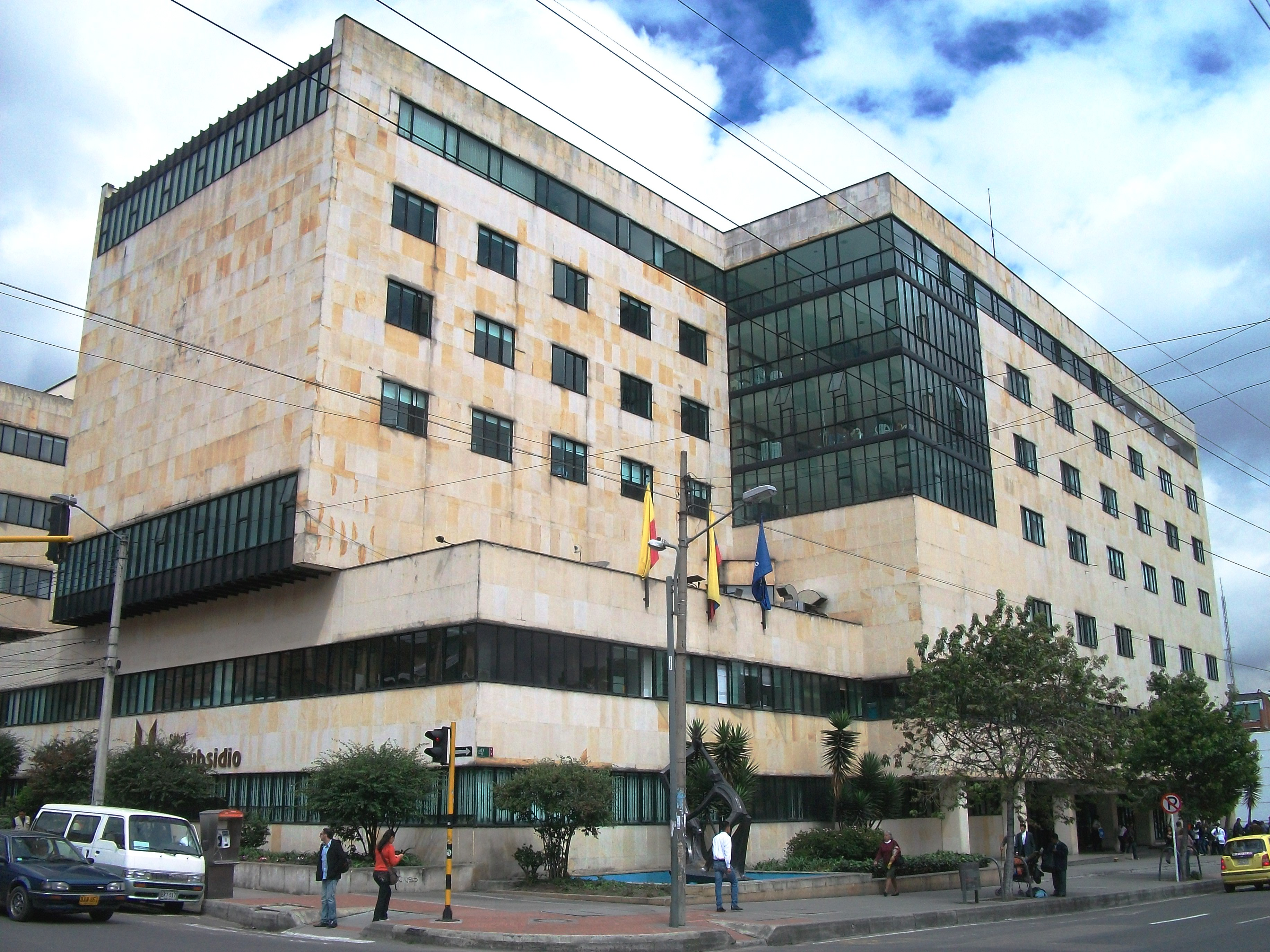
Clínica Infantil Colsubsidio en la calle 67

Bogotá cuenta con una red de instituciones prestadoras de servicios en salud adscritas a la Secretaría de Salud Distrital; dichas instituciones se agrupan en tres niveles de acuerdo a la atención que prestan: el primer nivel cuenta con 10 hospitales que ofrecen atención básica, medicina general, exámenes de laboratorio, urgencias, hospitalización y odontología; el segundo nivel cuenta con 7 hospitales, los cuales aparte de los servicios del primero ofrecen además atención en especialidades básicas, optometría y psicología; el tercer nivel congrega a 5 hospitales, los cuales prestan adicionalmente servicios de subespecialidades tales como cardiología, neurología, genética, dermatología, etc.
Adicionalmente, el Distrito Capital cuenta con 142 puntos de atención médica distribuidos en todas las localidades, en los cuales se puede acceder a servicios de diversa complejidad. La atención en cada institución está regida por los lineamientos de la ley 100 de 1993 y sus decretos reglamentarios, los cuales establecen el régimen subsidiado para los usuarios. En la actualidad existen 22 entidades prestadoras de salud (EPS), las cuales tienen una cobertura de 4 963 607 usuarios de acuerdo con las estadísticas presentadas por el Ministerio de Protección Social correspondientes al 30 de noviembre de 2005. La capital recientemente ha venido constituyéndose en destino para nacionales y extranjeros, que buscan tratamientos médicos, debido a la presencia de instituciones médicas reconocidas a nivel internacional, como la Clínica Barraquer (especializada en Optometría y Oftalmología) y la Fundación Abood-Shaio, así como también centros de tratamiento de cáncer, tratamiento de enfermedades neurológicas y de cirugía plástica y reconstructiva, además de la existencia de varios bancos de sangre, tejidos y células madre.

## Educación

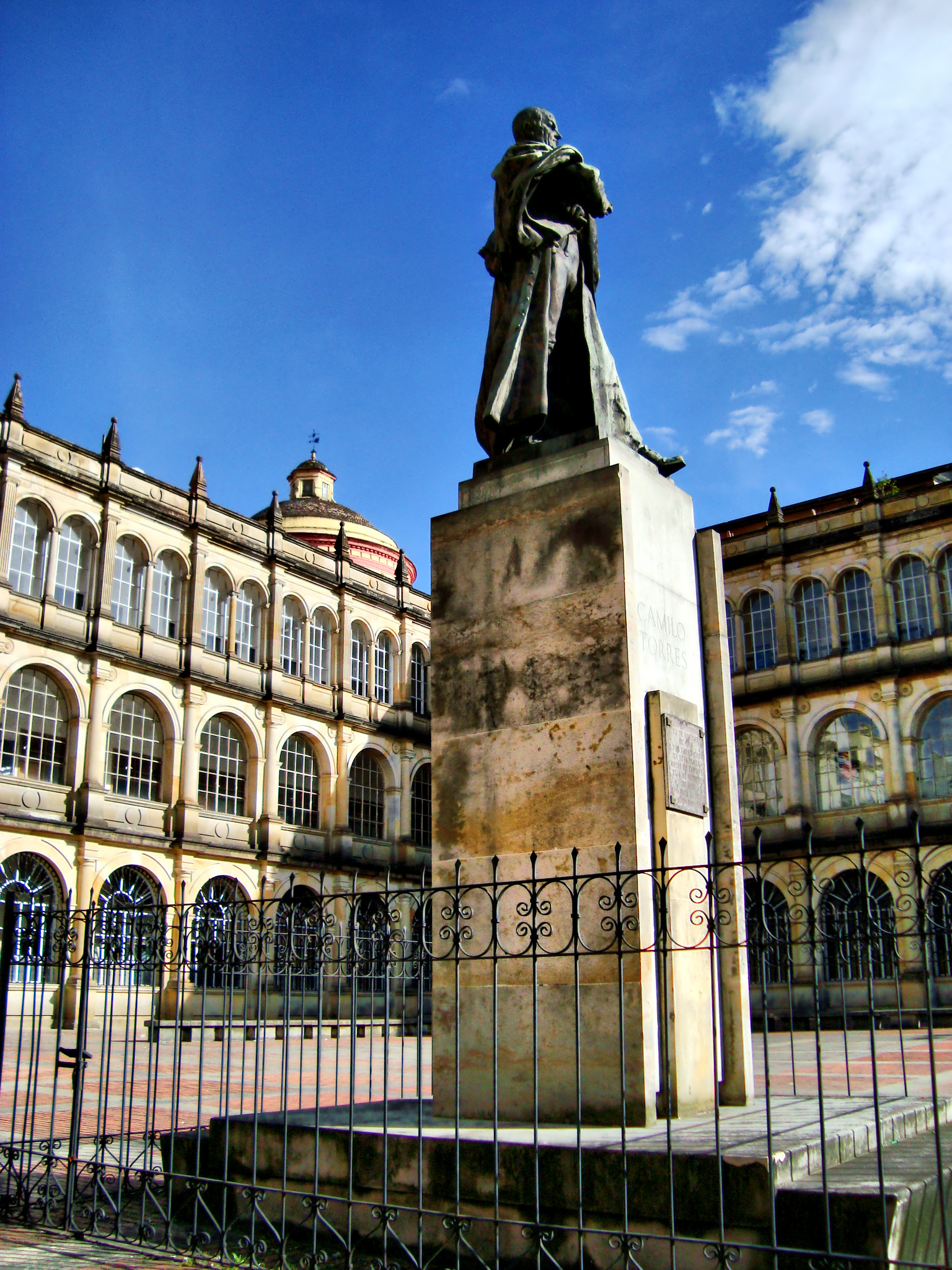
El tradicional Colegio Mayor de San Bartolomé

La ciudad cuenta con un sistema educativo que cubre los niveles de primaria, secundaria y universitario. Debido a la constante migración de personas hacia la capital del país, la disponibilidad de cupos para acceder a la educación que ofrece el Estado es a menudo insuficiente. La ciudad cuenta además con un variado sistema de colegios y escuelas de carácter privado, entre los que se incluyen bilingües, militares, técnicos, campestres, de comunidades religiosas, así como en diferentes calendarios escolares y horarios de estudio.
De acuerdo con el Sistema Nacional de Información de Educación Superior del Ministerio de Educación, la ciudad cuenta con un total de 104 instituciones de educación superior, tanto de carácter público como de carácter privado. En Bogotá se encuentra la mayor oferta universitaria del país; cuenta con 450 000 estudiantes de educación superior y 70 000 graduados de educación superior.
En la ciudad se encuentra la sexta universidad inaugurada en el continente americano: la Universidad Santo Tomás, fundada el 13 de junio del año 1580 por la Orden Papal en Roma y denominada como el "Primer Claustro Universitario de Colombia".
Adicionalmente, Bogotá cuenta con 9 de las mejores universidades del país según el Ministerio de Educación Nacional, todas con acreditación de alta calidad del Consejo Nacional de Acreditación (CNA), estas son: La Universidad Nacional de Colombia, la Universidad de los Andes, la Pontificia Universidad Javeriana, la Universidad Pedagógica Nacional, la Universidad de La Salle, la Universidad del Rosario, la Universidad Jorge Tadeo Lozano, la Universidad El Bosque, la Universidad Externado de Colombia y la Universidad Santo Tomás.
También se destacan otras universidades como la Universidad EAN, la Universidad Libre, la Universidad La Gran Colombia, la Universidad Militar Nueva Granada, la Universidad Católica de Colombia, la Escuela Colombiana de Ingeniería, la Universidad de Ciencias Aplicadas y Ambientales, la Universidad de San Buenaventura, la Universidad Autónoma de Colombia, la Universidad Antonio Nariño, la Universidad Central, la Universidad Sergio Arboleda, la Universidad Piloto de Colombia, la Universidad ECCI, la Corporación Universitaria Minuto de Dios (UNIMINUTO), la Fundación Universitaria del Área Andina, la Corporación Unificada Nacional de Educación Superior (CUN), Universidad Cooperativa de Colombia, y la Universidad Colegio Mayor de Cundinamarca.
La ciudad cuenta con la Universidad Distrital Francisco José de Caldas, que es la institución oficial de educación superior del Distrito Capital. También cuenta con la Ciudad Universitaria de la Universidad Nacional de Colombia que constituye el campus universitario más grande del país y se encuentra ubicada en el tradicional sector de Teusaquillo. En la localidad de La Candelaria se concentran diversas universidades privadas.
En la ciudad se encuentran las instituciones de formación militar para futuros oficiales del Ejército Nacional de Colombia (Escuela Militar de Cadetes General José María Córdova) y de la Policía Nacional de Colombia (Escuela de Cadetes de Policía General Santander), así como la institución que brinda formación a los oficiales superiores de todas las Fuerzas Militares de Colombia (Escuela Superior de Guerra).
El sistema educativo de la capital de la república colombiana es excelente excepto por sus casos de discriminación. Estos casos son mayormente sucedidos en las instituciones educativas, los tipos de discriminaciones más comunes son: Racismo, xenofobia y regionalismo

## Cultura

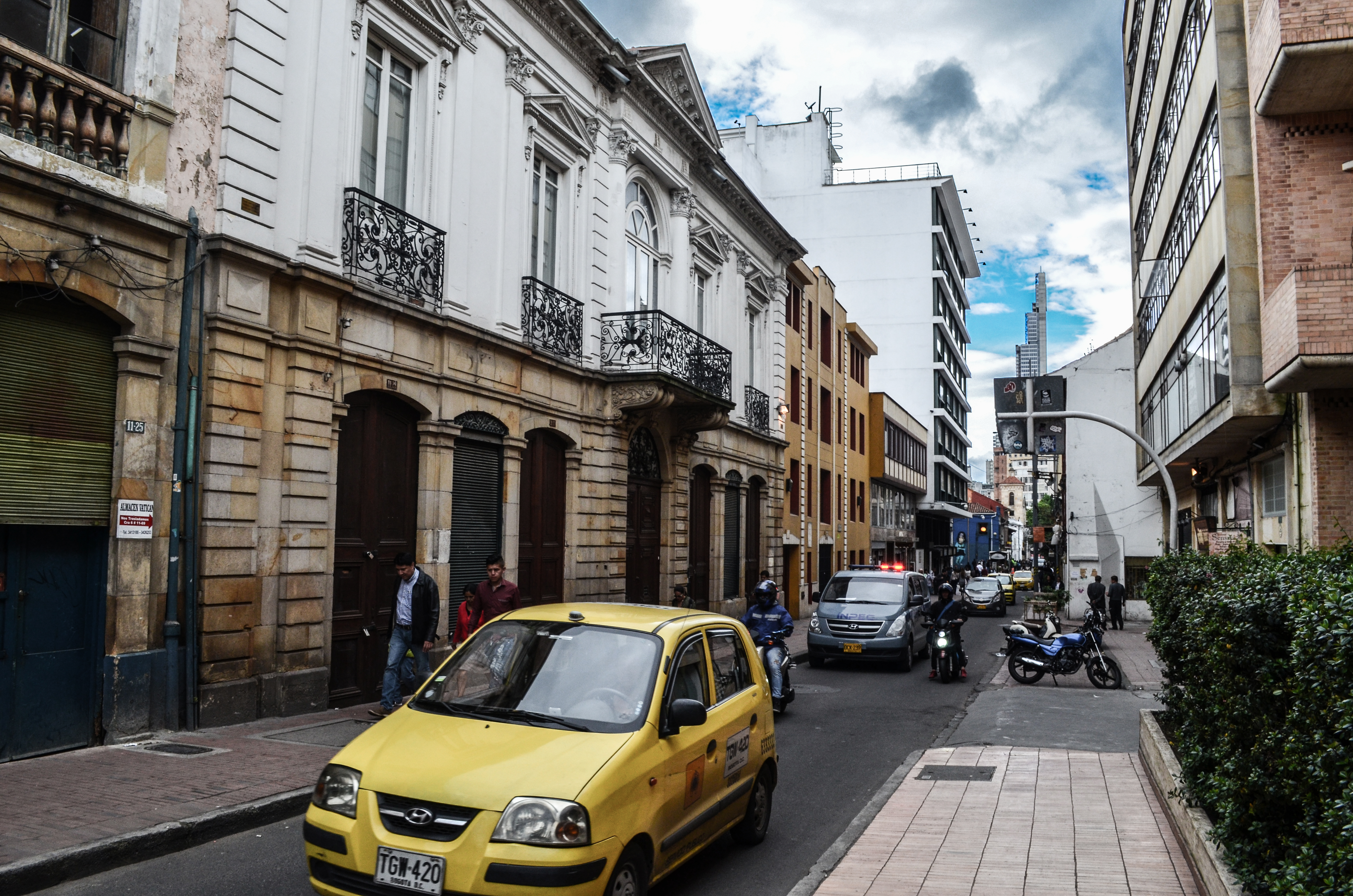
Centro de Bogotá

Bogotá ha sido llamada «La Atenas Sudamericana», apodo que se fortaleció a finales del siglo XIX y principios del XX, por iniciativa del escritor español Marcelino Menéndez Pelayo, debido a la gran admiración que tenía por los filósofos colombianos, entre ellos Rufino José Cuervo y Miguel Antonio Caro. La ciudad dispone de una amplia oferta cultural por su gran cantidad de museos (cerca de 90), galerías de arte (alrededor de 70), festivales de amplia trayectoria nacional e internacional, centros locales culturales y otro tipo de lugares dedicados a la cultura. Además, en los últimos años se han incrementando los conciertos de artistas de talla mundial, siendo la ciudad hoy en día una parada importante para los intérpretes que visitan Suramérica. 
En Bogotá residen personas provenientes de todo el país, quienes han venido contribuyendo a las antiguas tradiciones culturales típicas de la ciudad. Es de destacar que la Unesco otorgó a la ciudad el título de Capital mundial del libro en el año 2007. Además fue declarada la capital iberoamericana de la cultura ese mismo año. En mayo de 2012 la Unesco la designó como «Ciudad Creativa de la Música», como parte de la Red de Ciudades Creativas de la organización.

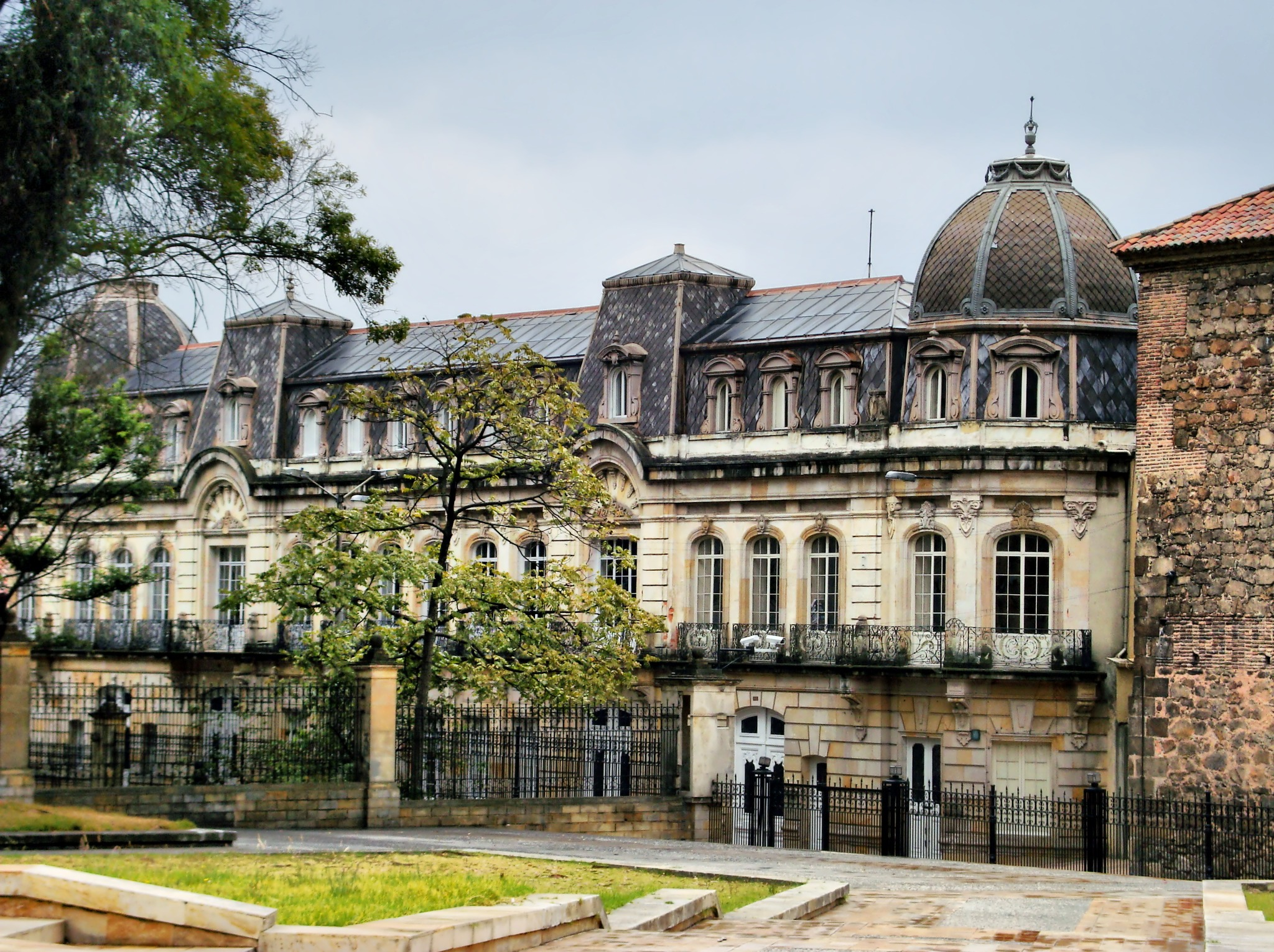
Palacio Echeverry, sede del Ministerio de Cultura.

El Centro de Ferias y Exposiciones de Corferias es sede de eventos de tipo cultural. Aquí se lleva a cabo la Feria Internacional del Libro de Bogotá, Expoartesanías, y ArtBo (Feria Internacional de Arte de Bogotá). Además, en 2008 corferias fue centro importante en el Festival Iberoamericano de Teatro y sede del Campus Party. El recinto también acoge eventos de otro carácter como la Feria Internacional de Bogotá (industria y comercio) que se realiza durante los años pares, y en el 2009 también fue sede de los Premios MTV para Latinoamérica.
Los Festivales al Parque son un conjunto de nueve eventos realizados a lo largo de cada año. Entre estos los más renombrados son: el Festival de Rock al Parque (recibe más de 500 000 asistentes en los tres días de celebración, uno de los mayores eventos gratuitos de rock en el mundo.), el Festival de Jazz al Parque, el Festival de Salsa al Parque, y Hip hop al parque realizados en el parque metropolitano Simón Bolívar. Este parque acoge además la inauguración y las actividades más importantes del Festival de Verano que se celebra en varios puntos de la capital durante el mes de agosto. En el año 2024 se incluyó en la oferta de festivales públicos Joropo al Parque en la Plaza de Bolívar, evento que resaltó la cultura llanera.
Otros eventos destacados son el Festival de la chicha, la vida y la dicha (declarado evento de interés cultural de Bogotá), el Carnaval de Bogotá, que se celebra el cumpleaños de la ciudad, y el Festival de Cine Europeo, muestra cinematográfica anual. Sin embargo uno de los eventos culturales más importantes de la capital es el Festival Iberoamericano de Teatro que se realiza cada dos años y es catalogado como uno de los más prestigiosos de América Latina.

### Arquitectura e infraestructura

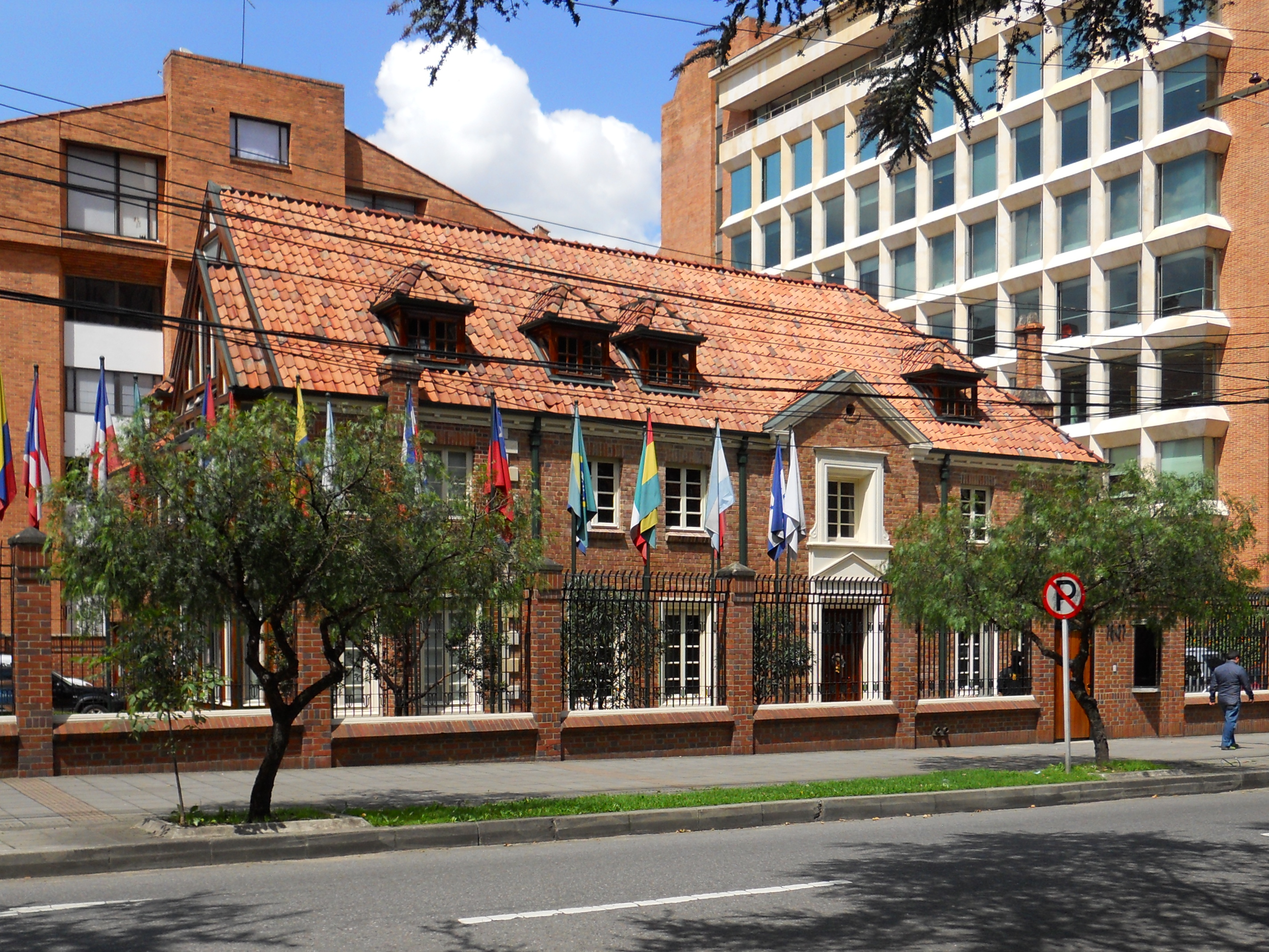
Arquitectura victoriana en Bogotá

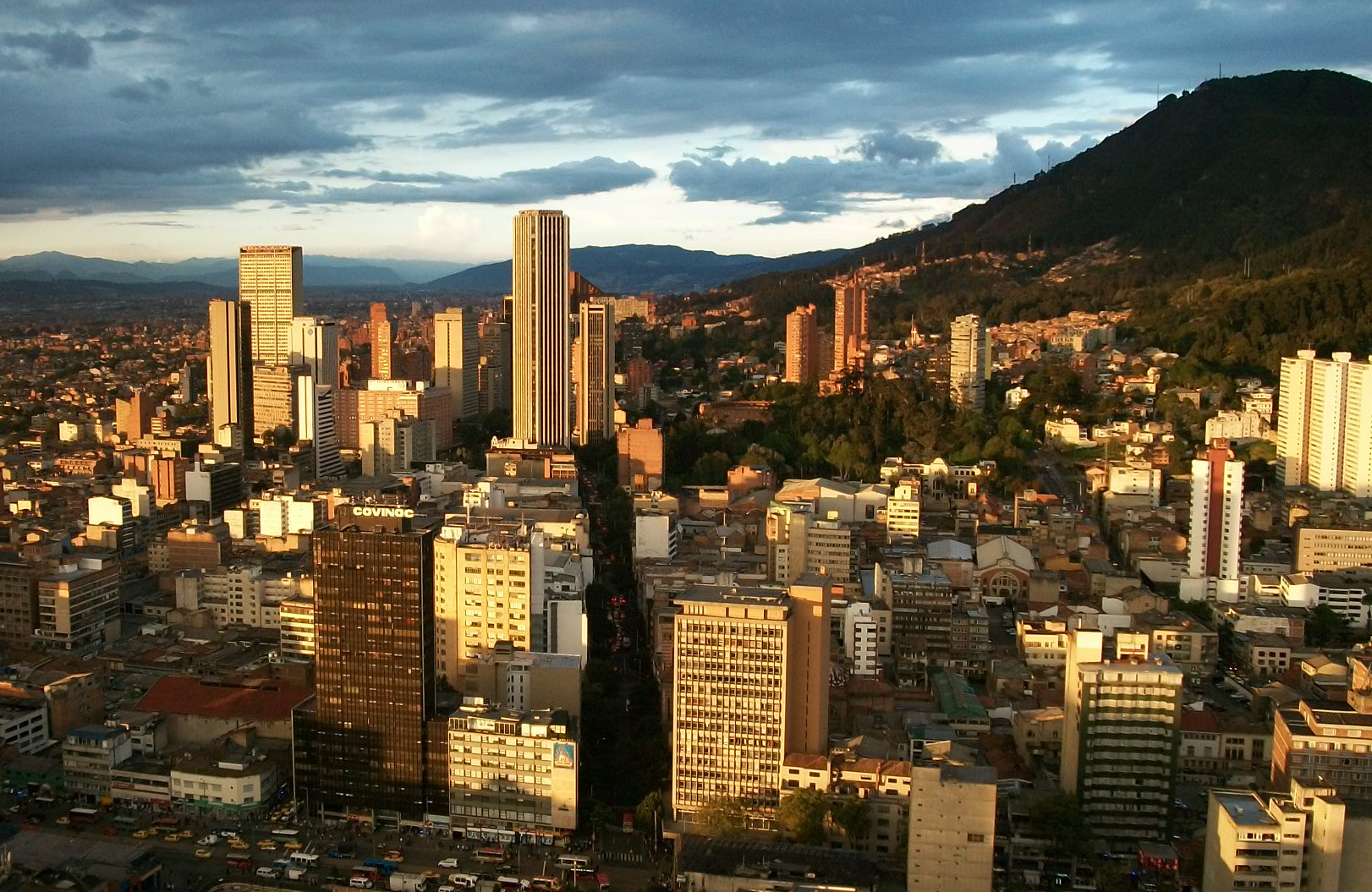
Centro internacional de Bogotá visto desde el Edificio Avianca

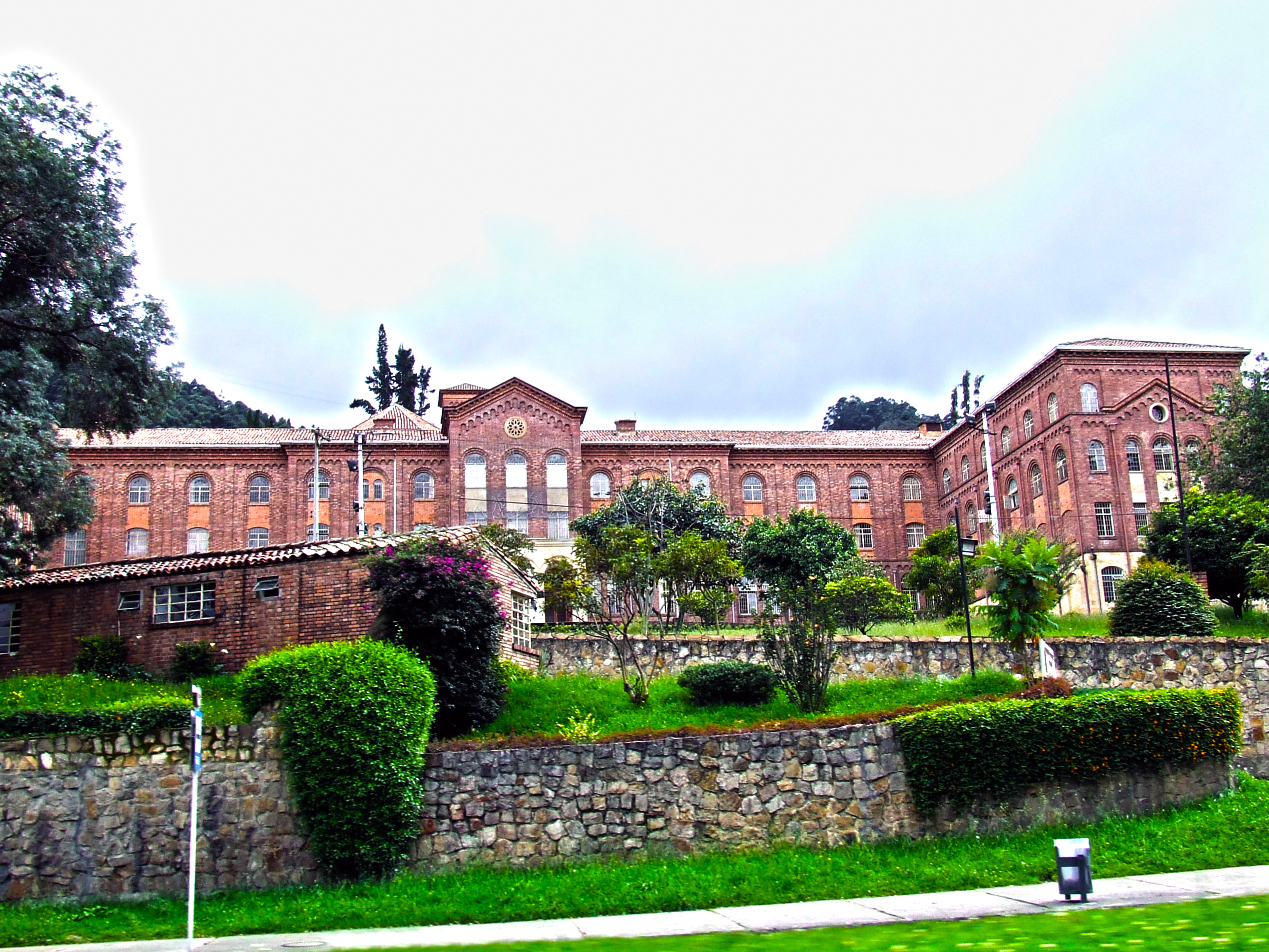
Seminario Mayor de Bogotá

En la ciudad se encuentra una infraestructura muy variada que va desde los llamados asentamientos informales, pasando por la arquitectura colonial y llegando hasta las construcciones contemporáneas. La morfología urbana y la tipología de las construcciones virreinales de Bogotá se mantuvieron hasta, incluso, finales del siglo XIX, mucho tiempo después de la Independencia de Colombia (1810).
El trazado urbano correspondía con el plano en damero implantado por las Leyes de Indias desde mediados del siglo xvi. Esta persistencia de la configuración colonial es visible, actualmente, en parte de La Candelaria, el centro histórico de Bogotá.
También hasta finales del siglo XIX, se mantuvieron las casas coloniales de máximo dos pisos, con patio central, techo a dos aguas, teja de barro y balcones volados. En algunos casos, estos balcones fueron cerrados con cristales durante el período Republicano, característica que distingue de forma particular la arquitectura del sector (por ejemplo, la Casa de Rafael Pombo, etc.).
La arquitectura republicana fue el estilo que prevaleció entre 1830 y 1930. Aunque hubo intentos por consolidar un lenguaje moderno, solo hasta la construcción de la Ciudad Universitaria o Ciudad Blanca para la Universidad Nacional de Colombia (1936-1939), se logró este propósito. El trazado de esta obra fue desarrollado por el arquitecto alemán Leopoldo Rother, aunque en el diseño de los edificios del campus, participaron otros arquitectos de tendencia racionalista.

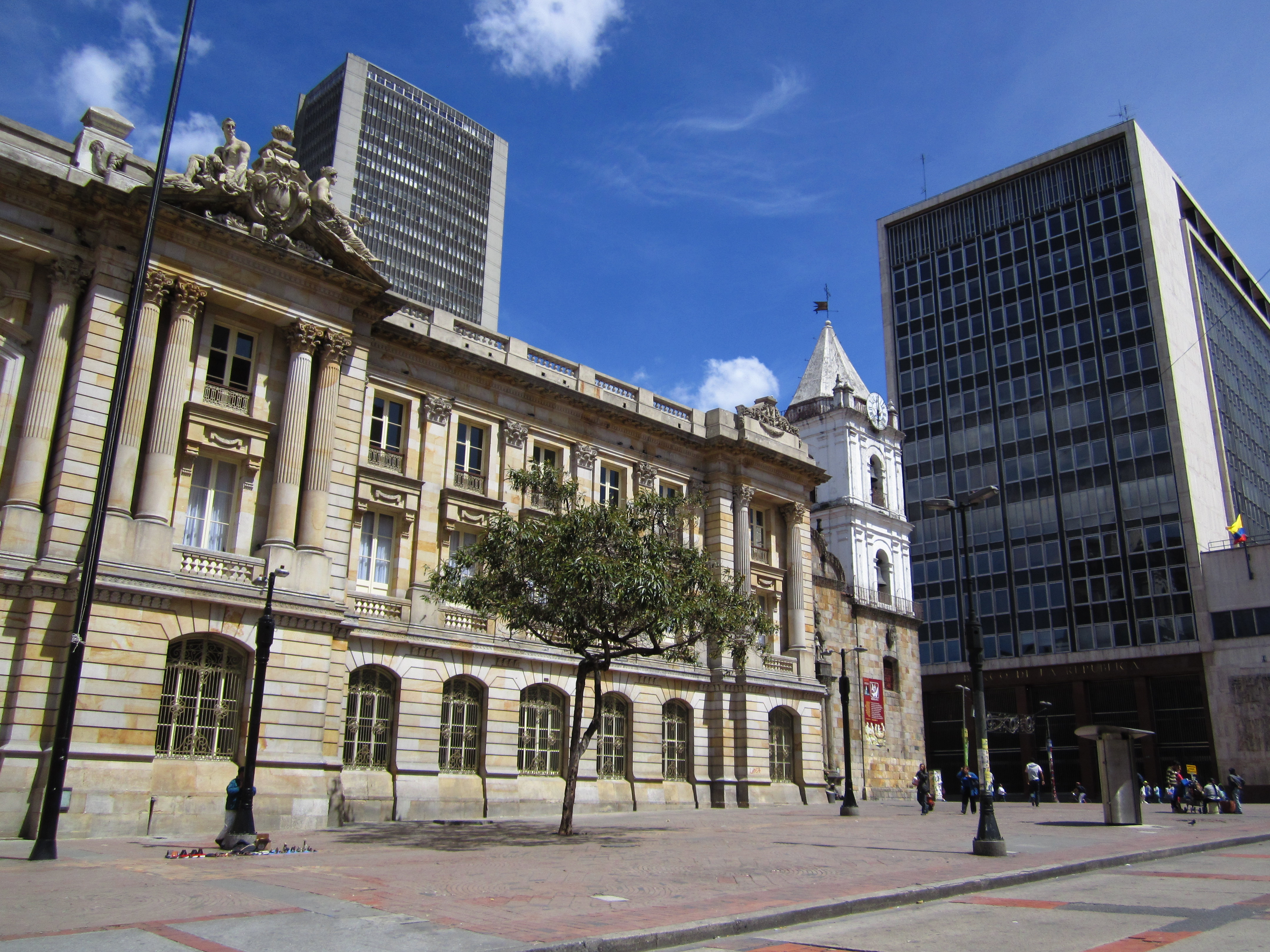
Bogotá se caracteriza por sus contrastes arquitectónicos entre los estilos colonial, moderno y republicano.

Además de esta vertiente, también se desarrollaron obras de estilo art decó, expresionista y de arquitectura orgánica. Está última tendencia fue acogida por arquitectos bogotanos de la segunda mitad del siglo XX como Rogelio Salmona.
En 2006 Bogotá recibió The Golden Lion Award en la Décima Exhibición Internacional de Arquitectura de La Biennale de Venezia, en reconocimiento a «sus esfuerzos hacia la inclusión social, la educación, la vivienda y el espacio público especialmente a través de innovaciones en transporte».

#### Edificios

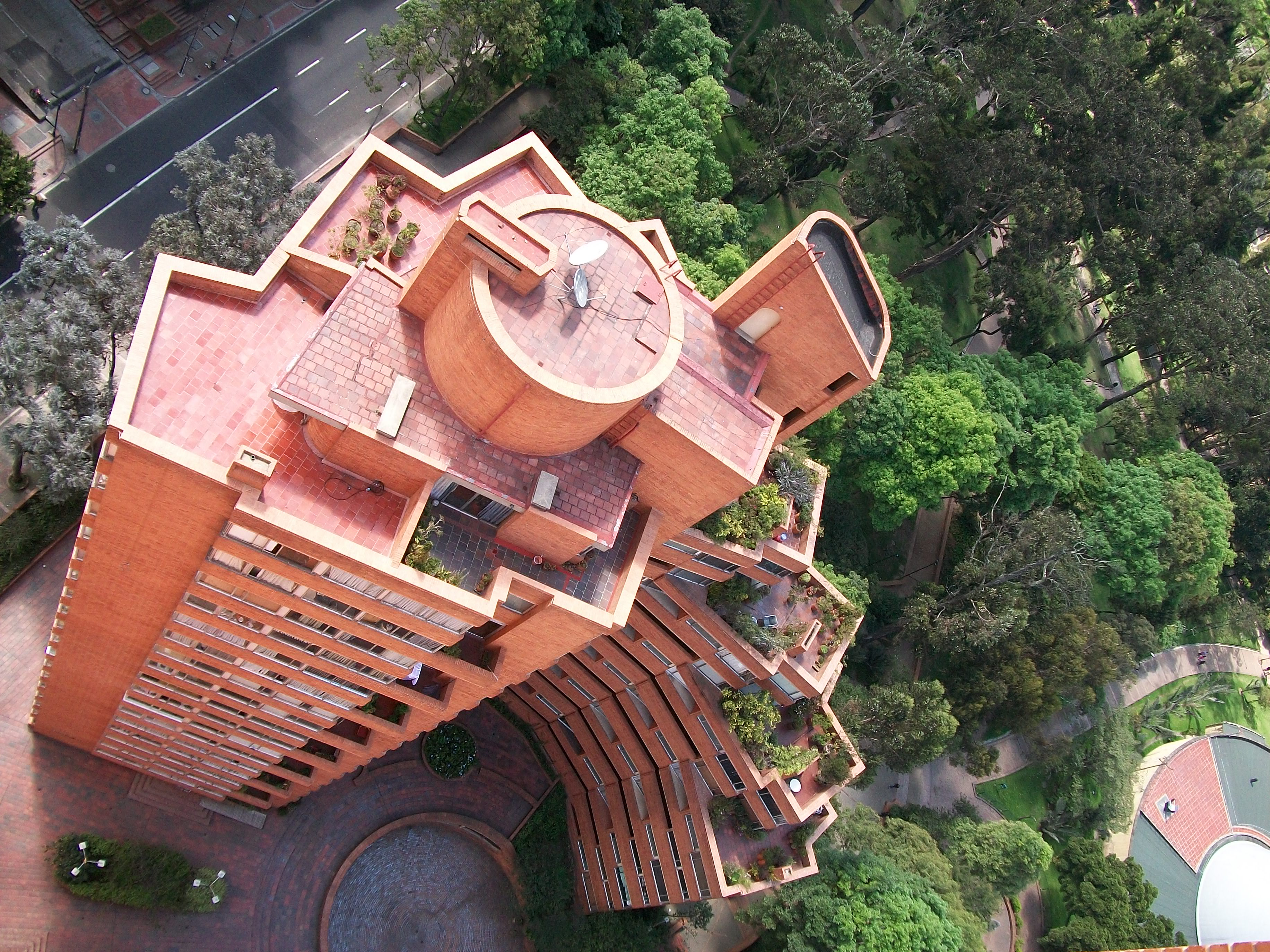
Torres del Parque, ícono de la arquitectura bogotana.

Bogotá alberga los edificios más altos del país. El BD Bacatá es un conjunto de dos torres de 67 y 56 pisos, de 216 m y 167 m de altura, se ubica en la carrera Quinta con calle Diecinueve. Desde abril de 2015, la más alta de las torres es el edificio más alto de Colombia. Actualmente en la ciudad se construyen el complejo de Torres Atrio, dos rascacielos de 268 y 200 metros respectivamente, que esperan ver la luz a finales de 2020 y 2022. La Torre Colpatria fue el edificio más alto de Colombia desde el año de su finalización en 1979. Cuenta con un distintivo sistema de iluminación nocturna desde 1998 y se ha convertido en un icono para la ciudad. En 2001, fue nombrada como Bien de Interés Cultural por la Alcaldía distrital. El Centro de Comercio Internacional es un rascacielos situado en el Centro Internacional de Bogotá. Con sus cincuenta pisos fue durante dos años el más alto de Colombia y Latinoamérica.
En la ciudad también se tiene planeada la construcción de un rascacielos denominado Forza Tower, el cual, con 457 metros de altura, podría convertirse en el más alto de Latinoamérica y de Colombia.

### Actividad literaria, bibliotecas y archivos

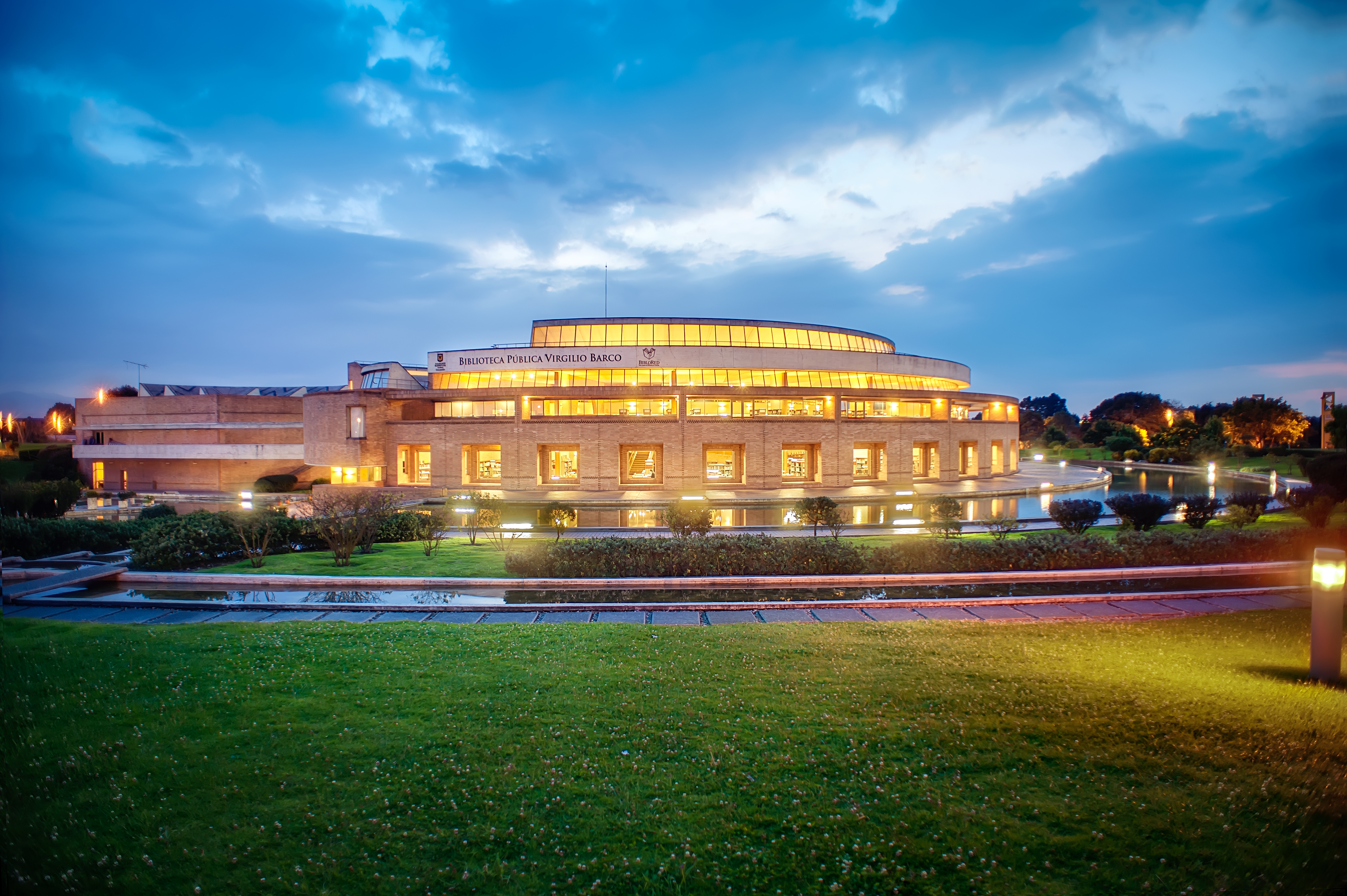
Biblioteca Virgilio Barco

La Unesco proclamó a Bogotá como Capital mundial del libro 2007, en reconocimiento a la actividad literaria de la ciudad. Se resaltaban programas como Libro al Viento, la red de bibliotecas públicas, BibloRed, y la presencia de organizaciones que, de manera articulada, trabajan por la promoción del libro y la lectura en la ciudad. También varias iniciativas específicas para el programa Capital Mundial del Libro y el compromiso de los grupos, tanto públicos como privados, involucrados en el sector del libro.
La Biblioteca Nacional de Colombia, dependiente del Ministerio de Cultura, y la Biblioteca Luis Ángel Arango, dependiente del Banco de la República, son dos de las mayores bibliotecas públicas de la ciudad. La primera cuenta con más de dos millones de ejemplares, con un importante fondo de libros antiguos. La segunda cuenta con casi dos millones de ejemplares. Con 45000 metros cuadrados y 10000 visitantes diarios, constituye uno de los centros culturales más dinámicos del continente. Del Banco de la República depende también la Biblioteca Alfonso Palacio Rudas, al norte de la ciudad, con cerca de 50000 ejemplares. Otras grandes bibliotecas públicas son: la Biblioteca del Congreso de Colombia (con 100000 ejemplares), la del Instituto Caro y Cuervo (con casi 200000 ejemplares, la más importante biblioteca latinoamericana en Filología y Lingüística), la Biblioteca de la Academia de Historia, la Biblioteca de la Academia de la Lengua, la Biblioteca del Instituto Colombiano de Antropología e Historia ICANH y numerosas bibliotecas universitarias.

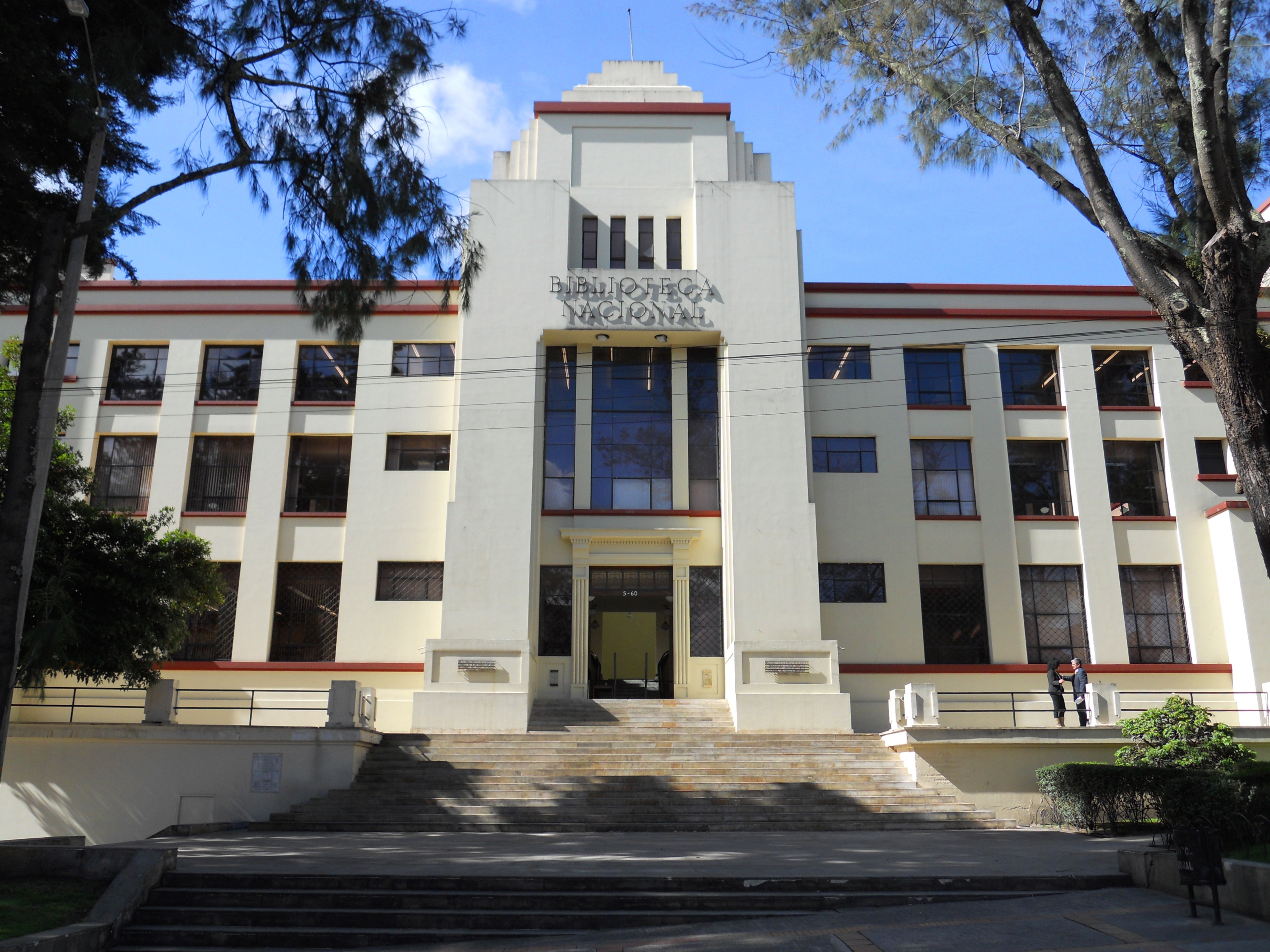
Biblioteca Nacional de Colombia
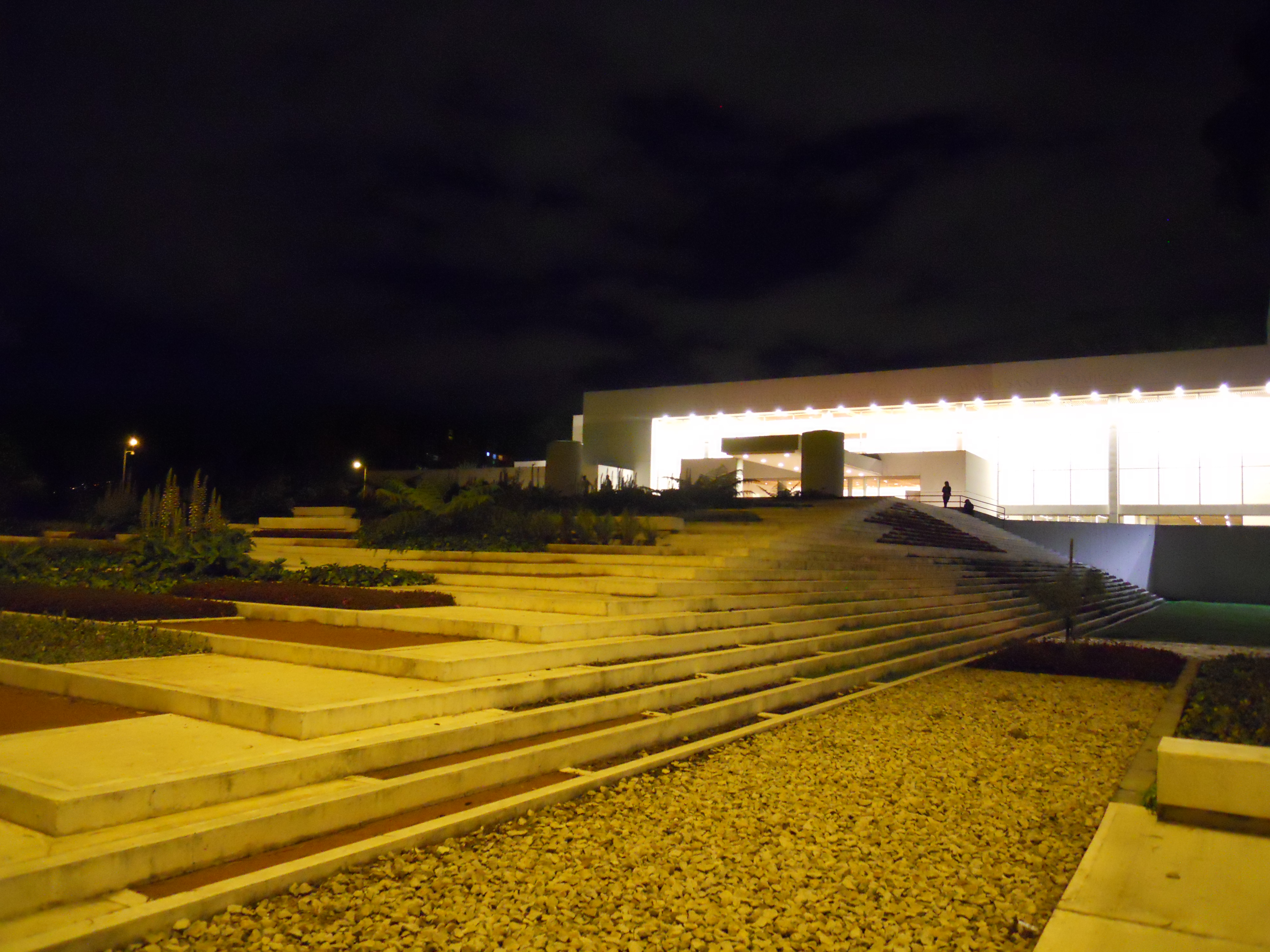
Centro Cultural Biblioteca Pública Julio Mario Santo Domingo
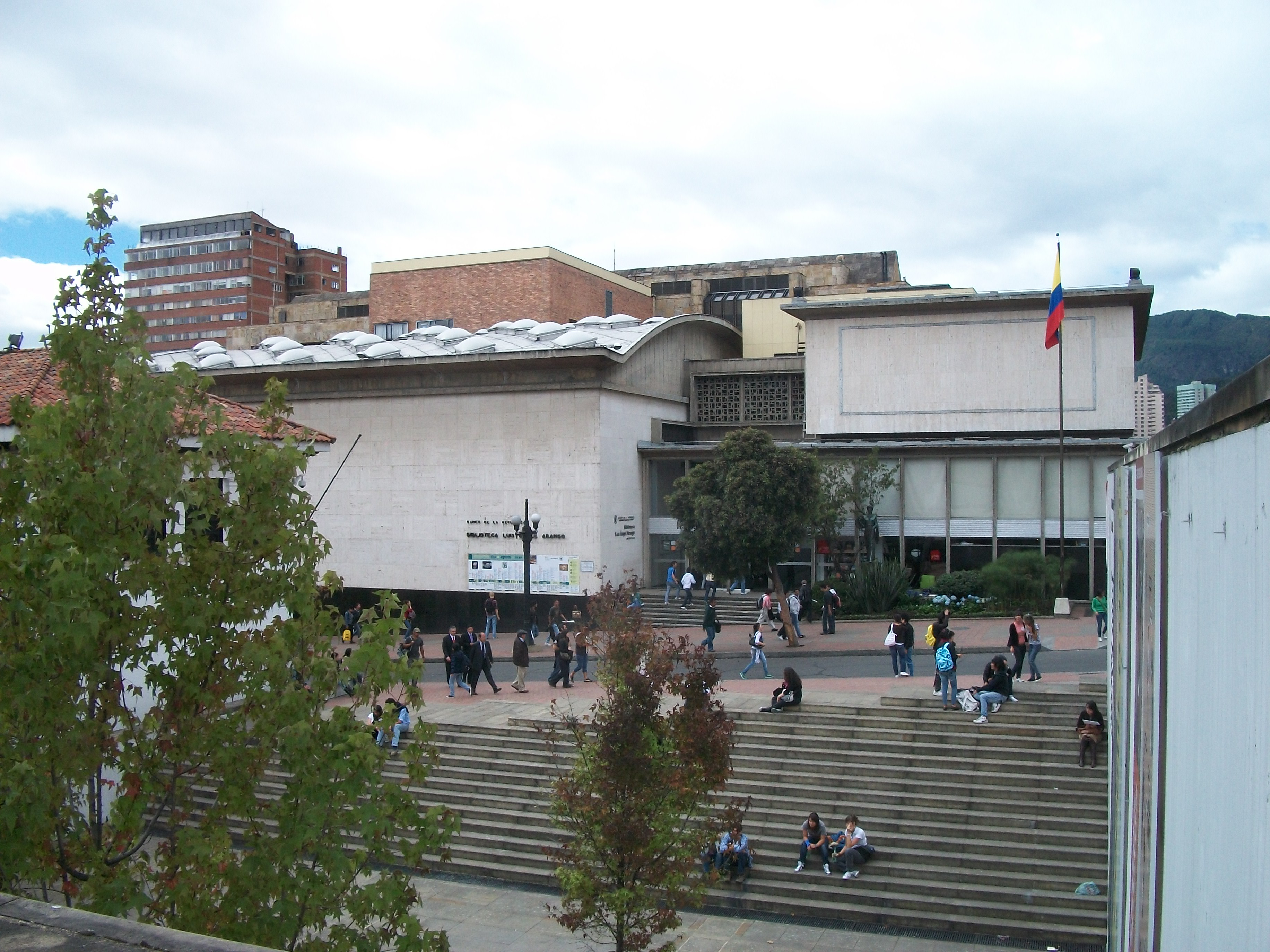
Biblioteca Luis Ángel Arango
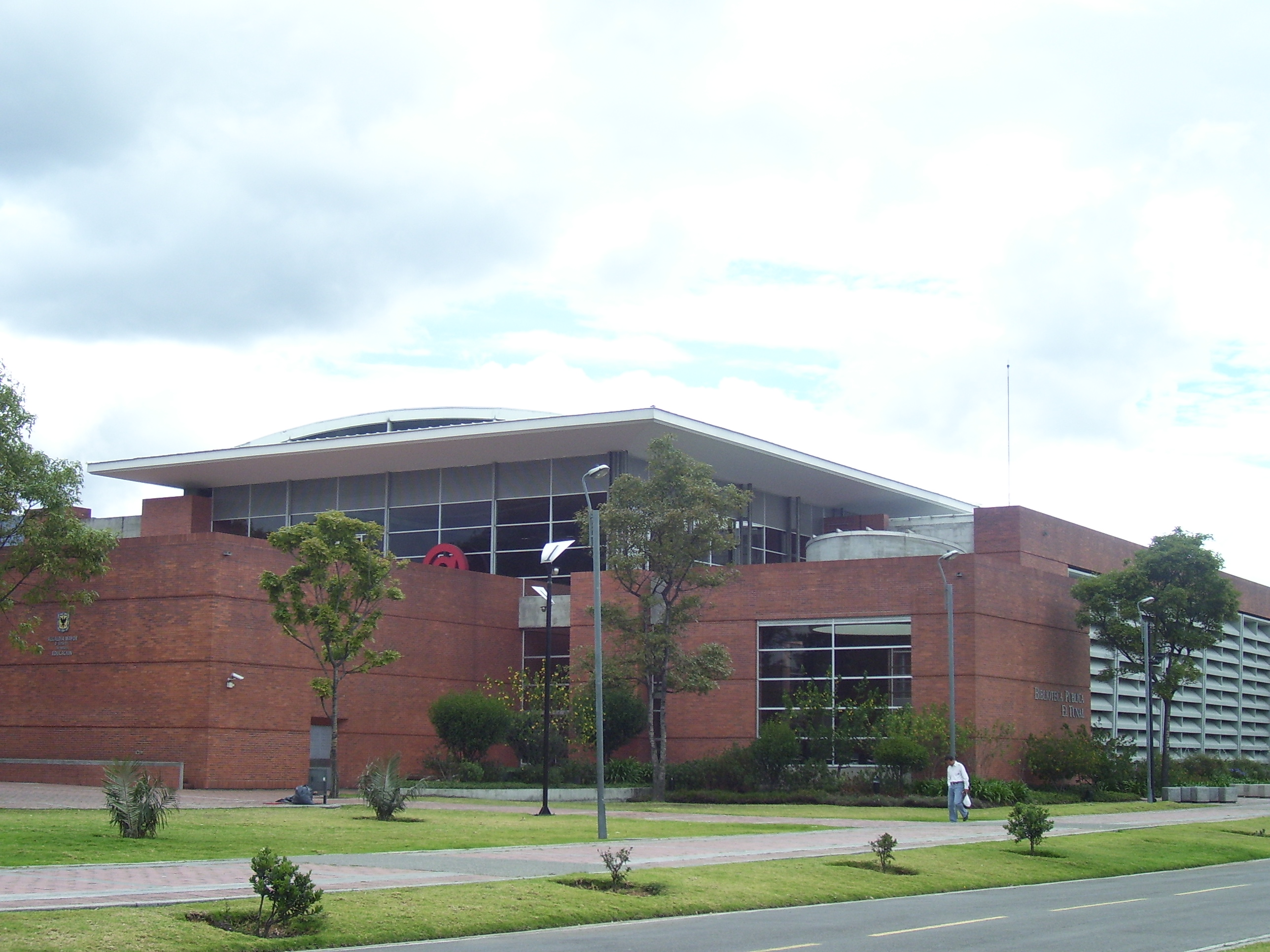
Biblioteca El Tunal
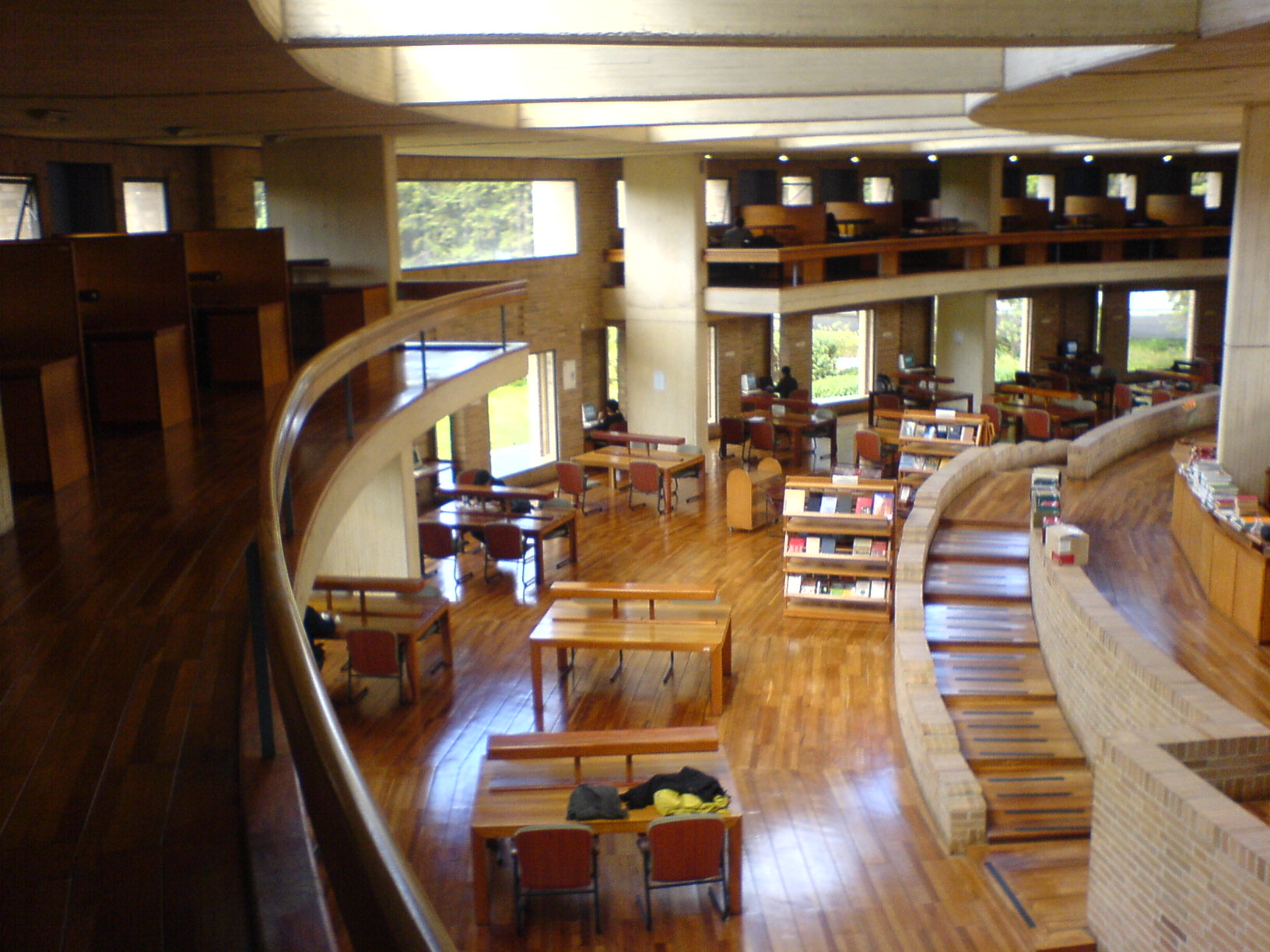
Biblioteca Ernesto Guhl en la Universidad Nacional de Colombia
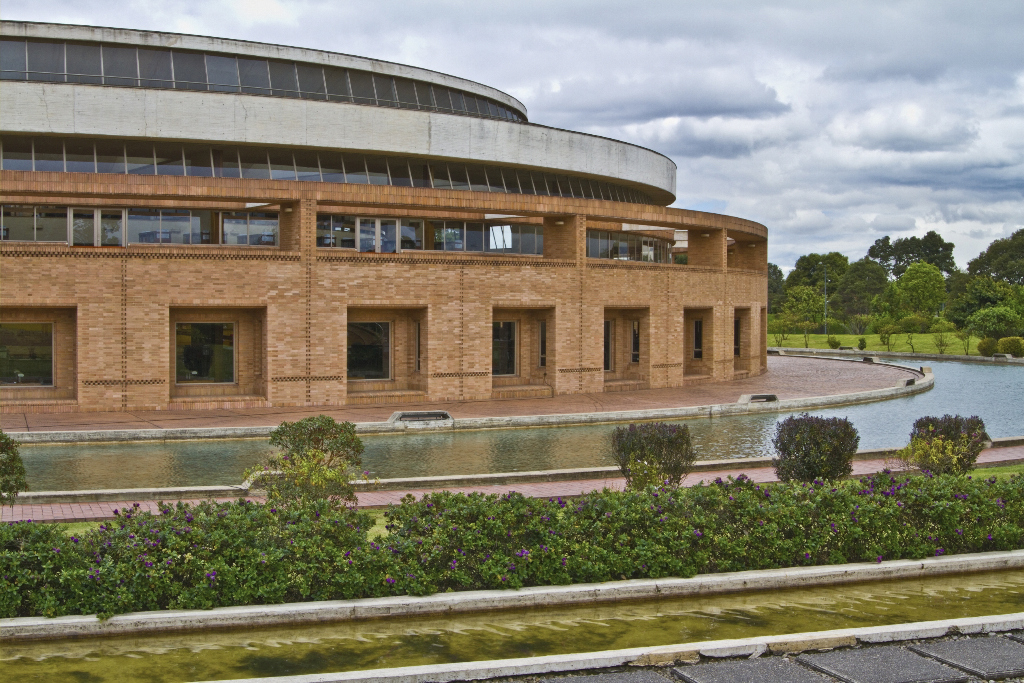
Biblioteca Virgilio Barco
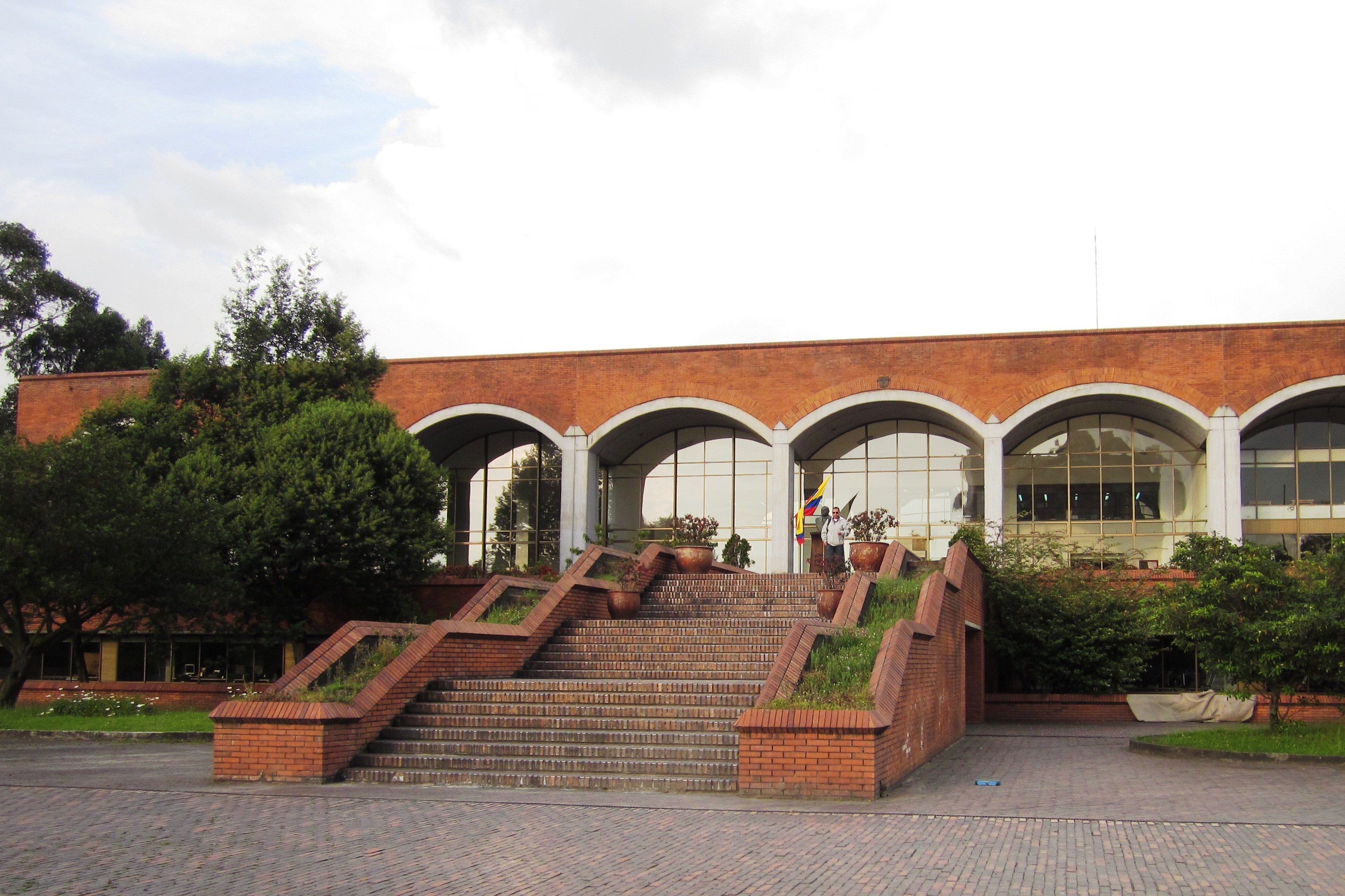
Hemeroteca Nacional Universitaria Carlos Lleras Restrepo

Desde 2001, además, la ciudad cuenta con la Red de Bibliotecas Públicas - Biblored, institución que administra 20 bibliotecas locales y de barrio, 4 grandes bibliotecas públicas (Biblioteca Virgilio Barco, Biblioteca El Tintal, Biblioteca El Tunal y Biblioteca Julio Mario Santodomingo), 96 paraderos para libros para parques, 12 bibloestaciones, 2 salas de lectura y la Biblioteca Digital de Bogotá. También cuenta con las seis sedes de la Red de Bibliotecas de la Caja de Compensación Familiar Colsubsidio y, con las bibliotecas y centros de documentación adscritos a instituciones como el Museo Nacional de Colombia (especializado en libros antiguos, catálogos y arte), el Museo de Arte Moderno de Bogotá, la Alianza Francesa, el Centro Colombo Americano, etc. Otro conjunto de bibliotecas de Bogotá lo constituyen las nuevas iniciativas colaborativas entre el Estado, la ciudad y organismos internacionales. Este es el caso del Centro Cultural Gabriel García Márquez, diseñado por encargo del Fondo de Cultura Económica de México, y el Centro Cultural Español, que empezará a construirse con fondos públicos bogotanos y del Gobierno Español en la carrera Tercera con avenida 19, en el centro de Bogotá.
Además de las bibliotecas, Bogotá cuenta con un conjunto de archivos históricos entre los que se destaca el Archivo General de la Nación que alberga cerca de 60 millones de documentos, siendo uno de los depositarios de fuentes históricas primarias más grande de América Latina. Cerca de su sede está el Archivo de Bogotá, inaugurado en 2003. Adicionalmente, existen archivos de consulta restringida debido a su importancia específica: el Archivo Musical de la Catedral Primada de Bogotá (con miles de libros de coro y cancioneros del período virreinal), el Archivo Arquidiocesano, el Archivo del Seminario Conciliar de Bogotá, el Archivo Histórico de la Universidad Nacional de Colombia y el Archivo de la Casa de la Moneda de Bogotá, dependiente del Banco de la República.

### Museos y galerías
La ciudad ofrece 90 museos y cerca de 70 galerías de arte, entre los que sobresalen el Museo Nacional de Colombia, cuyo acervo se divide en cuatro colecciones: arte, historia, arqueología y etnografía; y el Museo del Oro, con 35 000 piezas de oro y tumbaga, además de 30 000 objetos cerámicos, líticos y textiles, representa la mayor colección de orfebrería prehispánica del mundo.
También se destacan el Museo Botero, donde pueden encontrarse, además de 123 obras de Fernando Botero, 87 obras de artistas internacionales; el Museo de Arte Moderno de Bogotá que tiene una colección de artes gráficas, diseño industrial y fotografía; el Museo de Arte Colonial que reúne la más importante colección de arte virreinal de Colombia; y la Fundación Gilberto Alzate Avendaño, que además de realizar actividades relacionadas con las artes escénicas, presenta de forma temporal en sus salas exposiciones de arte.
Entre los museos de carácter científico están el Museo Arqueológico - Casa del Marqués de San Jorge que cuenta con cerca de 30 000 piezas de arte prehispánico; el Instituto de Ciencias Naturales (UN) (que rige el Museo de Historia Natural de la Universidad Nacional de Colombia, uno de los cuatro mayores museos de ciencias naturales de América Latina); y el Museo Geológico de Ingeominas tiene una colección especializada en Geología y Paleontología.
Bogotá cuenta también con museos históricos como la Casa Museo Jorge Eliécer Gaitán, el Museo de la Independencia, la Quinta de Bolívar y la Casa Museo Francisco José de Caldas, así como con las sedes de Maloka y el Museo de los Niños de Bogotá que atraen un considerable número de visitantes, especialmente entre la población infantil. A estos centros se sumarán varios nuevos museos como el Museo Art Decó y el Museo de Bogotá.

Museos y galerías de Bogotá
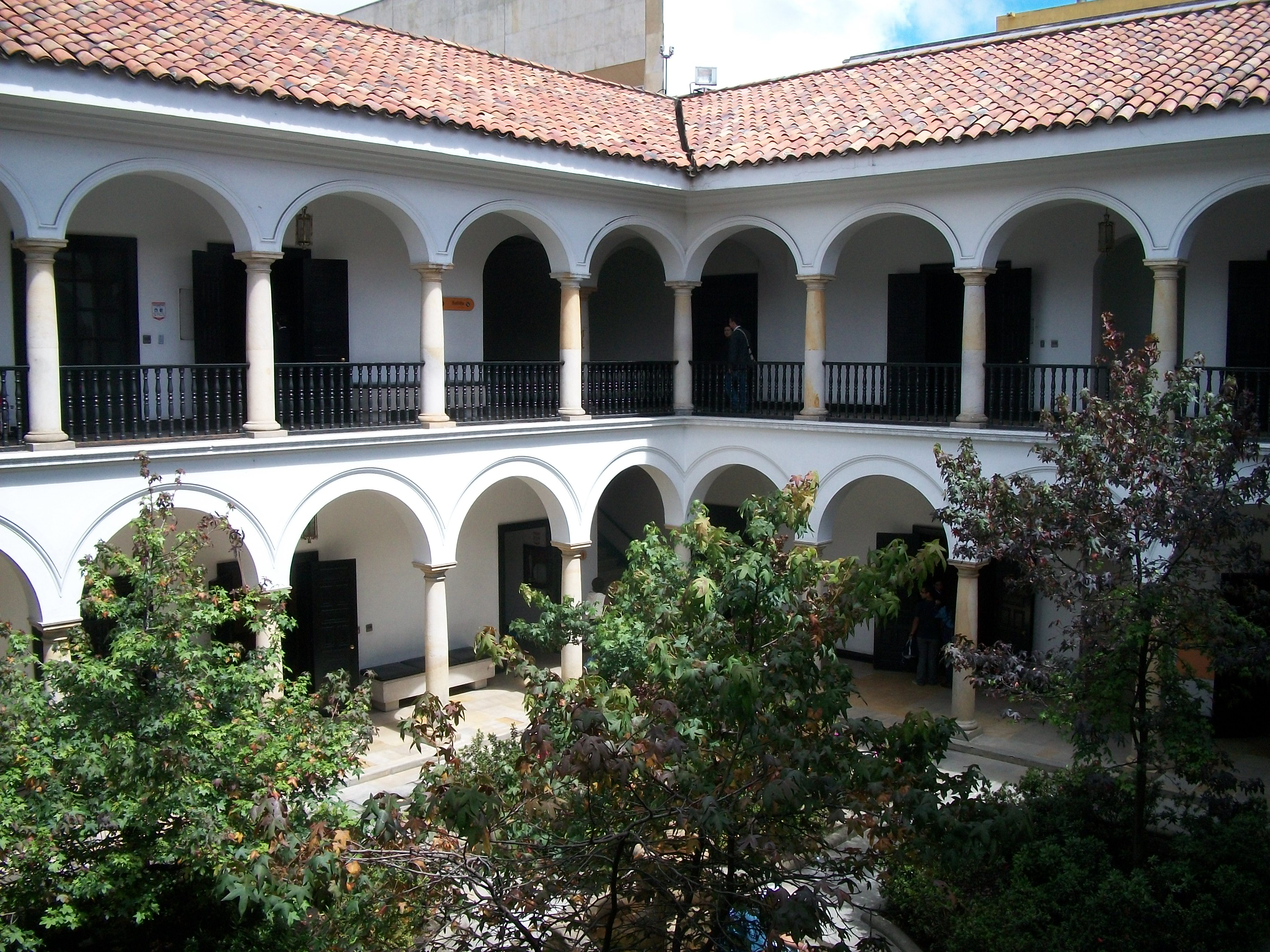
Museo Botero
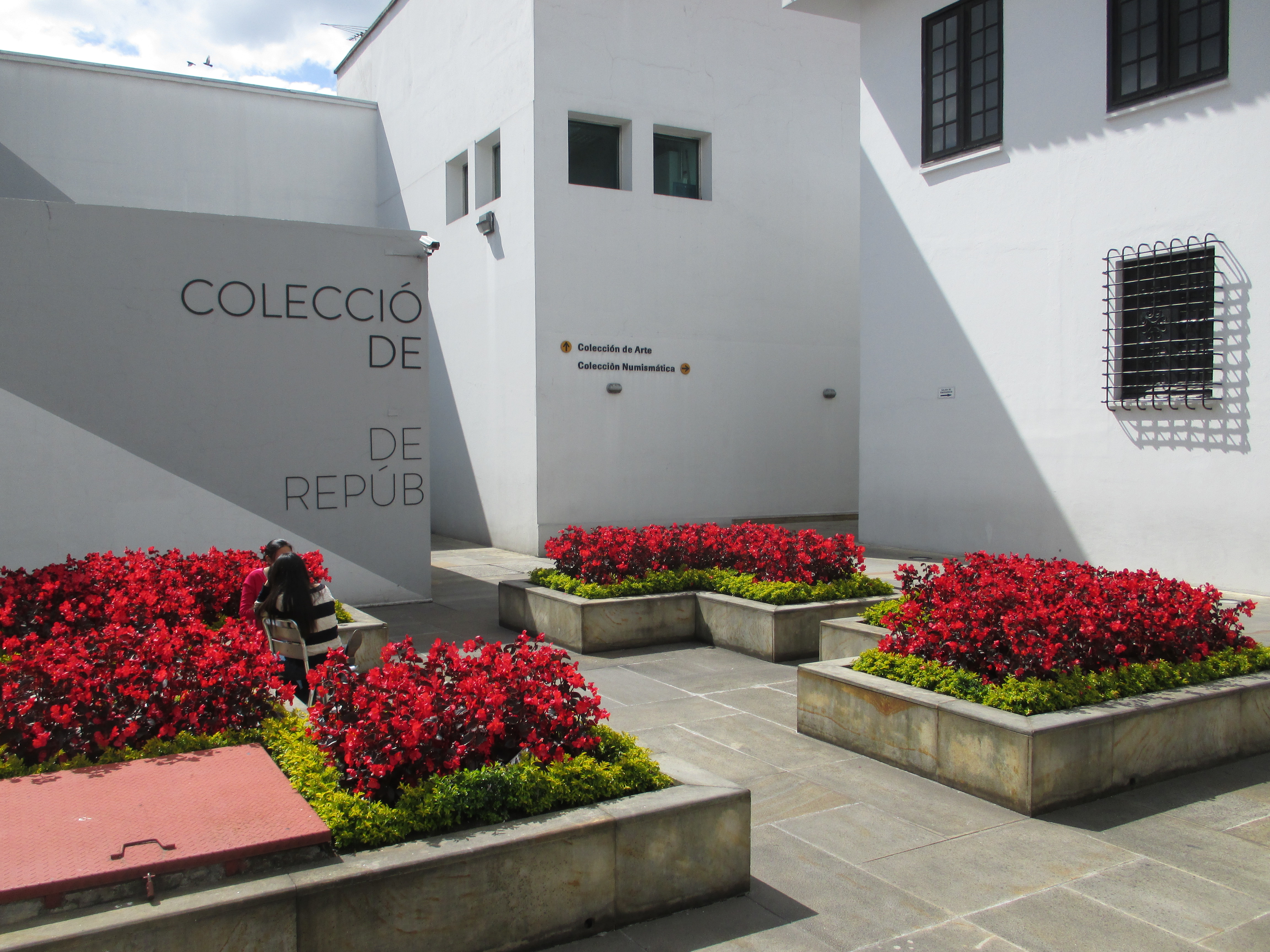
Colección de Arte del Banco de la República
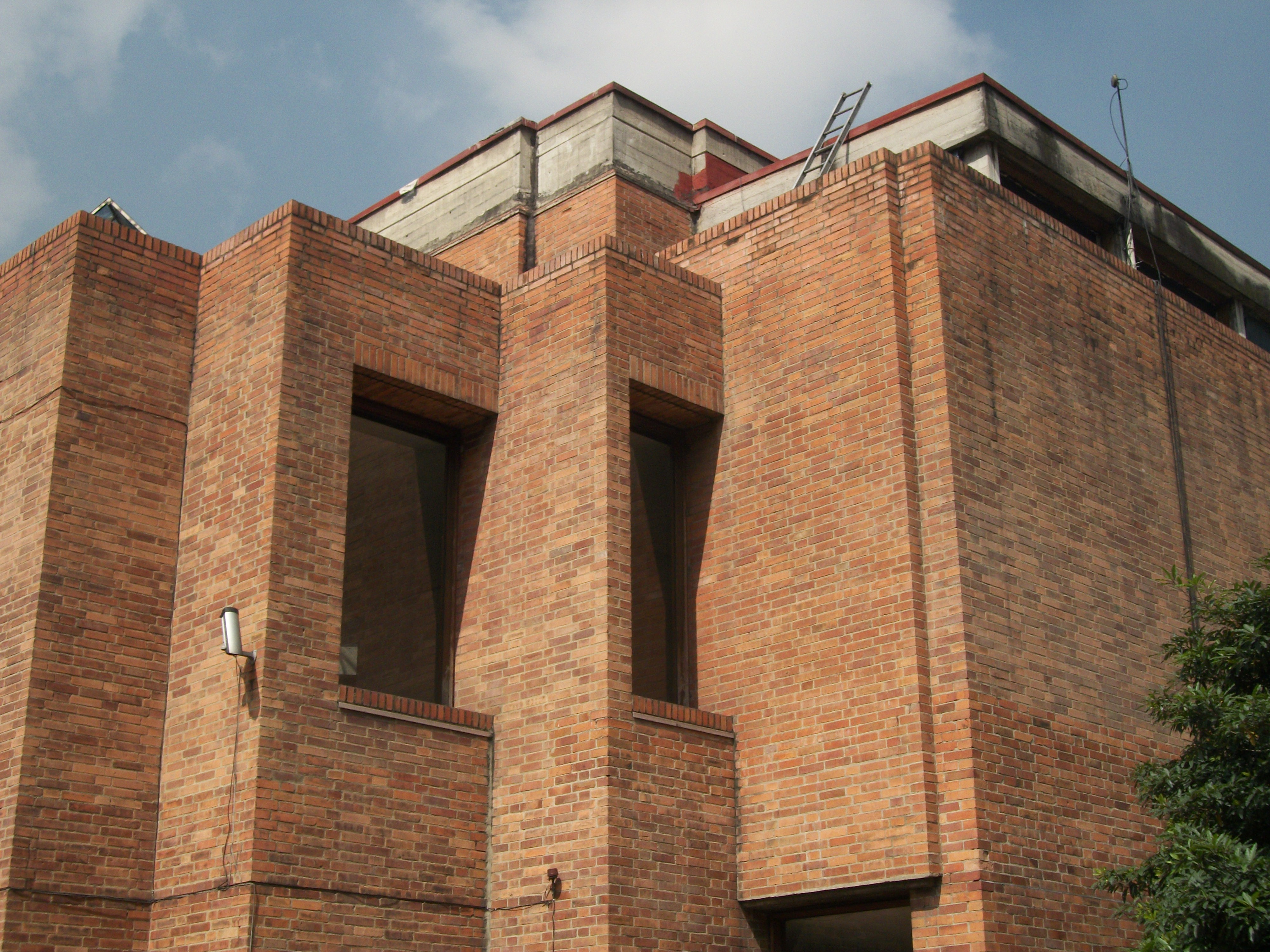
Museo de Arte Moderno de Bogotá
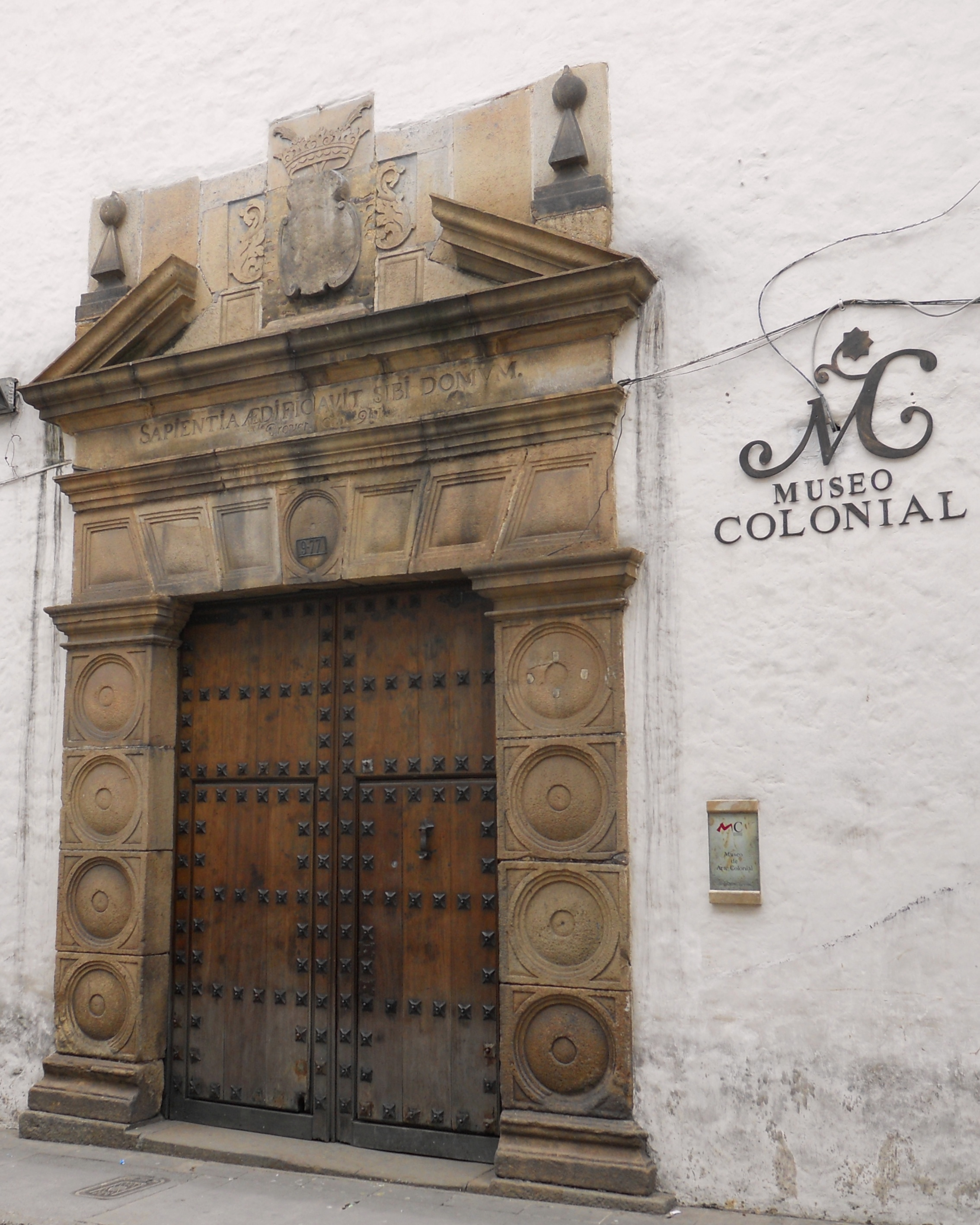
Museo de Arte Colonial de Bogotá
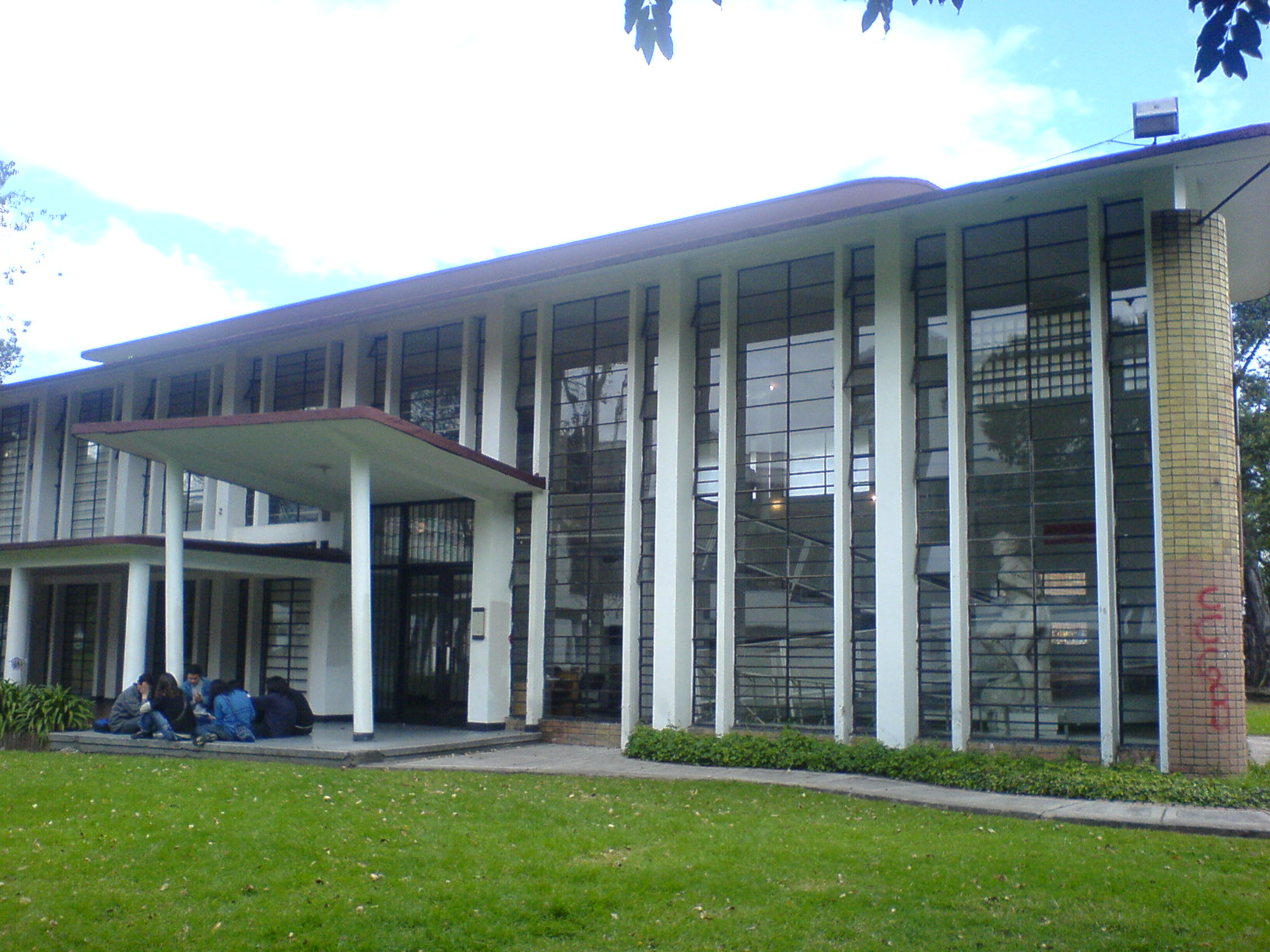
Museo de Arquitectura Leopoldo Rother
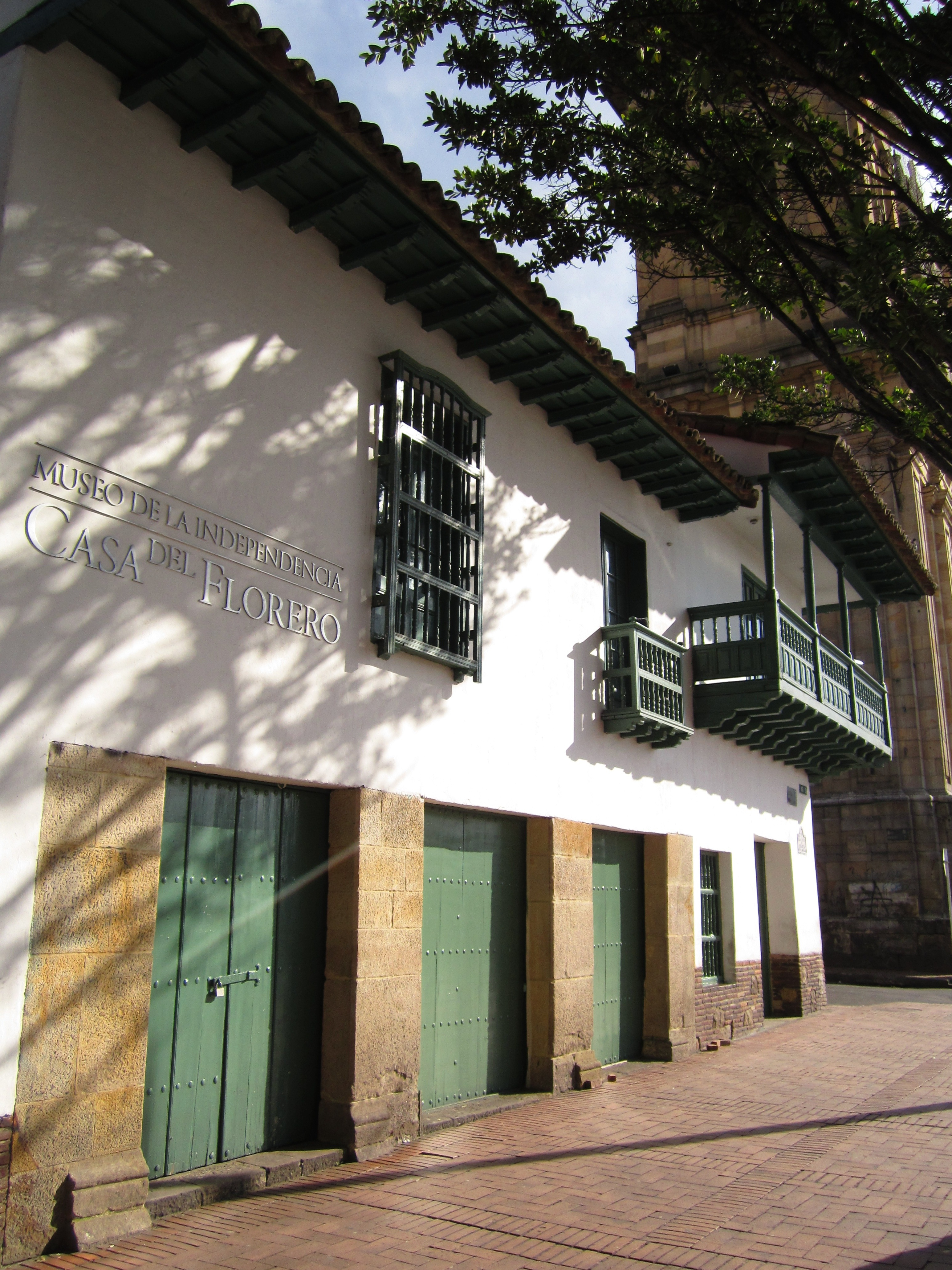
Casa del Florero
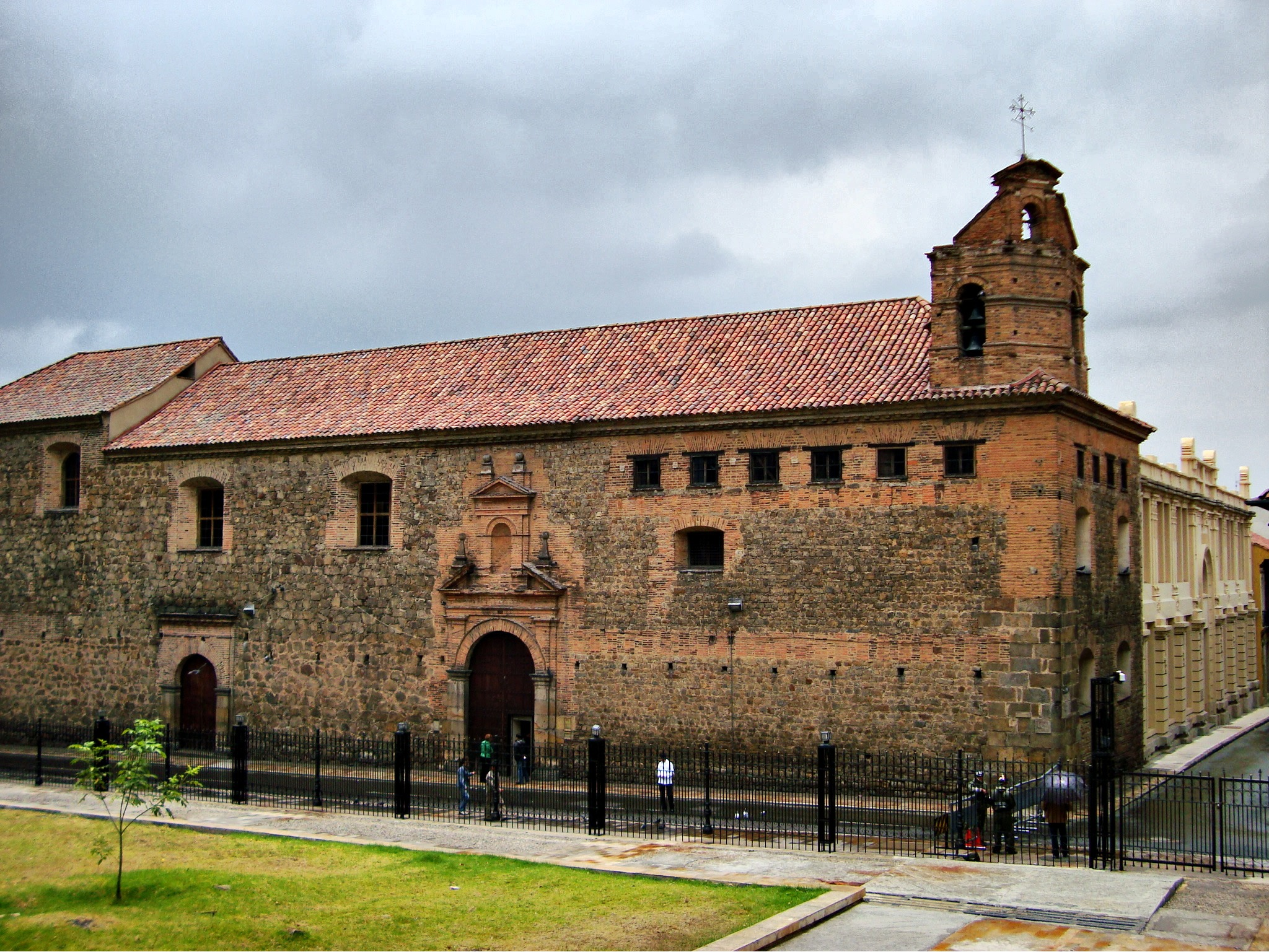
Museo - Iglesia de Santa Clara

### Parques
Bogotá tiene un amplio sistema de parques que se integran entre sí por un conjunto de corredores peatonales y ciclorrutas. Estos se conjugan con las plazoletas, plazas, humedales y alamedas. El gobierno de la ciudad tiene contabilizados más de mil parques urbanos. Bogotá tiene un conjunto de zonas verdes, parques urbanos, áreas protegidas y áreas de manejo especial.
El parque metropolitano Simón Bolívar es el más importante de la ciudad ya que es el de mayor extensión, con cerca de 400 hectáreas, constituyéndose en el "pulmón de la ciudad".Se incluyen lugares de tipo deportivo como el Palacio de los Deportes, recreativos como el Museo de los Niños, pedagógico como la Biblioteca Virgilio Barco, ambiental como lo constituye el Jardín Botánico José Celestino Mutis y turísticos como lo es la plaza de los Artesanos con sus ferias artesanales.

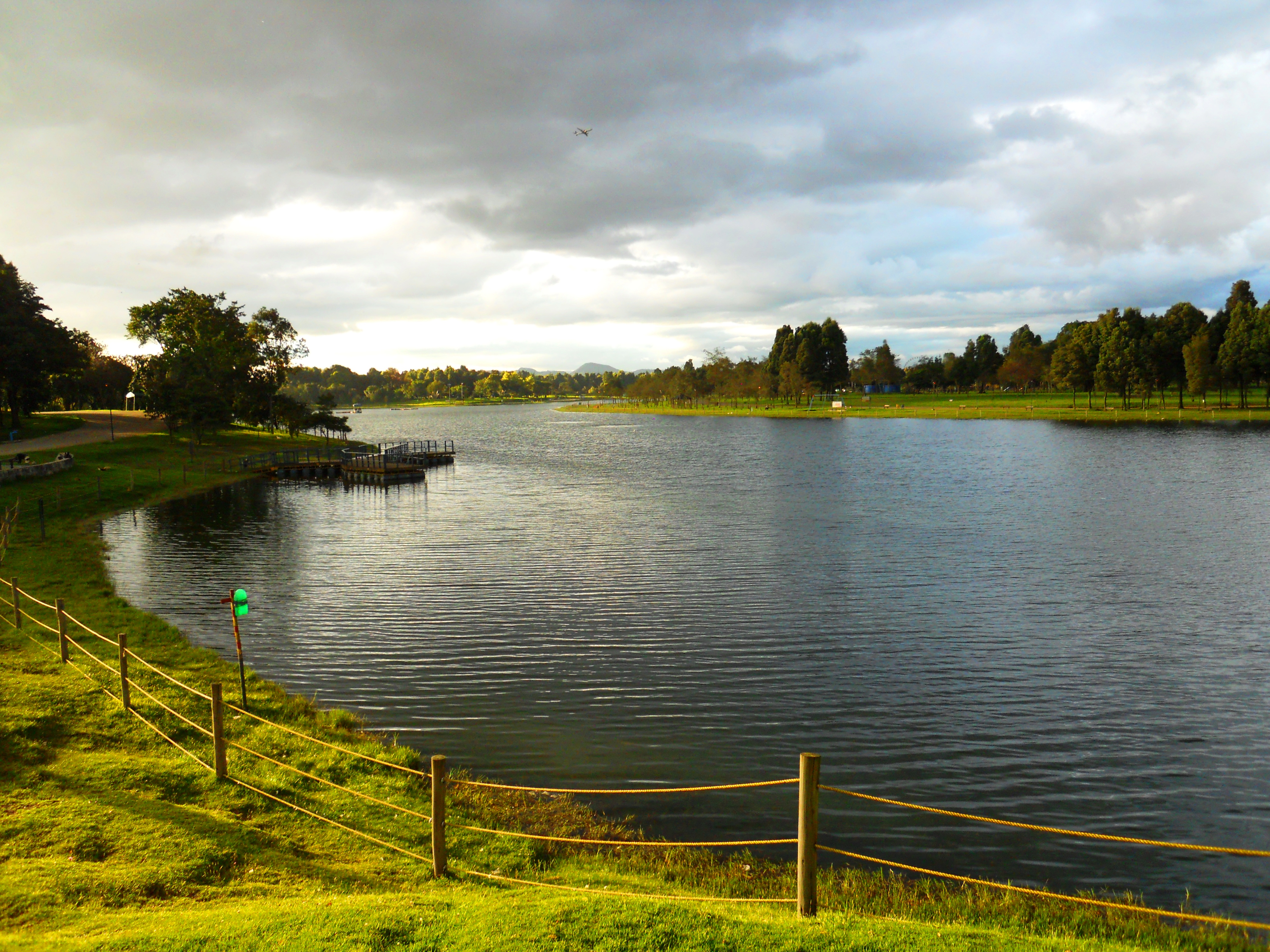
Parque Metropolitano Simón Bolívar
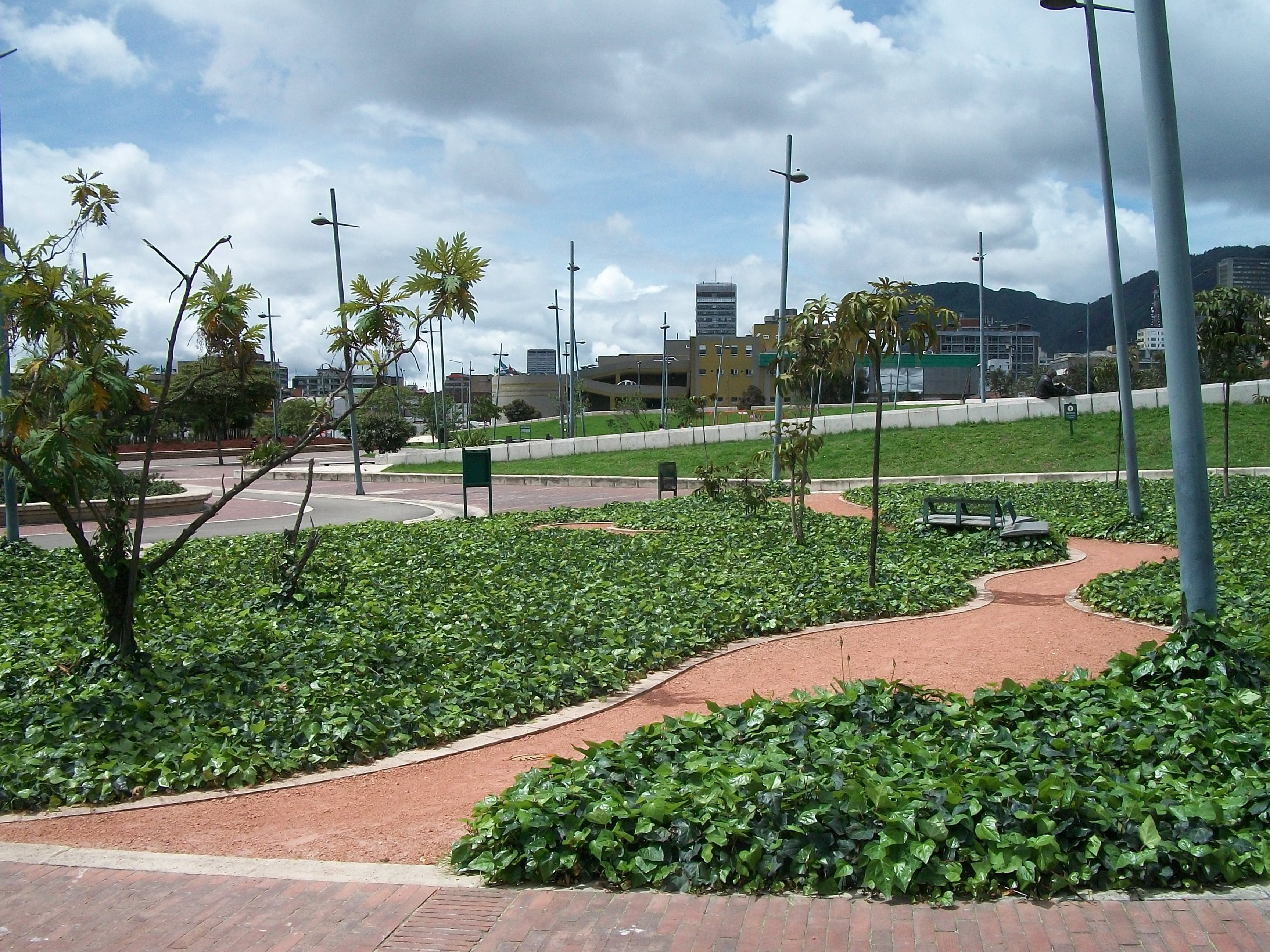
Parque Tercer Milenio
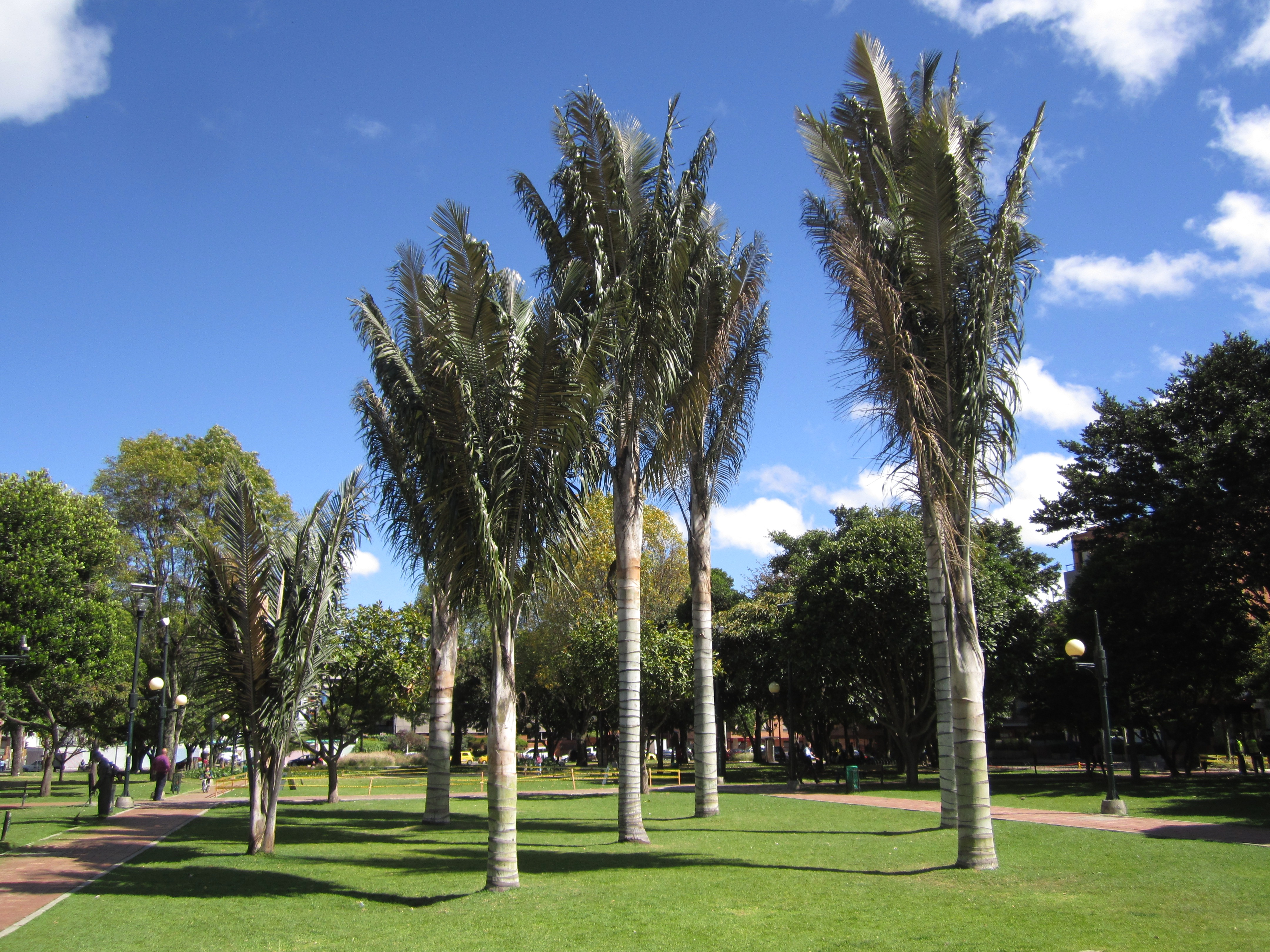
Parque de la 93
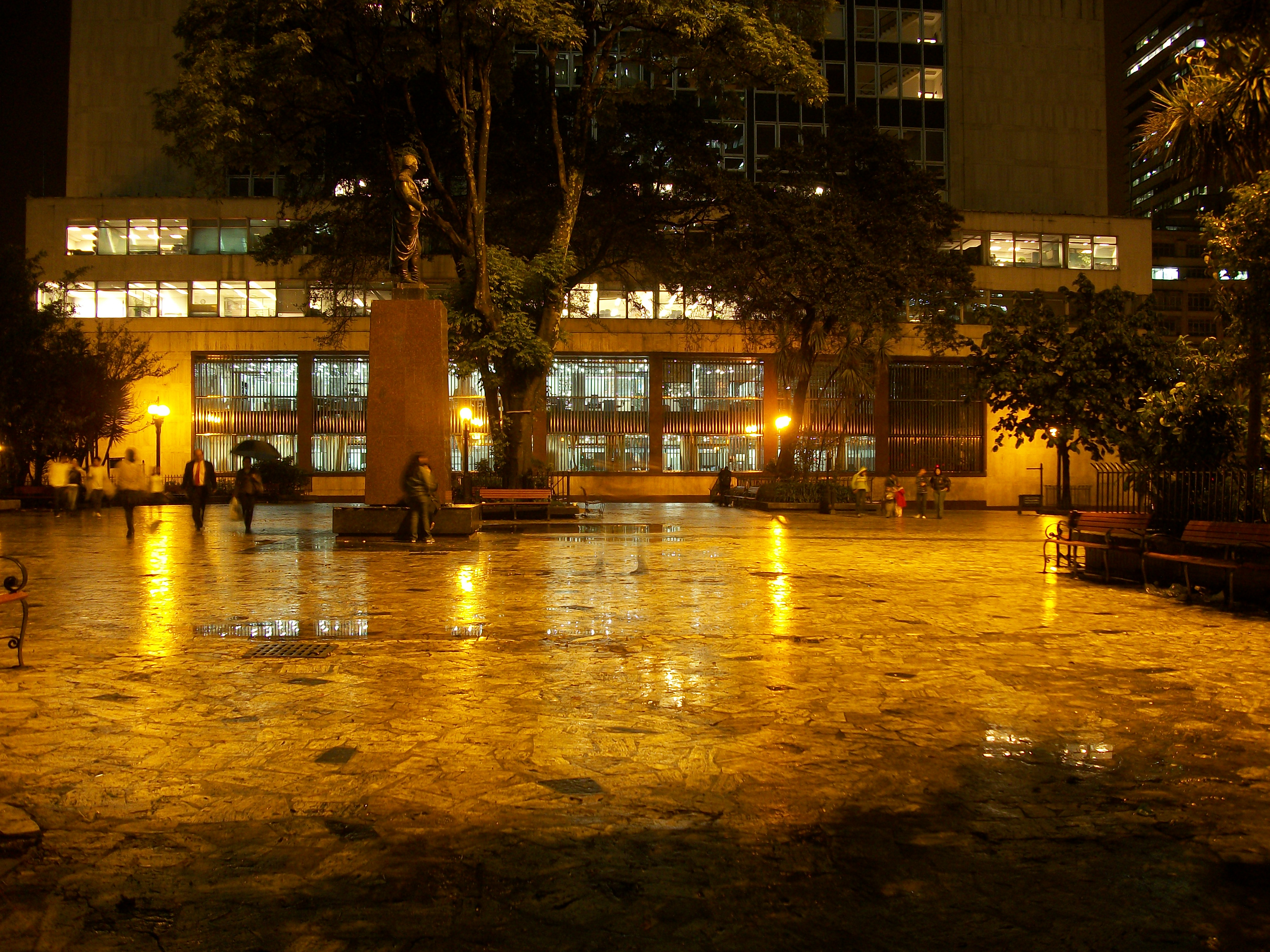
Parque Santander
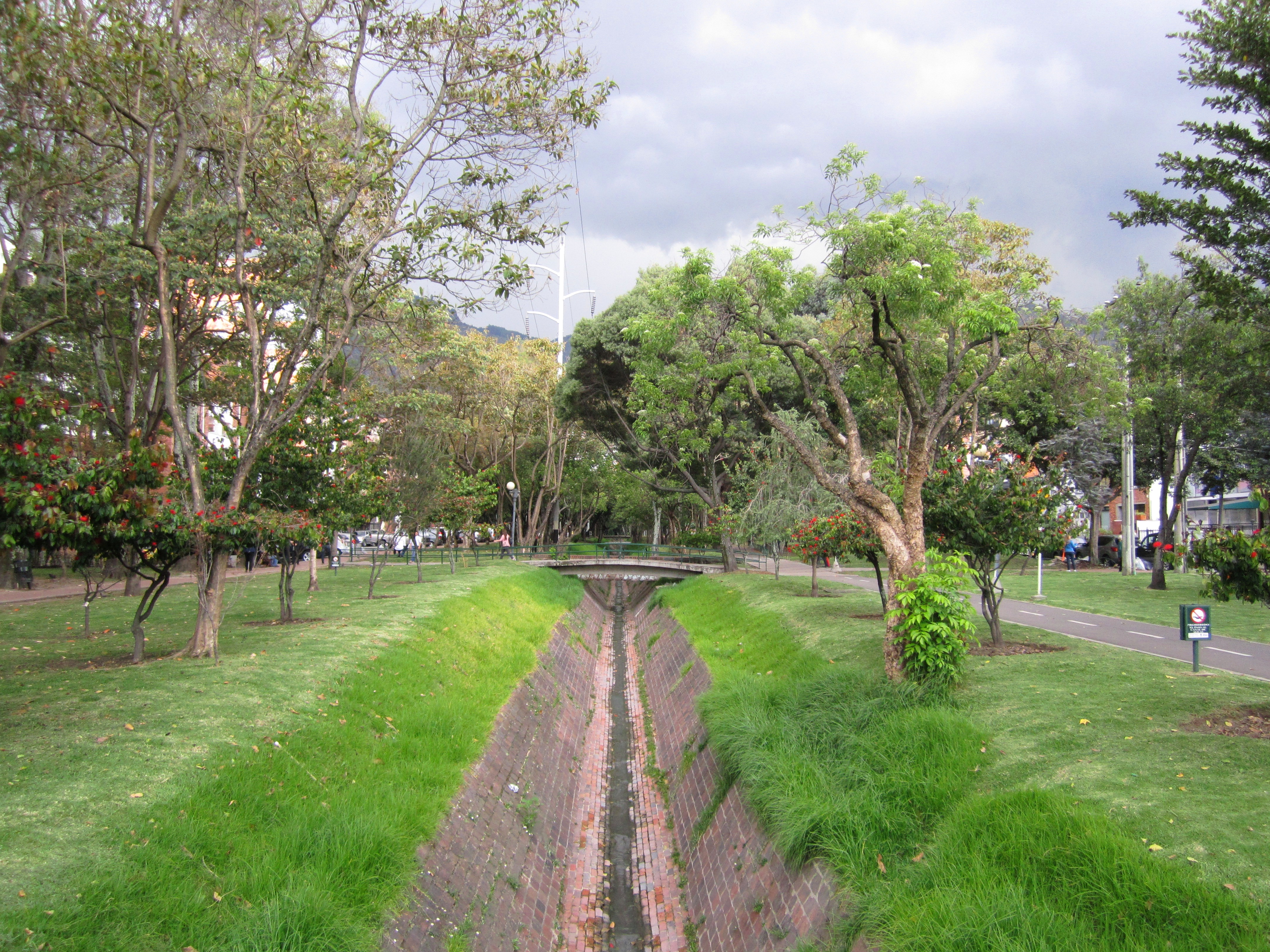
Parque El Virrey
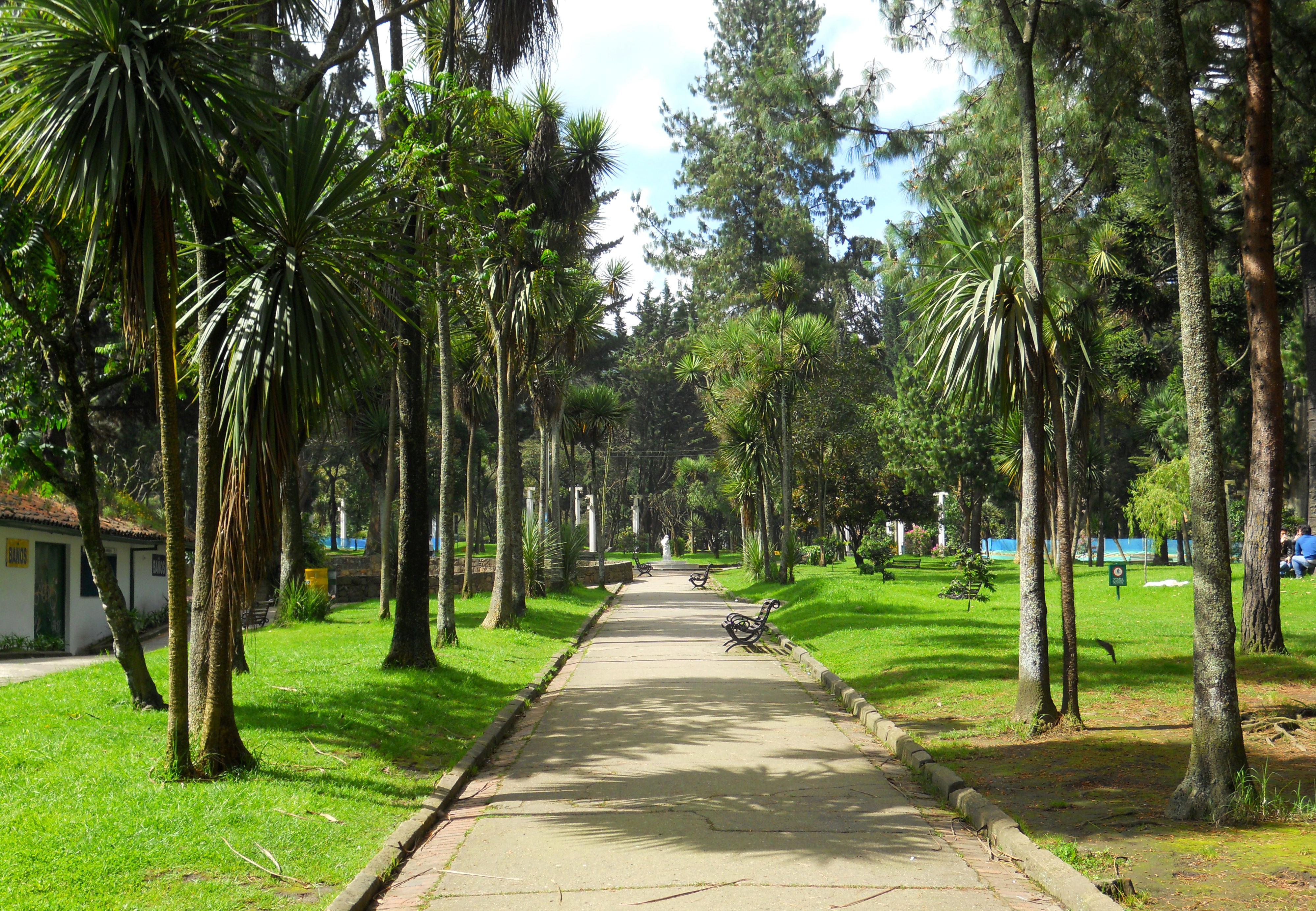
Parque Nacional

### Artes escénicas

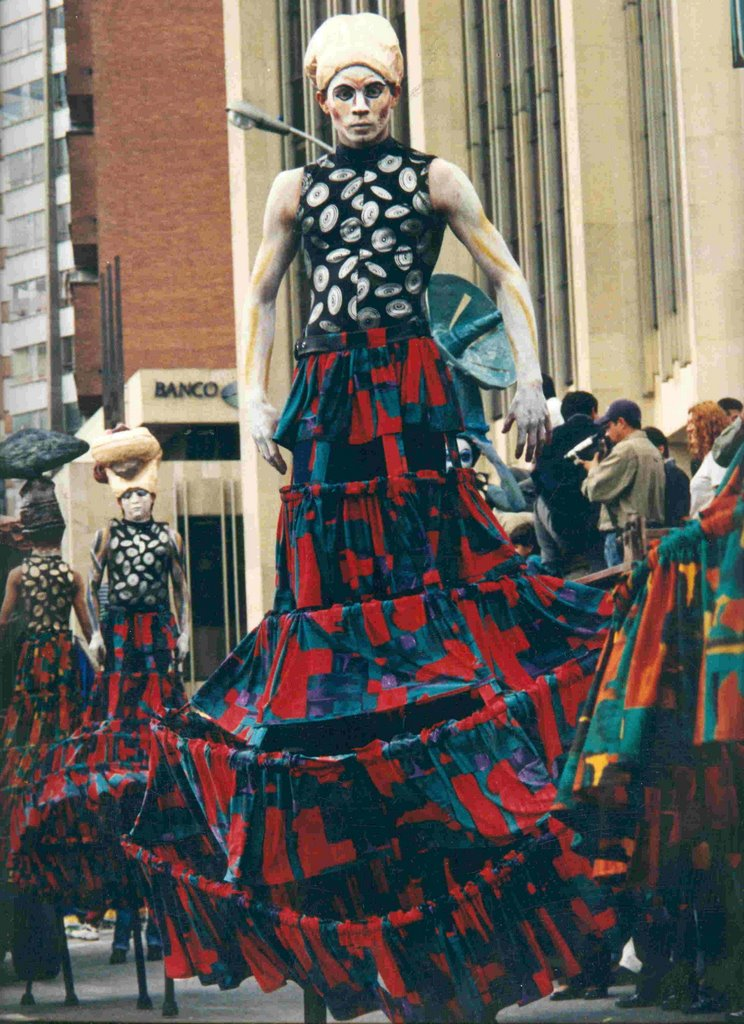
Festival Iberoamericano de Teatro

La ciudad tiene cuarenta y cinco salas de teatro. Las principales son el Teatro Colón y las salas del Teatro Nacional en sus dos sedes, el de La Castellana y el de la calle 71, así como la tradicional sala del TPB, el Teatro La Candelaria, el Teatro Camarín del Carmen (con más de 400 años de existencia; que fue antes un convento, luego un hospital, después hotel y actualmente restaurante y teatro), el Teatro Colsubsidio (privado), y un símbolo de la ciudad, el remodelado Teatro Jorge Eliécer Gaitán, el de mayor aforo de Sudamérica en la actualidad, ubicado en la carrera Séptima en el Centro Internacional, el Auditorio León de Greiff ubicado en la Universidad Nacional de Colombia, es el mayor auditorio y con la mejor acústica de Colombia, donde actualmente se presenta la Orquesta Filarmónica de Bogotá y otros múltiples eventos culturales. También se encuentra el denominado Teatro al aire libre, la Media Torta donde también se realizan eventos musicales.
Con respecto al séptimo arte, la metrópoli cuenta con su propio festival de cine, el Festival de Cine de Bogotá, y numerosas salas, las cuales presentan tanto como las mejores cintas de cine comercial del momento, como cine arte, lo que permite apreciar las diversas realizaciones de directores europeos, asiáticos y latinoamericanos.
El principal polo cultural de la ciudad se encuentra en el sector de La Candelaria, centro histórico de la ciudad; este presenta una concentración de universidades y centros académicos única en América del Sur. En este mismo sector se encuentran la gran mayoría de los museos importantes de la ciudad; por estas y más razones, para el año 2007 Bogotá fue designada como Capital Iberoamericana de la Cultura.

## Medios de comunicación

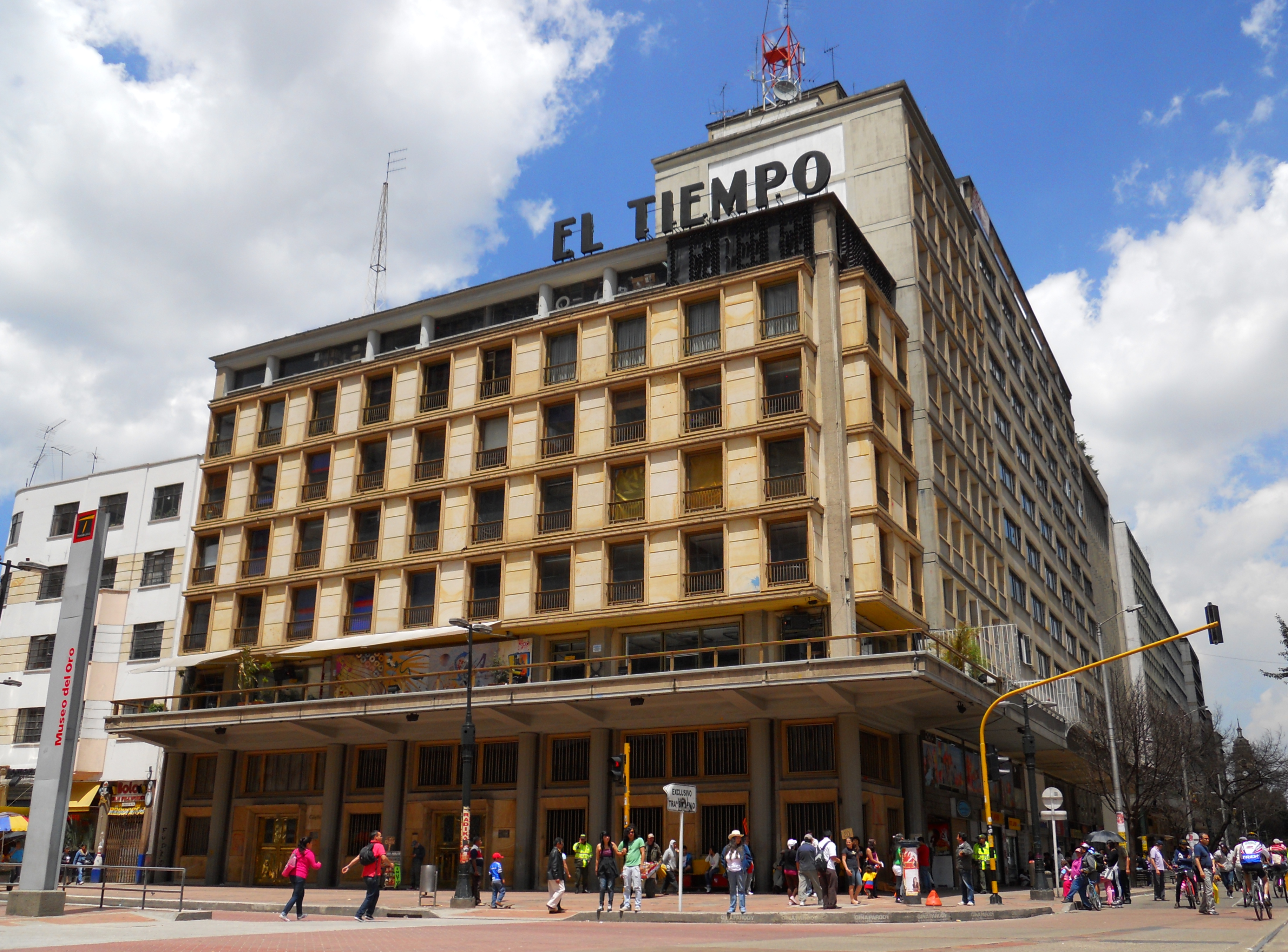
Edificio El Tiempo ubicado en la avenida Jiménez con carrera 7

### Televisión abierta
La ciudad es sede de un canal regional público, Canal Trece, un canal local público Canal Capital y un canal local privado comercial llamado Citytv que se puede ver por TDT. En la ciudad se emiten los tres canales nacionales privados Canal 1, Caracol Televisión y Canal RCN y los dos canales nacionales públicos Canal Institucional y Señal Colombia.

### Televisión por suscripción
La ciudad cuenta con múltiples servicios de televisión satelital digital como DirecTV, Claro y Movistar, y televisión digital por cable ofrecido por Claro, Tigo, HV Televisión, Movistar, Fiesta Telecomunicaciones, Conexión Digital Express, Cablemás y TV Colombia Digital que ofrece el servicio de televisión digital por red ADSL y GPON (IPTV), y análoga y digital por red bidireccional (HFC), el servicio de televisión por cable de las empresas Cablesas y Nubenet Telecomunicaciones, el servicio de televisión digital virtual ofrecida por la red GPON (IPTV) de ETB, Claro, Movistar, Tigo y de pequeños sistemas de televisión por cable distribuidos por localidades.

### Emisoras de radio
En Bogotá están establecidas todas las grandes cadenas radiales del país y sus distintas emisoras en AM, FM, y en TDT, en un 70 % de las emisoras de FM está disponible el servicio RDS.

### Medios periódicos
Cuenta también con varios periódicos entre ellos: El Tiempo, El Espectador, Portafolio, El Nuevo Siglo, La República y los diarios Publimetro y ADN que son de circulación gratuita. Entre los semanarios se destaca Voz.

## Servicios públicos
- Energía Eléctrica: Enel, es la empresa prestadora del servicio de energía eléctrica.
- Gas Natural: Vanti es la empresa distribuidora y comercializadora de gas natural en el municipio.
- Agua Empresa de Acueducto y Alcantarillado de Bogotá (EAAB), es la empresa prestadora del servicio de agua y alcantarillado.

## Gastronomía

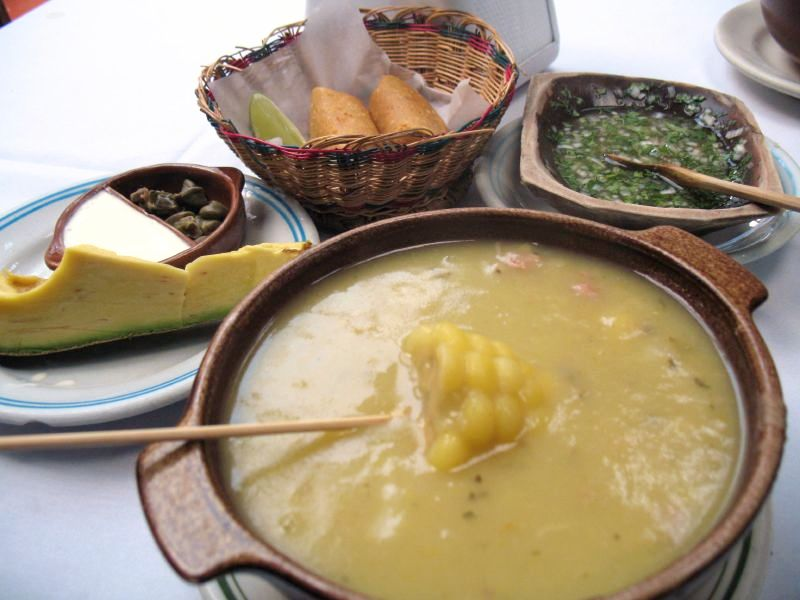
El ajiaco es el plato típico más representativo de Bogotá

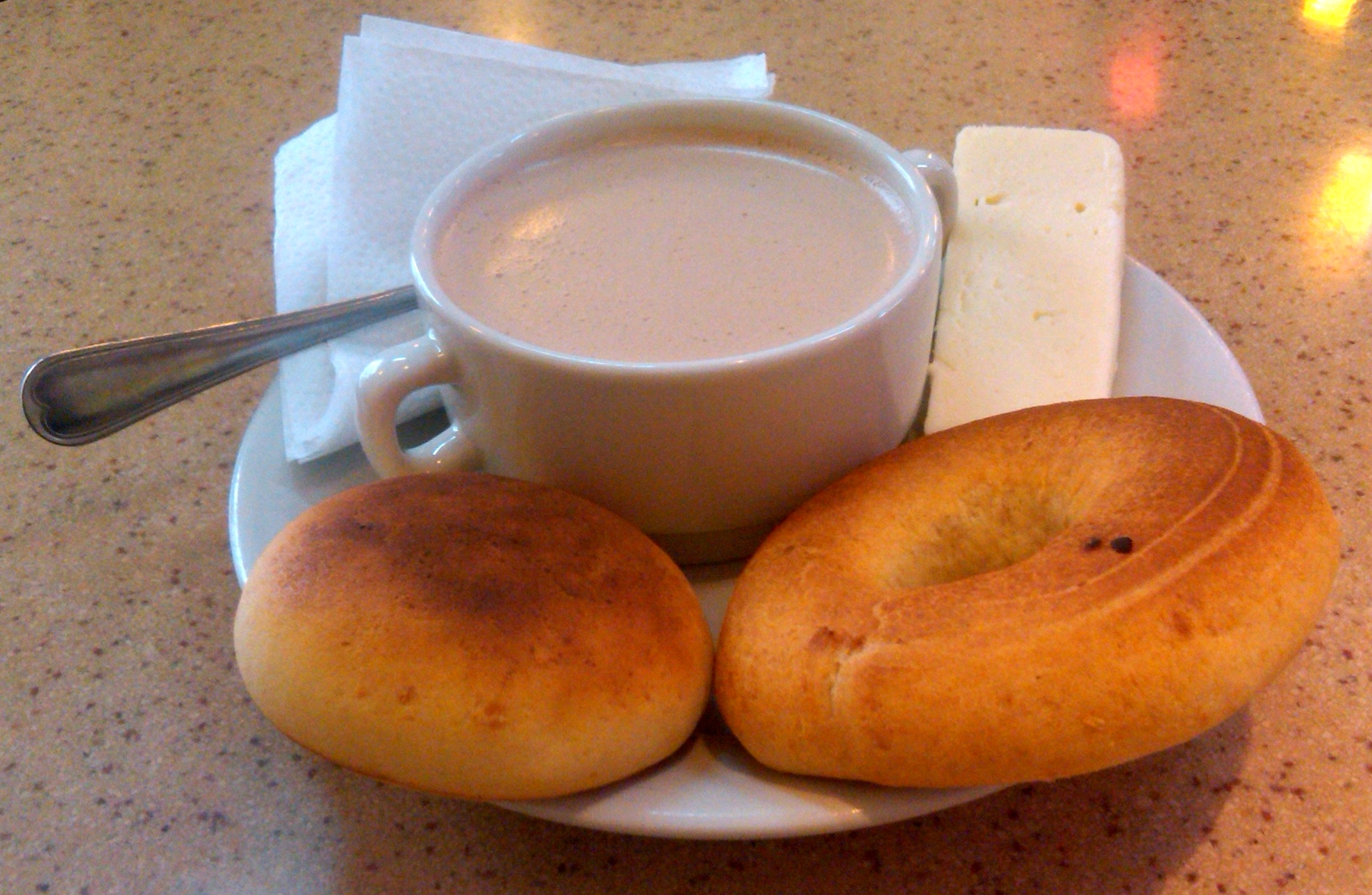
Chocolate santafereño con almojábana, queso fresco y pandequeso.

En Bogotá se encuentran restaurantes de comida típica, internacional y especializada dispersos por toda la ciudad. Los principales sectores de restaurantes internacionales son Usaquén, La Macarena, la Zona G, La Candelaria y el Centro Internacional. En estos lugares es también fácil encontrar restaurantes especializados en la gastronomía de otras regiones de Colombia.
Dentro de los platos típicos bogotanos se puede destacar el ajiaco santafereño, que es una sopa preparada con pollo, papa de diferentes variedades, mazorca y guascas (una especia), usualmente se le adiciona crema de leche y alcaparras y se acompaña de aguacate y una crema de curuba. Otro plato típico de la capital es la mazamorra chiquita, que se consume también en el departamento de Boyacá. Esta es una sopa de maíz con carne, arveja, habas, menudo, tallos y papa sabanera picada que usualmente se acompaña con arroz, carne asada y papa salada.
También es tradicional consumir tamal con chocolate santafereño; el tamal colombiano es una pasta de masa de maíz con carne o pollo, garbanzo, zanahorias y condimentos, envuelto en hojas de plátano y cocido al vapor. Por supuesto nadie se puede ir de Bogotá sin degustar desde el omnipresente "tinto" (café), hasta infinitos platos preparados todos con café 100 % colombiano.
Los principales postres típicos de la ciudad son las brevas con arequipe, fresas con crema, postre de natas, colaciones y cuajada con melao. El canelazo es una bebida del Altiplano Cundiboyacense que se prepara con agua de panela, aguardiente y canela, y se consume caliente.
En los alrededores de la ciudad se ubican sitios donde se pueden encontrar pandeyucas, pandebonos y almojábanas, que son panecillos de harina de maíz, que se consumen con cuajada o con queso.
La changua es una sopa que incluye huevos y tostadas en leche con sal y algunas especias, es un desayuno tradicional de los bogotanos y cundinamarqueses, que lo acompañan con pan, chocolate, avena, chicha, masato y garullas, que son por su parte bebidas típicas de la región.
Otros platos típicos de la ciudad y su región son la sopa de pan en cazuela, el albondigón, y la mazamorra y el puchero bogotanos, que incluyen papas sabaneras.

## Religión
Al igual que en el resto de Colombia, la Constitución Política garantiza la libertad de credos y cultos. Esto hace que durante diferentes épocas del año sean comunes las celebraciones religiosas, las cuales se han convertido en parte importante en la sociedad bogotana y la han convertido en destino turístico para este tipo de actividades.
Desde sus primeros años la ciudad ha tenido una tradición de arraigo al catolicismo. Muestra de esta tradición religiosa es el número de templos construidos en el centro histórico de la ciudad, y las costumbres asociadas a ella, como el ascenso a los cerros tutelares Monserrate y Guadalupe, en cuyas cimas se encuentran templos católicos. La ciudad además es sede de la arquidiócesis de Bogotá (que alberga algunas localidades bogotanas y municipios de Cundinamarca al este del Distrito), erigida como diócesis el 11 de septiembre de 1562 y posteriormente elevada a arquidiócesis el 22 de marzo de 1564; su iglesia matriz es la Catedral Basílica Metropolitana de Bogotá y Primada de Colombia,. así como otras diócesis sufragáneas en el territorio al oeste del Distrito como Engativá, Fontibón y Soacha. Además, alberga las sedes de la Conferencia Episcopal de Colombia y del Consejo Episcopal Latinoamericano (CELAM).
Bogotá alberga además otros movimientos religiosos, entre los cuales el protestantismo, que cuenta con diversos templos en diferentes sectores de la ciudad, se destaca como el movimiento que más ha crecido en los últimos años en número de fieles y fuerza política, en especial, megaiglesias de tinte neopentecostal que han surgido en la ciudad desde finales del siglo XX. La ciudad cuenta también con una comunidad musulmana importante la cual tiene como centro de congregación varias mezquitas, la Mezquita Estambul ubicada en el barrio Chapinero y la Mezquita de Abu Bakr que es la más grande de la ciudad ubicada en la carrera 30 con calle 80 son las dos más concurridas; además la comunidad musulmana cuenta con un centro islámico en el centro de la ciudad. Existe también una iglesia de la religión ortodoxa ubicada en Chapinero, y cuatro centros budistas ubicados también en el norte de la ciudad.

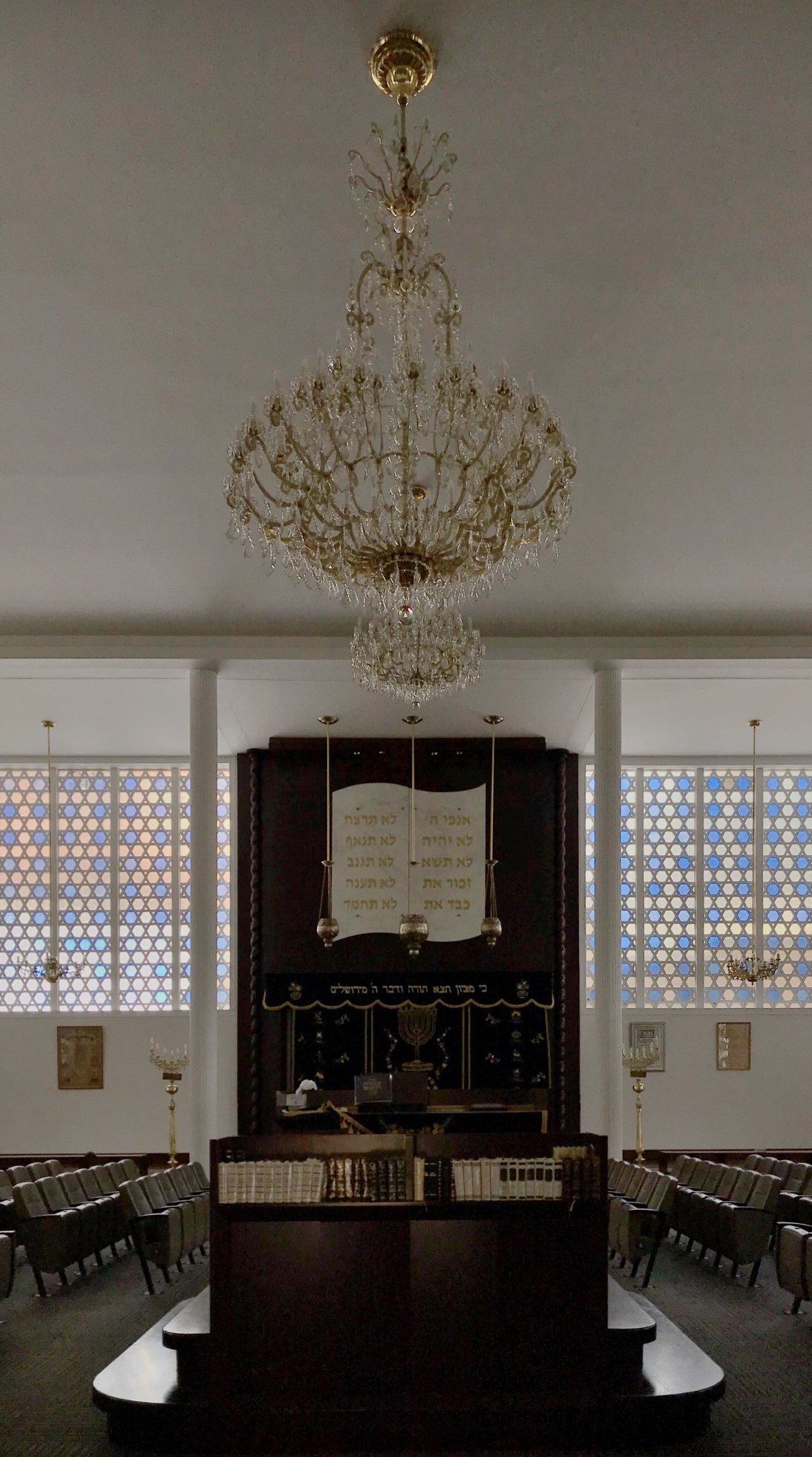
Púlpito de la Torah (Bimah) de la Sinagoga Maguen Ovadía

Respecto al judaísmo, se destaca que la presencia documentada de practicantes de esta religión en Bogotá comienza en el siglo XIX, con la llegada a la ciudad de grupos de sefardíes y mizrahies del Mediterráneo Oriental, incrementándose, a mediados de los años diez del siglo XX, con los primeros judíos askenazíes, conocidos localmente de manera general como “los polacos” aunque procedían de diferentes lugares de Europa Oriental, como Rusia, Lituania, Rumania o Polonia. Se estima que la comunidad judía de Bogotá cuenta con menos de 3.000 miembros. El 29 de junio de 1952 se inauguró oficialmente la Sinagoga Maguen Ovadía el templo religioso de la Comunidad Hebrea Sefaradí de Bogotá (CHSB), en el por entonces despoblado sector de la calle 79 entre carreras 9 y 11, obra del arquitecto italiano Bruno Violi. Este hecho, que pasó desapercibido para la mayoría de los capitalinos, en realidad constituye un hito muy importante en la historia de la ciudad, siendo el primer templo no cristiano que se construyó en Bogotá desde su fundación hispánica. Actualmente existen cinco sinagogas de la religión judía en el norte de la ciudad. La Confederación de Comunidades Judías de Colombia, ubicada en Bogotá, es la organización central que coordina judíos e instituciones judías en Colombia. En Bogotá se halla además un total de tres cementerios judíos, dos de los cuales (el denominado cementerio hebreo del sur, que se ubica en las proximidades de Centro Mayor, y el situado dentro del conjunto funerario del barrio Santafé, a pocas cuadras del Cementerio Central) ya no se encuentran en funcionamiento, encontrándose únicamente operativo el localizado al norte de la ciudad.
Una de las construcciones religiosas modernas más grandes de la ciudad es el Templo de Bogotá, centro de congregación del movimiento mormón, ubicado en la calle 127 con Autopista del Norte.
En los últimos años se ha empezado a visibilizar y aumentar en la ciudad el número de personas no afiliadas a algún movimiento religioso, entiéndase ateos y agnósticos. A raíz de ello, se han creado comunidades de carácter secular y no teísta. (por ejemplo, la Asociación de Ateos y Agnósticos de Bogotá).

## Deporte

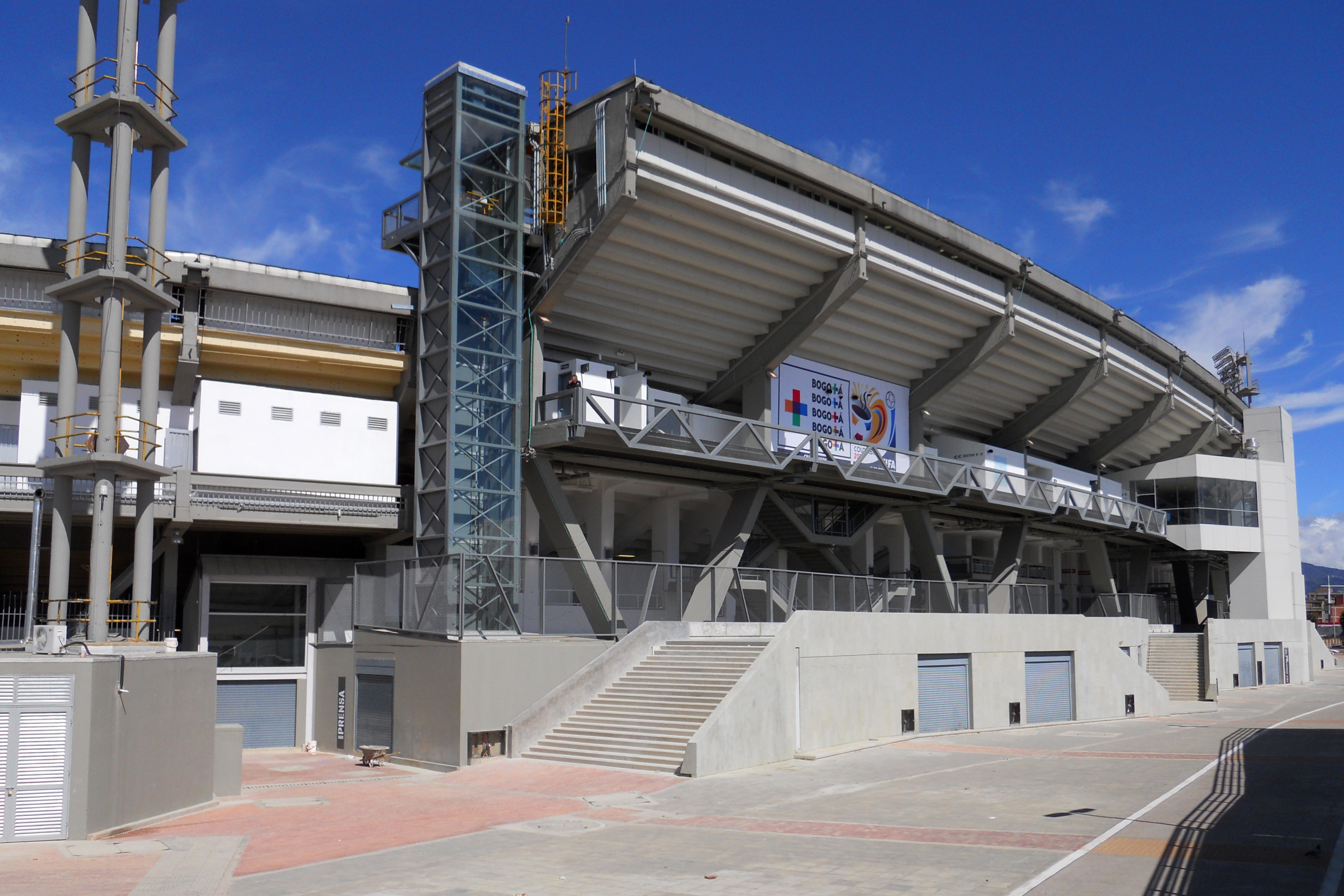
Estadio Nemesio Camacho El Campín

El Instituto Distrital de Recreación y Deporte promueve la recreación, el deporte y el buen uso de los parques en Bogotá.
Diferentes deportes se practican de forma profesional y lúdica en Bogotá. Por ejemplo, el fútbol de salón ha sido declarado como deporte símbolo de Bogotá, ya que es la disciplina más practicada en la ciudad. Bogotá fue sede de los primeros Juegos Bolivarianos celebrados en 1938, de los Juegos nacionales de 2004 obteniendo el primer lugar con más medallas doradas, fue la sede de la selección de fútbol de Colombia en donde obtuvo el título de la Copa América 2001 y fue sede de la final del Mundial de Fútbol Sub-20 de 2011.
El fútbol tiene una relevancia importante para Bogotá. El fútbol profesional colombiano es un evento deportivo de carácter nacional que atrae significativamente el interés de los seguidores de este deporte en la ciudad. Así, dos de los siete clubes profesionales, Millonarios y Santa Fe, cuentan con una base de seguidores importante. Los dos equipos juegan de locales en el Estadio Nemesio Camacho El Campín. Otros equipos de la ciudad son La Equidad y Fortaleza, en Primera División, y Tigres y Bogotá F. C. en segunda División. Estos cinco equipos juegan sus partidos de local en el Estadio Metropolitano de Techo, y el Real Cundinamarca, equipo que también juega en la Categoría Primera B, en el Parque Estadio Olaya Herrera. 
Los 26 títulos conseguidos en el fútbol profesional colombiano (Millonarios 16, Santa Fe 10) hacen de Bogotá la primera ciudad colombiana con mayor número de campeonatos ganados, pero también la ciudad con más superligas ganadas (4 Santa Fe, Millonarios 2). Además de ser la segunda ciudad con más títulos de Copa Colombia (Millonarios 3, Santa Fe 2 y La Equidad 1) y la segunda ciudad del país con más torneos internacionales ganados: 1 Copa Sudamericana, 1Copa Suruga Bank (ganadas por Santa Fe), 2 Copas Simón Bolívar (ganadas por Santa Fe y Millonarios) y 1 Copa Merconorte (Millonarios).
En cuanto al Fútbol femenino los tres principales equipos de la ciudad cuentan con sus filiales femeninas. La ciudad cuenta con tres títulos de liga conseguidos por Santa Fe.
| Equipo                             | Liga                      | Fundación | Estadio                      | Palmarés |
| ---------------------------------- | ------------------------- | --------- | ---------------------------- | --- |
| Millonarios Fútbol Club            | Categoría Primera A       | 1946      | Nemesio Camacho El Campín    | 23 (16 Ligas nacionales,2 Superliga de Colombia, 3 Copas Colombia) internacional (1 Copa Merconorte, 1 Copa Simón Bolívar)                        |
| Independiente Santa Fe             | Categoría Primera A       | 1941      | Nemesio Camacho El Campín    | 19 (10 Ligas nacionales,4 Superligas de Colombia, 2 Copas Colombia) internacional (1 Copa Sudamericana, 1 Copa Suruga Bank, 1 Copa Simón Bolívar) |
| Club Deportivo La Equidad          | Categoría Primera A       | 1982      | Metropolitano De Techo       | 1 (1 Copa Colombia) (3 subcampeonatos Ligas nacionales)                                                                                           |
| Fortaleza Fútbol Club              | Categoría Primera A       | 2010      | Metropolitano De Techo       | Ninguno |
| Bogotá Fútbol Club                 | Categoría Primera B       | 2003      | Metropolitano De Techo       | Ninguno |
| Tigres Fútbol Club                 | Categoría Primera B       | 2016      | Metropolitano De Techo       | Ninguno |
| Real Cundinamarca                  | Categoría Primera B       | 2024      | Parque Estadio Olaya Herrera | Ninguno |
| Independiente Santa Fe Femenino    | Liga Profesional Femenina | 2016      | Nemesio Camacho El Campín    | 3 (3 Liga nacional) |
| Millonarios Fútbol Club Femenino   | Liga Profesional Femenina | 2018      | Nemesio Camacho El Campín    | Ninguno |
| Club Deportivo La Equidad Femenino | Liga Profesional Femenina | 2017      | Metropolitano De Techo       | Ninguno |

En baloncesto Bogotá cuenta con participación en la la liga profesional del país, representada por Guerreros de Bogotá y Piratas de Bogotá, ambos equipos juegan de local en el Coliseo El Salitre.
| Equipo              | Liga                        | Fundación | Estadio             | Palmarés    |
| ------------------- | --------------------------- | --------- | ------------------- | ----------- |
| Piratas de Bogotá   | Copa Nacional de Baloncesto | 1995      | Coliseo El Salitre. | 4 (4 Ligas) |
| Guerreros de Bogotá | Copa Nacional de Baloncesto | 2011      | Coliseo El Salitre. | 1 (1 Liga)  |

En fútbol sala, Bogotá participa con tres equipos en la Liga Colombiana de Fútbol Sala: Club deportivo Saeta, Club deportivo Lanús Colombia y Club deportivo Cóndor. Los equipos bogotanos aún no han logrado títulos en esta liga. Estos equipos juegan en el Palacio de los Deportes y parque Salitre respectivamente.
En Béisbol la ciudad contó con el equipo Águilas de Bogotá de la Liga Colombiana de Béisbol Profesional durante la temporada 2010-2011.
En Rugby Bogotá cuenta con su propia liga, la liga bogotana de Rugby a falta de una liga nacional de este deporte en el país.
En deportes individuales, Bogotá participa con sus atletas en competiciones como la Vuelta a Colombia en Ciclismo, organiza eventos en atletismo como la Media Maratón de Bogotá y en tenis como el Torneo WTA de Bogotá y el extinto ATP World Tour 250 de Bogotá.
Otros escenarios deportivos importantes son el Coliseo Cubierto El Campín, el complejo acuático del parque Simón Bolívar, el Palacio de los Deportes y la Unidad Deportiva El Salitre que incluye al Velódromo Luis Carlos Galán Sarmiento (sede de los Campeonato Mundial de Ciclismo en Pista de 1995), el Diamante El Salitre (estadio de béisbol), el Coliseo El Salitre (pabellón de baloncesto), la Pista de Bicicrós Mario Soto, el Patinódromo El Salitre (pista de velocidad y ruta), entre otros.
| Predecesor: - | Ciudad Bolivariana 1938 | Sucesor: Lima |

## Turismo

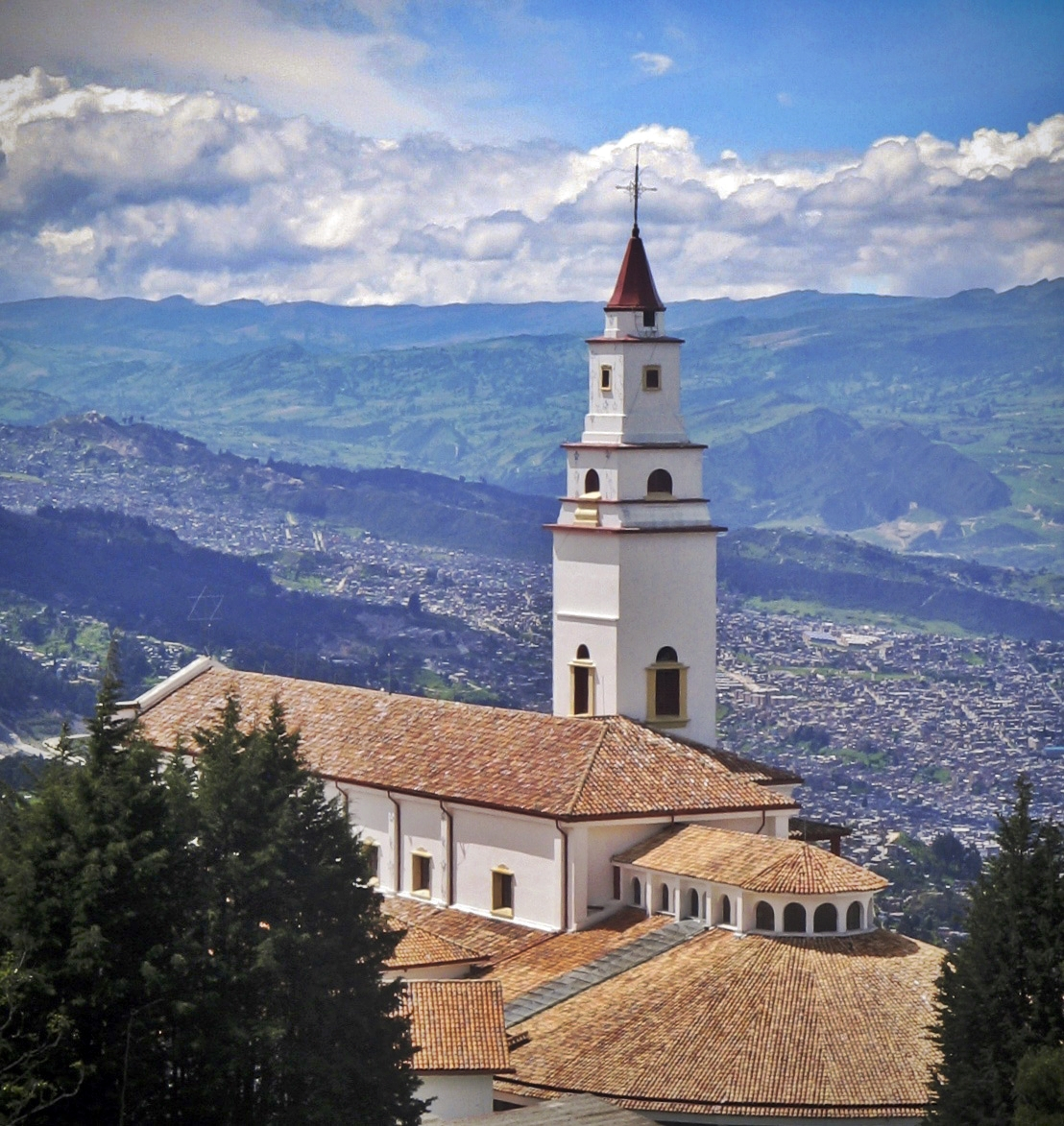
Basílica Santuario del Señor Caído y Nuestra Señora de Monserrate
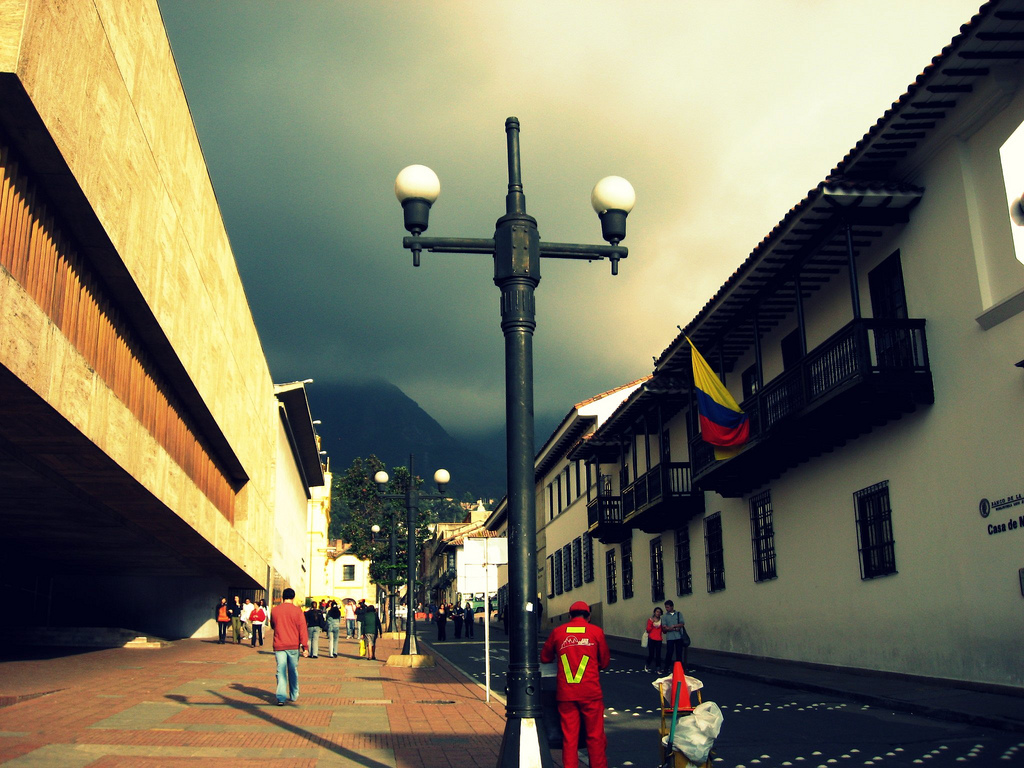
Casa de la Moneda
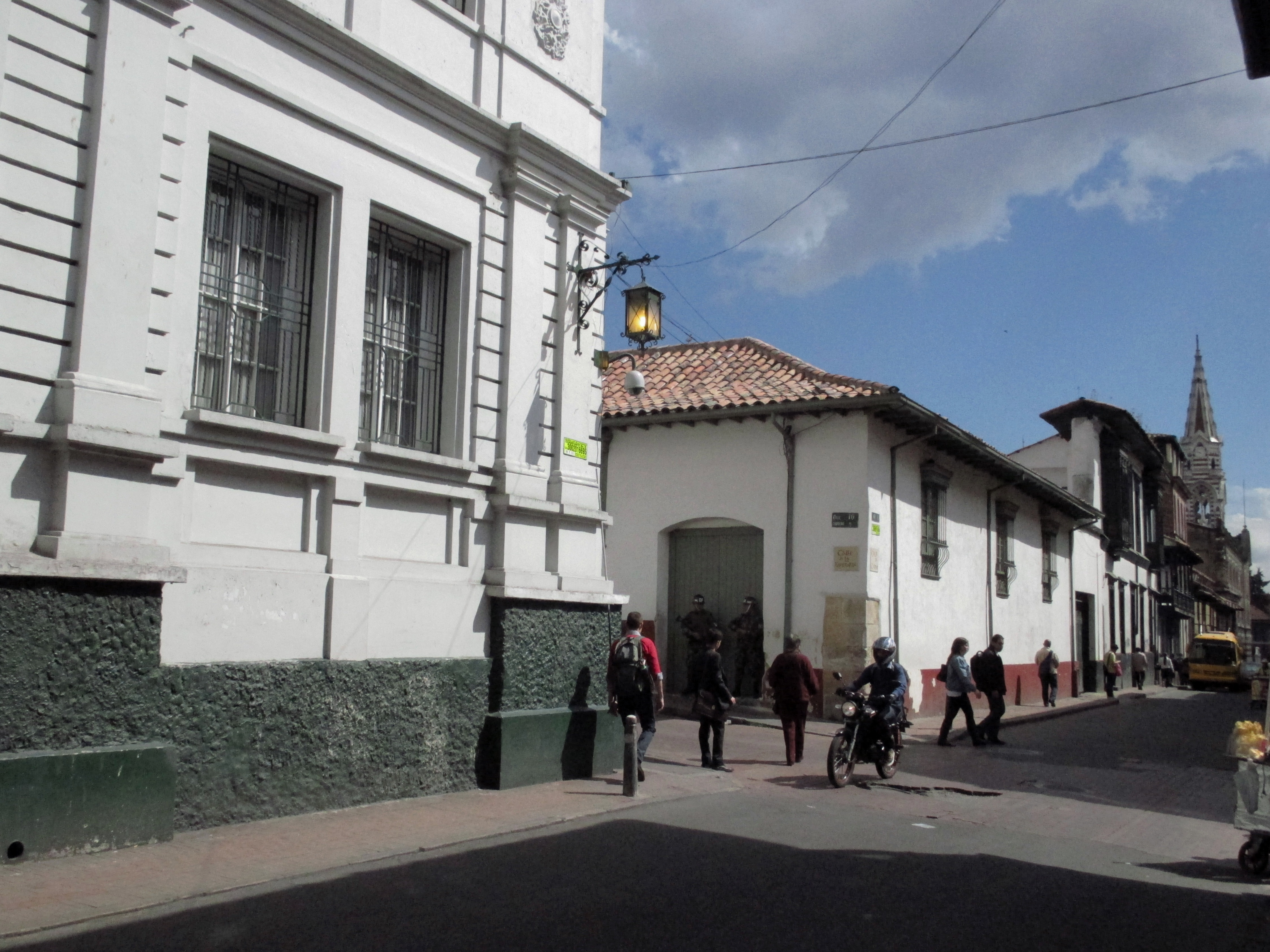
La Candelaria (Distrito histórico)
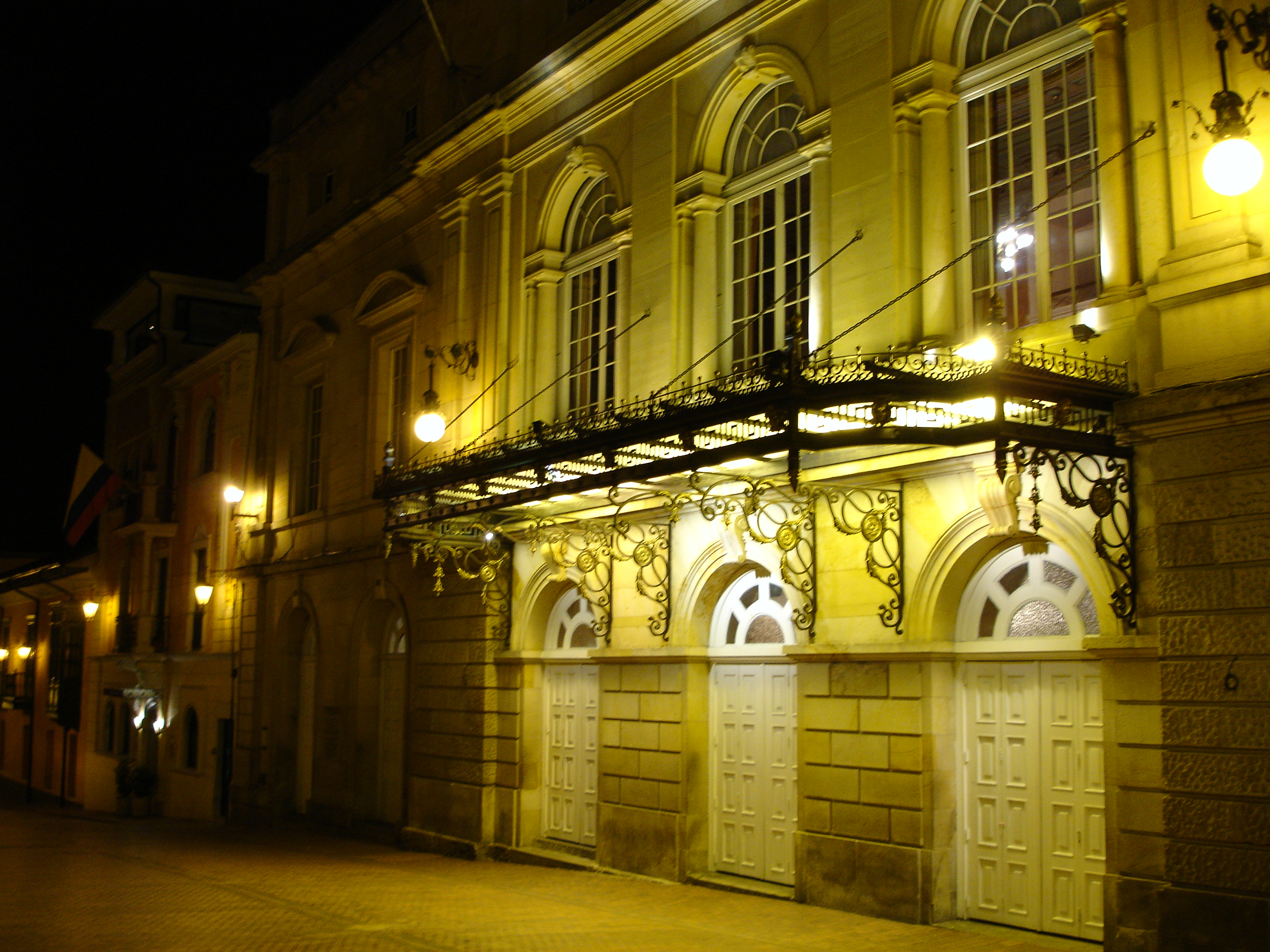
Teatro de Cristóbal Colón
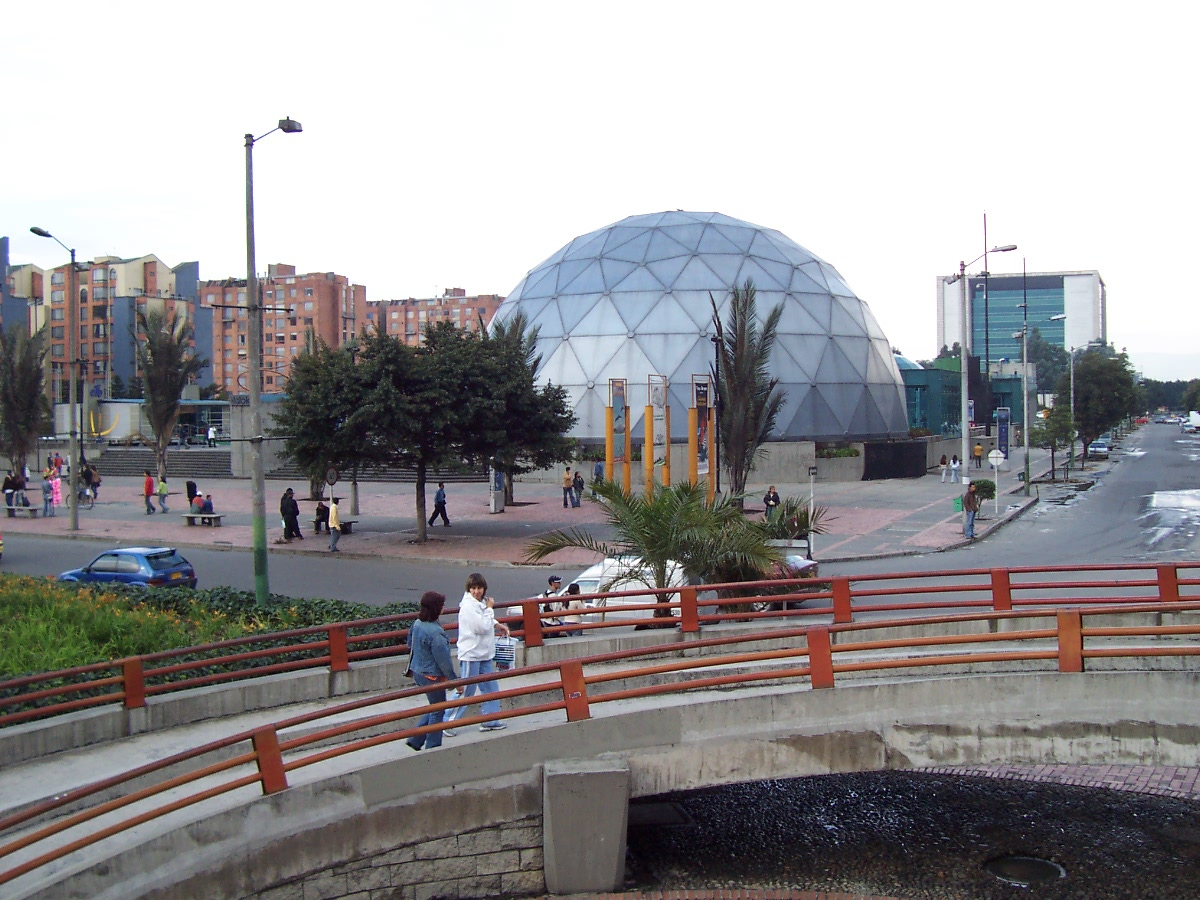
Maloka
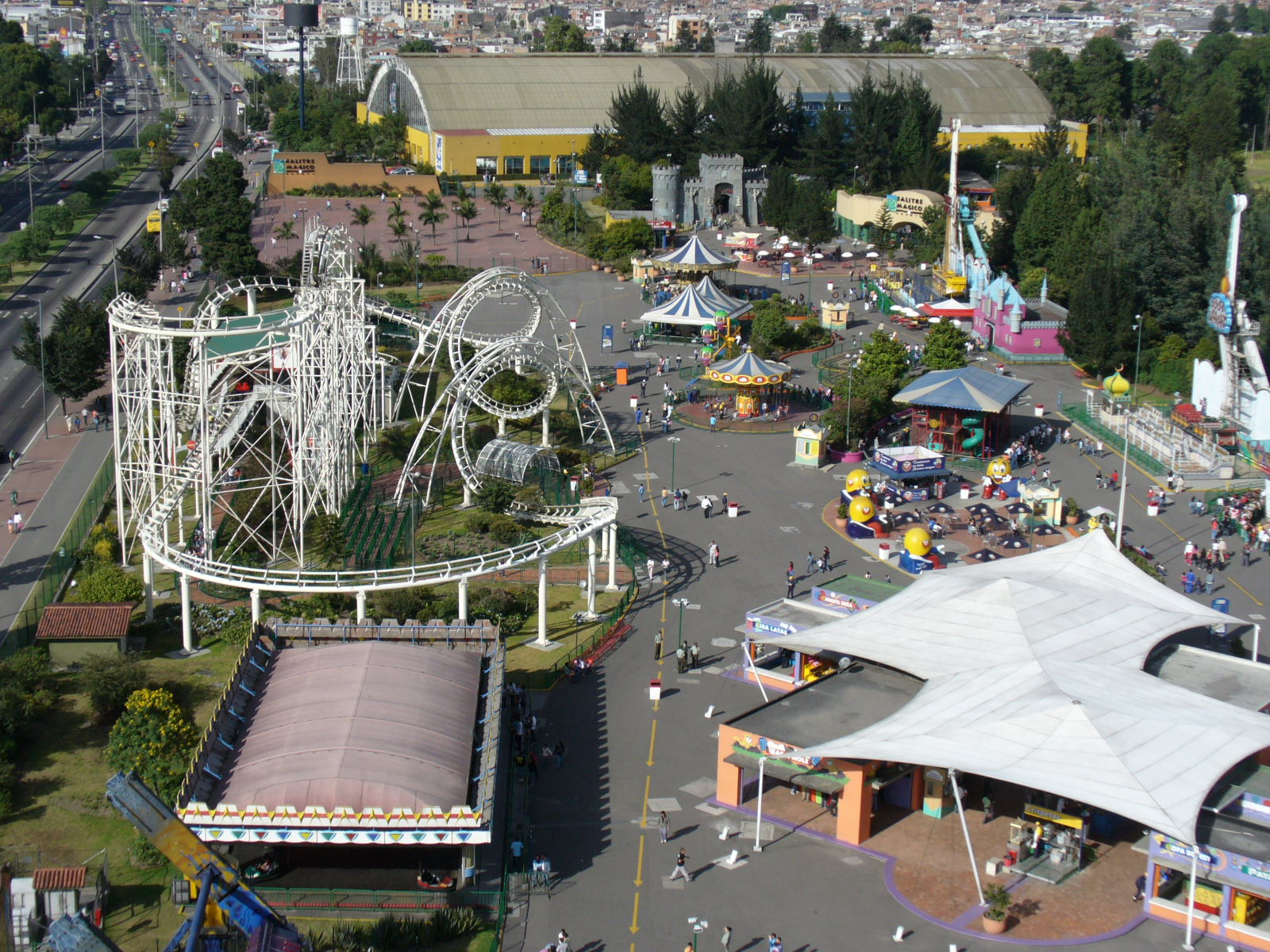
Parque de diversiones Salitre Mágico
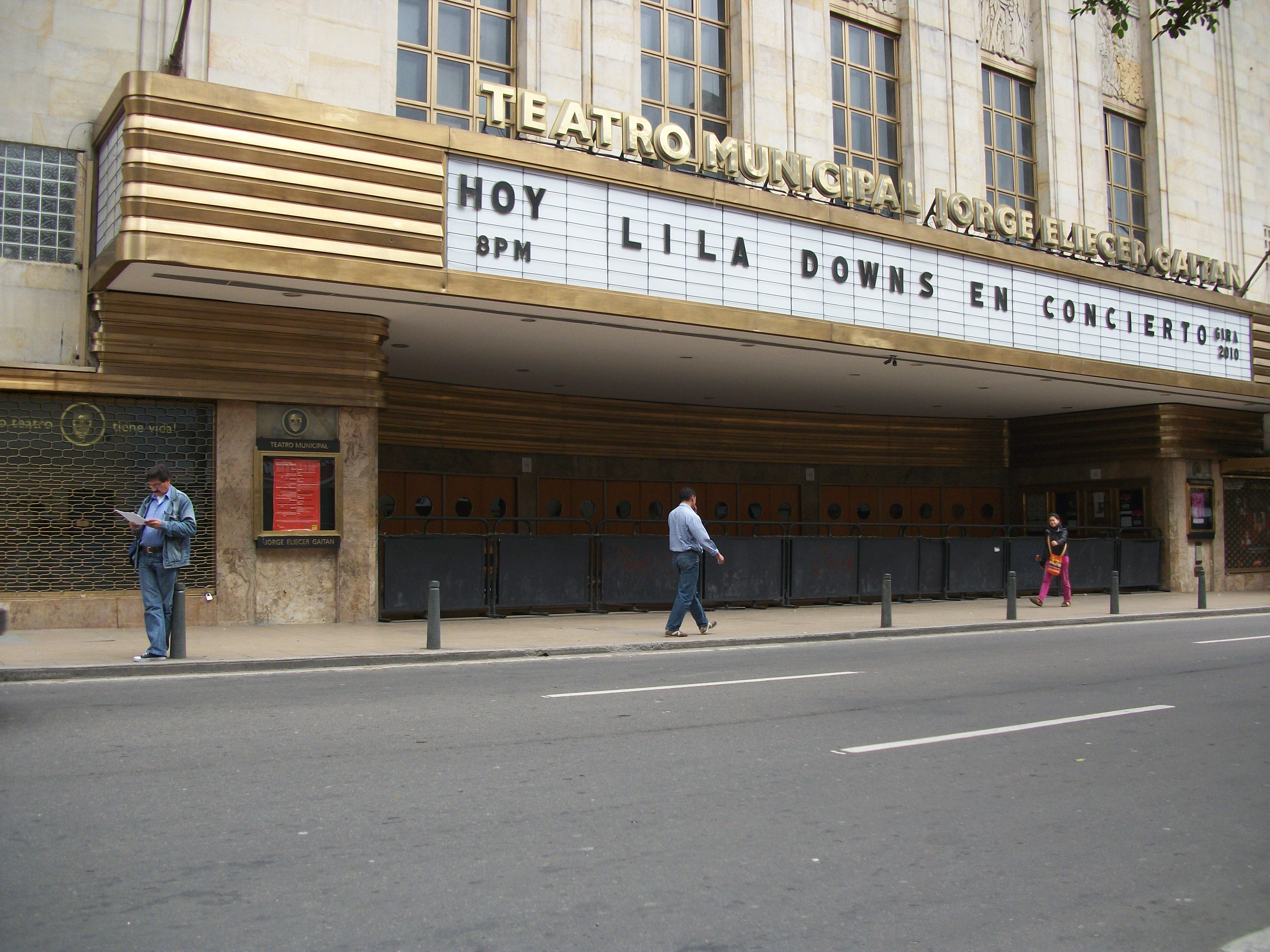
Teatro Jorge Eliécer Gaitán
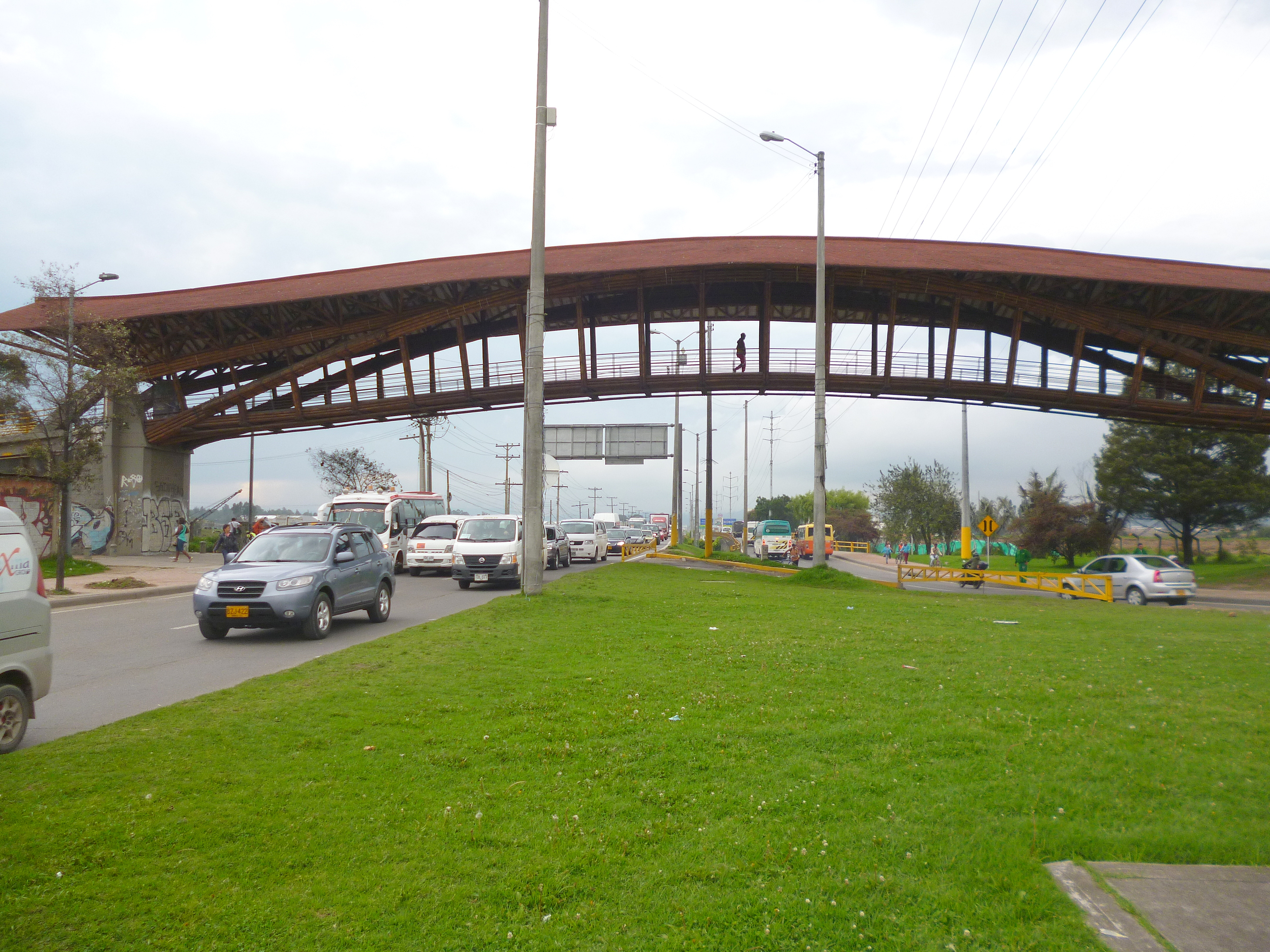
Puente de Guadua

Bogotá es conocida como destino turístico internacional, al ocupar el puesto 21 de 53 escogidos, según el diario The New York Times. Es a su vez el principal destino para extranjeros que visitan Colombia, con el 52 % de los visitantes internacionales.
Lugares turísticos importantes de Bogotá son el Jardín Botánico José Celestino Mutis, el Museo del Oro, el Puente Jenny Garzón, la Quinta de Bolívar, el Observatorio Nacional, el Planetario de Bogotá, Maloka, el Museo Botero, la plaza de Bolívar, el mirador de la Torre Colpatria así como el Mirador de La Calera, el Monumento de Banderas a Las Américas (al lado de la estación Banderas de TransMilenio) y La Candelaria, localidad que es patrimonio y Bien de Interés Cultural de Carácter Nacional. Además, la ciudad cuenta con distintos parques de atracciones mecánicas como: Salitre Mágico y Mundo Aventura.
En Bogotá hay variedad en oferta de alojamiento que oscila entre posadas para mochileros y hoteles cinco estrellas. La oferta de hoteles en el centro histórico de La Candelaria y sus zonas aledañas, se halla dirigida a un público amante de la cultura y las artes. Los hoteles ubicados cerca a Ciudad Salitre se hallan dirigidos a los visitantes que hacen escalas cortas en Bogotá o necesitan la cercanía al Aeropuerto Internacional El Dorado. En cambio, los hoteles ubicados hacia el norte de la ciudad, están enfocados hacia un turismo de negocios, compras o placer.
La ciudad cuenta con el Tren Turístico de la Sabana de Bogotá que hace recorridos los fines de semana y festivos desde centro de Bogotá hasta el parque Jaime Duque en Tocancipá, Zipaquirá y en ocasiones, hasta Nemocón.

## Símbolos

### Bandera

Bandera de Bogotá

La bandera de Bogotá está conformada por una franja horizontal amarilla, que ocupa la mitad superior, y una franja horizontal roja, que complementa la parte inferior. Fue adoptada como símbolo de la ciudad en 1952 a través del decreto 555 del Distrito Especial.
La bandera tiene origen en el movimiento de insurgencia en contra las autoridades virreinales que estalló el 20 de julio de 1810.

### Escudo

Escudo de Bogotá

El escudo de Bogotá fue otorgado por Carlos I de España para el territorio del Nuevo Reino de Granada según Real Cédula dada en Valladolid, España, el 3 de diciembre de 1548. Fue oficializado y adoptado como símbolo de la ciudad mediante Acuerdo 31 de 1932.

### Himno
El himno de Bogotá fue escrito por el poeta Pedro Medina Avendaño y su música fue obra de Roberto Pineda Duque. Se presentó por primera vez el 7 de agosto de 1974 y se oficializó como himno de la ciudad por el decreto 1000 del mismo año.

### Árbol y flor insignia

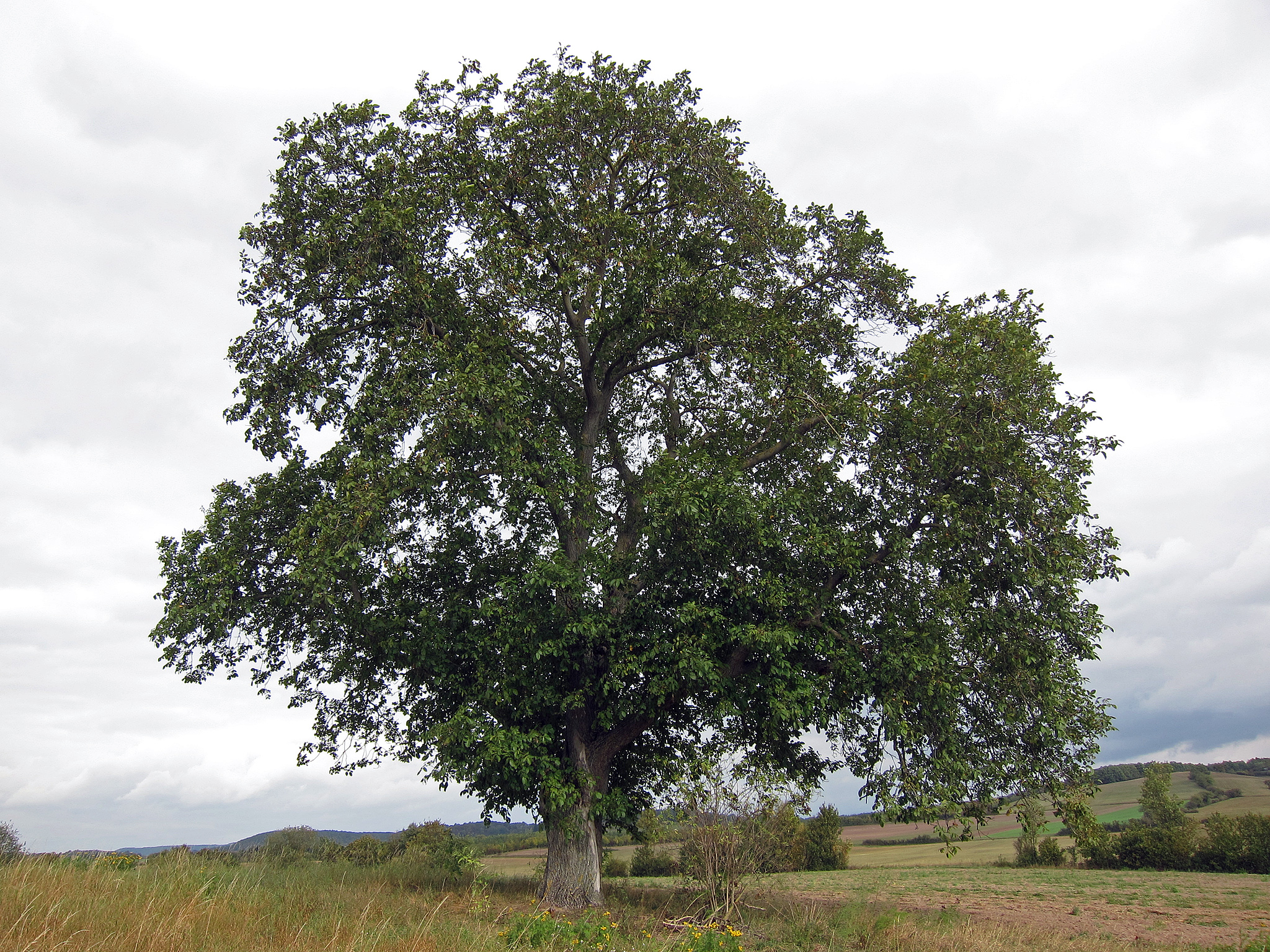
El nogal, árbol insignia de Bogotá.

El nogal, Juglans neotropica, se declaró árbol insignia de la ciudad por acuerdo distrital número 069 de 2002.
Por iniciativa del Concejo de Bogotá a través del proyecto 088 del año 2003, y mediante acuerdo número 109 del 29 de diciembre de 2003, la orquídea Odontoglossum luteopurpureum (Lindl.), se adoptó como flor insignia de Bogotá, destacando esta especie presente en los cerros aledaños a la sabana de Bogotá para su protección.

### Otros
- El deporte símbolo de la ciudad es el fútbol de salón (futsal), según el acuerdo del Concejo 133 de 2004.[252]
- La Santa patrona de la ciudad es Santa Isabel de Hungría, por consagración de la arquidiócesis de Bogotá desde finales del siglo XIX.[254]

## Ciudades hermanadas
Bogotá suscribió un acuerdo de hermanamiento de ciudades con Miami (Estados Unidos) en 1971, otro con Cádiz (España) en 2008 y otro con Chicago en 2009. En 1982 la ciudad firmó un acuerdo de hermanamiento para la cooperación internacional con Seúl (Corea del Sur). Por otra parte, Bogotá forma parte de la Unión de Ciudades Capitales Iberoamericanas (UCCI) que agrupa a 27 ciudades de Iberoamérica.
| Ciudades con un acuerdo de hermanamiento a Bogotá | Ciudades con un acuerdo de hermanamiento a Bogotá | Ciudades con un acuerdo de hermanamiento a Bogotá |
| ------------------------------------------------- | ------------------------------------------------- | ------------------------------------------------- |
| Buenos Aires, Argentina                           | Seúl, Corea del Sur                               | Madrid, España                                    |
| La Paz, Bolivia                                   | Santiago, Chile                                   | Washington, D. C., Estados Unidos                 |
| Brasilia, Brasil                                  | Quito, Ecuador                                    | Chicago, Estados Unidos                           |
| Miami, Estados Unidos                             | Atenas, Grecia                                    | Puerto Príncipe, Haití                            |
| Ciudad de México, México                          | León, México                                      | Ramala, Palestina                                 |
| Ciudad de Panamá, Panamá                          | Lima, Perú                                        | Lisboa, Portugal                                  |
| Londres, Reino Unido                              | Estambul, Turquía                                 | Caracas, Venezuela                                |
| Shanghái, China                                   | Ottawa, Canadá                                    | Cádiz, España                                     |
| Moscú, Rusia                                      |                                                   |                                                   |